# Arthur Szyk
Arthur Szyk (em polonês/polaco:  Artur Szyk); 3 de junho de 1894 – 13 de setembro de 1951)  foi um artista judeu nascido na Polônia que trabalhou principalmente como ilustrador de livros e artista político ao longo de sua carreira. Arthur Szyk nasceu em uma próspera família judia de classe média em Łódź,   na parte da Polônia sob domínio russo no século XIX. Judeu polaco aculturado, Szyk sempre se considerou orgulhosamente polaco e judeu.  A partir de 1921, ele viveu e criou suas obras principalmente na França e na Polônia; em 1937, mudou-se para o Reino Unido. Em 1940, ele se estabeleceu permanentemente nos Estados Unidos e recebeu a cidadania americana em 1948.
Arthur Szyk se tornou um renomado artista e ilustrador de livros já no período entre guerras. Suas obras foram exibidas e publicadas na Polônia e França, Reino Unido, Israel e Estados Unidos. No entanto, ele ganhou grande popularidade nos Estados Unidos principalmente por meio de suas caricaturas políticas, nas quais, após a eclosão da Segunda Guerra Mundial, ele criticava duramente as políticas e personalidades dos líderes das Potências do Eixo. Após a guerra, ele também se dedicou às questões políticas sionistas, especialmente ao apoio à criação do Estado de Israel.
A obra de Szyk é caracterizada em seu conteúdo material pelo comprometimento social e político, e em seu aspecto formal pela rejeição do modernismo e pela adoção das tradições da pintura medieval e renascentista, especialmente manuscritos iluminados desses períodos.

## Biografia

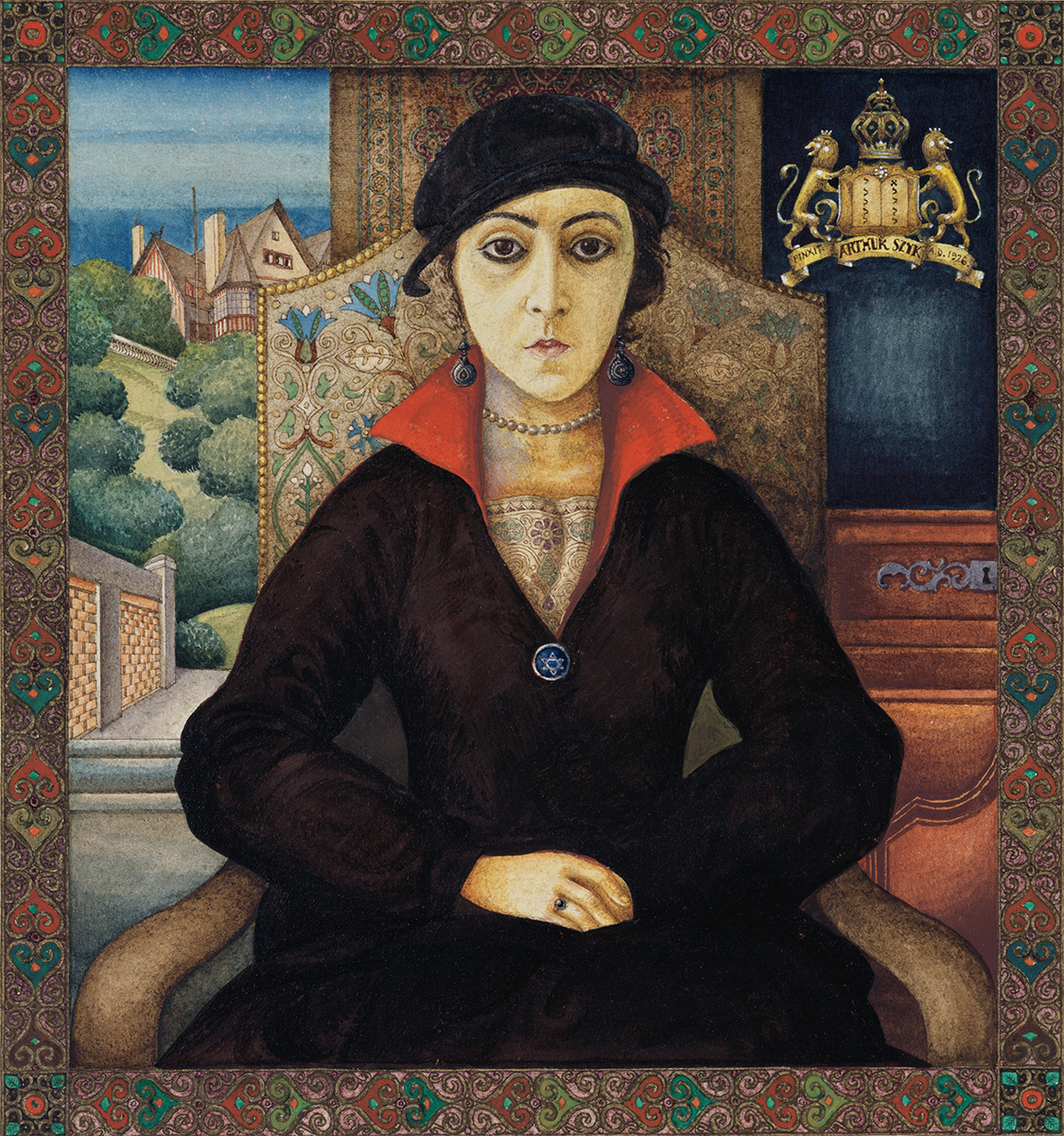
Retrato de Julia Szyk. Paris, 1926.

Arthur Szyk,  filho de Solomon Szyk e sua esposa Eugenia, nasceu em Łódź, na partição russa da Polônia, em 3 de junho de 1894. Solomon Szyk era diretor de uma fábrica têxtil, uma ocupação discreta até junho de 1905, quando, durante a chamada insurreição de Łódź, um de seus trabalhadores jogou ácido em seu rosto, cegando-o permanentemente.
Szyk demonstrou talento artístico quando criança; quando tinha seis anos, ele teria desenhado esboços da Rebelião dos Boxers na Dinastia Qing.  Embora sua família fosse culturalmente assimilada e não praticasse o judaísmo ortodoxo, Arthur também gostava de desenhar cenas bíblicas da Bíblia hebraica. Esses interesses e talentos levaram seu pai, a conselho dos professores de Szyk, a enviá-lo a Paris para estudar na Académie Julian,  uma escola de estúdio popular entre estudantes franceses e estrangeiros. Em Paris, Szyk foi exposto a todas as tendências modernas da arte; no entanto, ele decidiu seguir seu caminho, que seguia de perto a tradição. Ele foi especialmente atraído pela arte medieval de iluminar manuscritos, o que influenciou muito seus trabalhos posteriores. Enquanto estudava em Paris, Szyk permaneceu intimamente envolvido com a vida social e cívica de Łódź. Durante os anos de 1912 a 1914, o artista adolescente produziu vários desenhos e caricaturas sobre temas políticos contemporâneos que foram publicados na revista satírica de Łódź Śmiech ("Riso").
Depois de quatro anos na França, Szyk retornou à Polônia em 1913 e continuou seus estudos na classe de Teodor Axentowicz na Academia de Belas Artes Jan Matejko, em Cracóvia, que estava sob domínio austríaco na época. Ele não apenas assistiu a palestras e aulas, mas também participou ativamente da vida cultural de Cracóvia. Ele não se esqueceu de sua cidade natal, Łódź – ele projetou os cenários e figurinos para o cabaré Bi Ba Bo, sediado em Łódź. O engajamento político e nacional do artista também se aprofundou naquela época – Szyk se considerava um patriota polonês, mas também tinha orgulho de ser judeu e frequentemente se opunha ao antissemitismo em suas obras. No início de 1914, Szyk, em um grupo com outros artistas e escritores judeus poloneses, partiu em uma viagem à Palestina, organizada pela Sociedade Cultural Judaica Hazamir (hebraico: rouxinol). Lá, ele observou os esforços dos colonos judeus trabalhando em benefício do futuro estado judeu. 
A visita foi interrompida pela eclosão da Primeira Guerra Mundial. Szyk, que era um súdito russo, teve que deixar a Palestina, que fazia parte do Império Otomano na época, e retornar ao seu país natal em agosto de 1914. Ele foi convocado para o Exército Imperial Russo e lutou na batalha de Łódź em novembro/dezembro de 1914, mas no início de 1915, conseguiu escapar do exército e passou o resto da guerra em sua cidade natal. Ele também aproveitou o tempo que passou no exército imperial russo para desenhar soldados russos e publicou esses desenhos como cartões postais no mesmo ano (1915).  Em 14 de setembro de 1916, Arthur Szyk casou-se com Julia Likerman. Seu filho George nasceu no ano seguinte, e sua filha Alexandra em 1922.

## Entreguerras

### Na Segunda República Polonesa

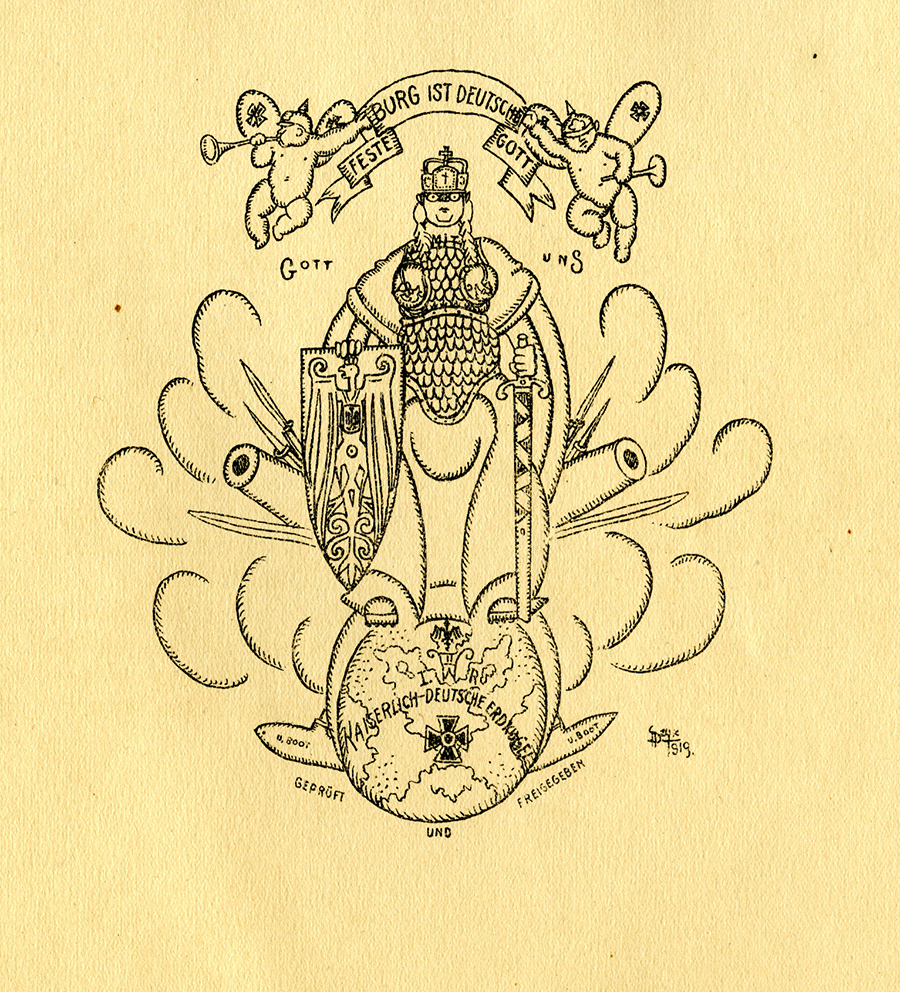
Nesta imagem do livro Rewolucja w Niemczech (Revolução na Alemanha), de 1919, uma figura semelhante a uma Valquíria está em um globo estampado com a Cruz de Ferro (Eisernes Kreuz).

Depois que a Polônia recuperou a independência em 1918, Szyk desenvolveu plenamente sua atividade artística, combinando-a com engajamento político. Em 1919, influenciado pelos acontecimentos da Revolução Alemã de 1918-19, publicou, juntamente com o poeta Julian Tuwim, o seu primeiro livro de ilustrações políticas: Rewolucja w Niemczech ( Revolução na Alemanha ), que era uma sátira aos alemães, que precisam do consentimento do Kaiser e dos militares até para iniciar uma revolução.  No mesmo ano, Szyk teve que participar novamente da guerra – durante a Guerra Polaco-Soviética (1919-1920), na qual serviu como oficial de cavalaria polonês e como diretor artístico do departamento de propaganda do exército polonês em Łódź.  

### Na França
Em 1921, Arthur Szyk e sua família se mudaram para Paris, onde permaneceram até 1933. A mudança para Paris é marcada por um avanço no aspecto formal das obras de Szyk. Embora as ilustrações anteriores de Szyk fossem desenhos a caneta e tinta (Szyk havia ilustrado seis livros antes de 1925, incluindo três publicados em iídiche ), as ilustrações dos livros publicados em Paris eram coloridas e cheias de detalhes. O primeiro livro ilustrado dessa maneira foi O Livro de Ester (Le livre d'Esther, 1925), seguido pelo diálogo A Tentação de Santo Antônio (La tentation de Saint Antoine, 1926), de Gustave Flaubert, o romance O Poço de Jacó (Le puits de Jacob, 1927), de Pierre Benoît, e outros livros. Essas ilustrações, caracterizadas por uma rica diversidade de cores e apresentação detalhada, remetiam deliberadamente às tradições medievais e renascentistas de iluminura de manuscritos, muitas vezes com elementos contemporâneos intercalados. Szyk se desenhou como um dos personagens do Livro de Ester. A única exceção estilística são as ilustrações da coleção de dois volumes de anedotas humorísticas sobre judeus, Le juif qui rit (1926/27), na qual o artista retornou aos gráficos simples em preto e branco. (Paradoxalmente, o livro, uma de suas obras mais conhecidas, foi criticado por repetir estereótipos antissemitas.) A reputação do artista também foi reforçada por exposições organizadas pelas Galeries Auguste Decour (a galeria de arte expôs pela primeira vez as obras de Szyk em 1922). Os desenhos de Szyk foram adquiridos pelo Ministro da Educação e Belas Artes Anatole de Monzie e pelo empresário de Nova York Harry Glemby. 

Szyk teve muitas oportunidades de viajar por sua arte. Em 1922, ele passou sete semanas no Marrocos, então um protetorado da França, onde desenhou o retrato do paxá de Marraquexe – como embaixador da boa vontade, ele recebeu a Ordre des Palmes Académiques do governo francês por este trabalho. Em 1931, foi convidado para a sede da Liga das Nações em Genebra, onde começou a ilustrar o estatuto da Liga. O artista fez algumas páginas do estatuto, mas não concluiu a obra devido à sua decepção com as políticas da organização na década de 1930. 

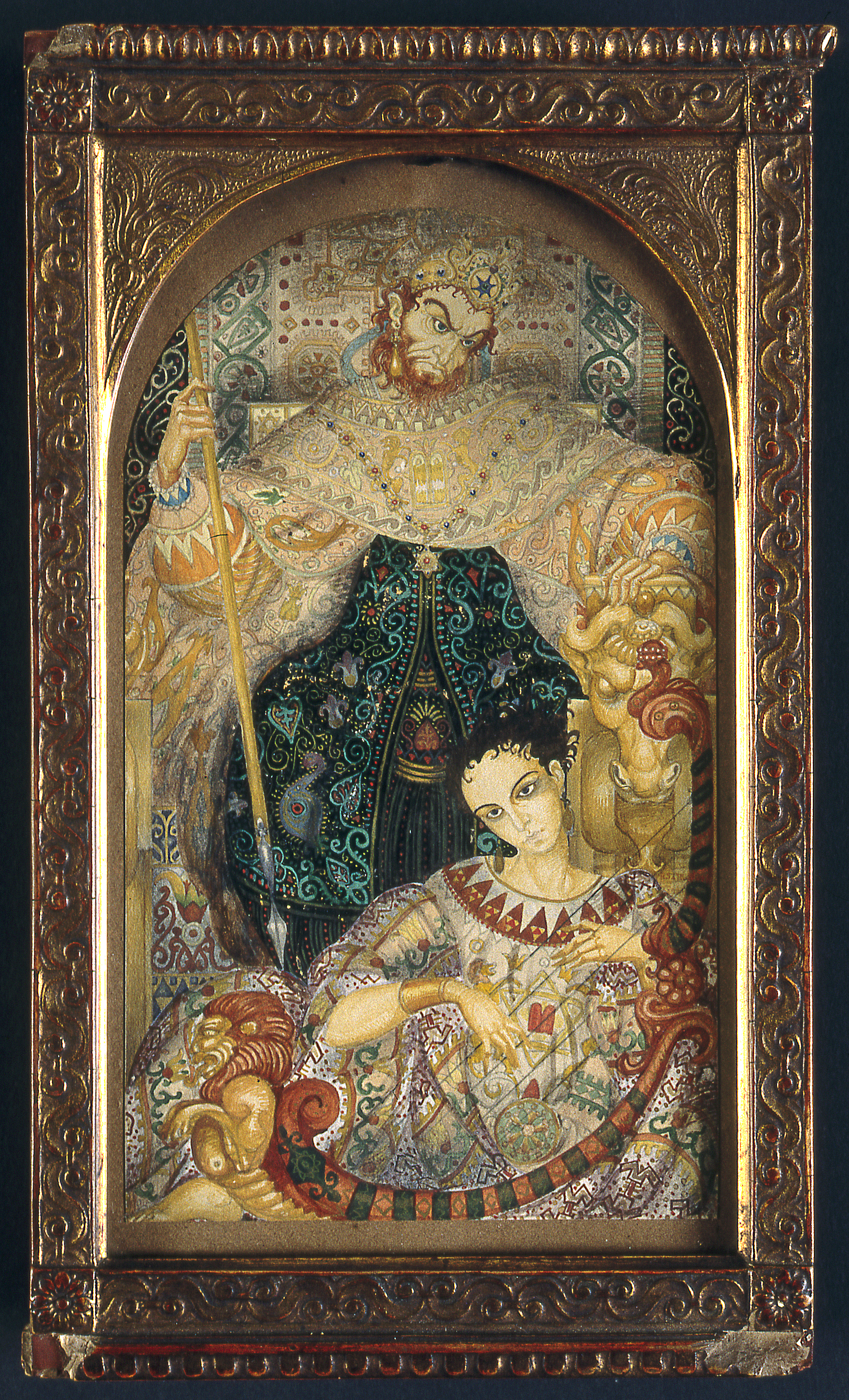
David e Saul (1921), Łódź, Polônia.
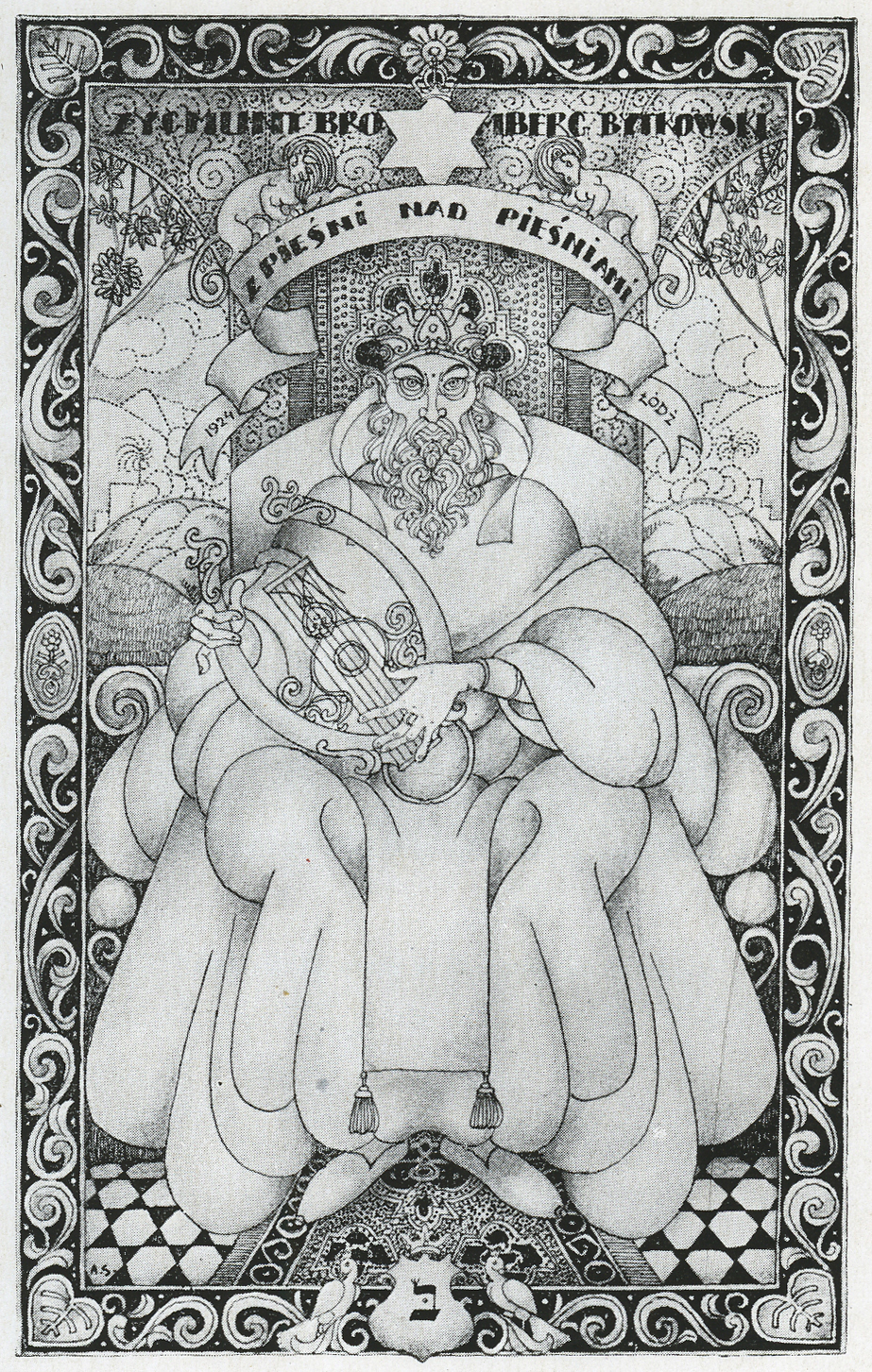
Pieśń nad Pieśniami (Cântico dos Cânticos) frontispício, (c. 1924), Łódź, Polônia
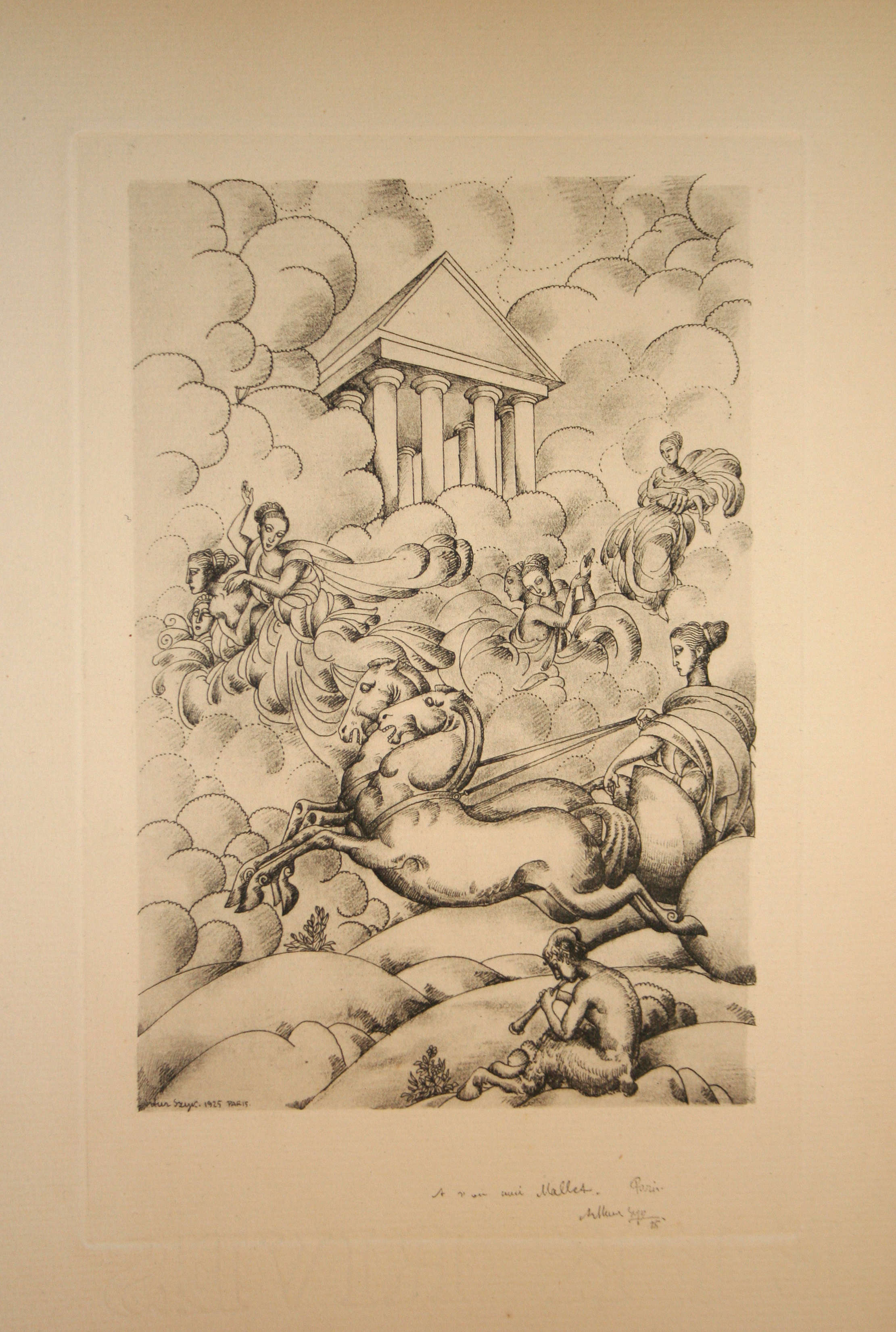
La Ronde de Deesses (O Círculo das Deusas) (1925), Paris.
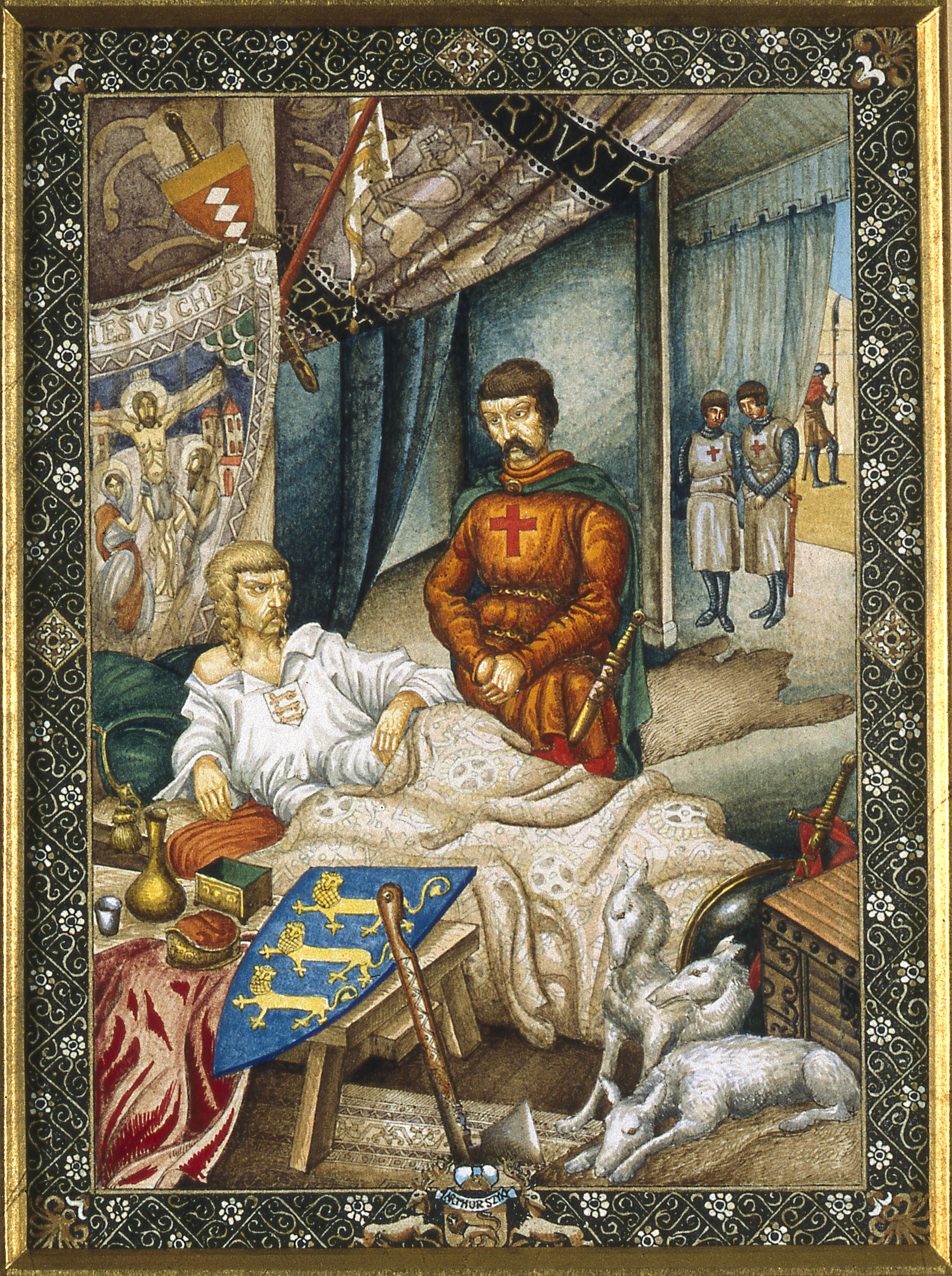
Le Talisman, The Lionheart Lies in his Pavilion (1927), Paris.
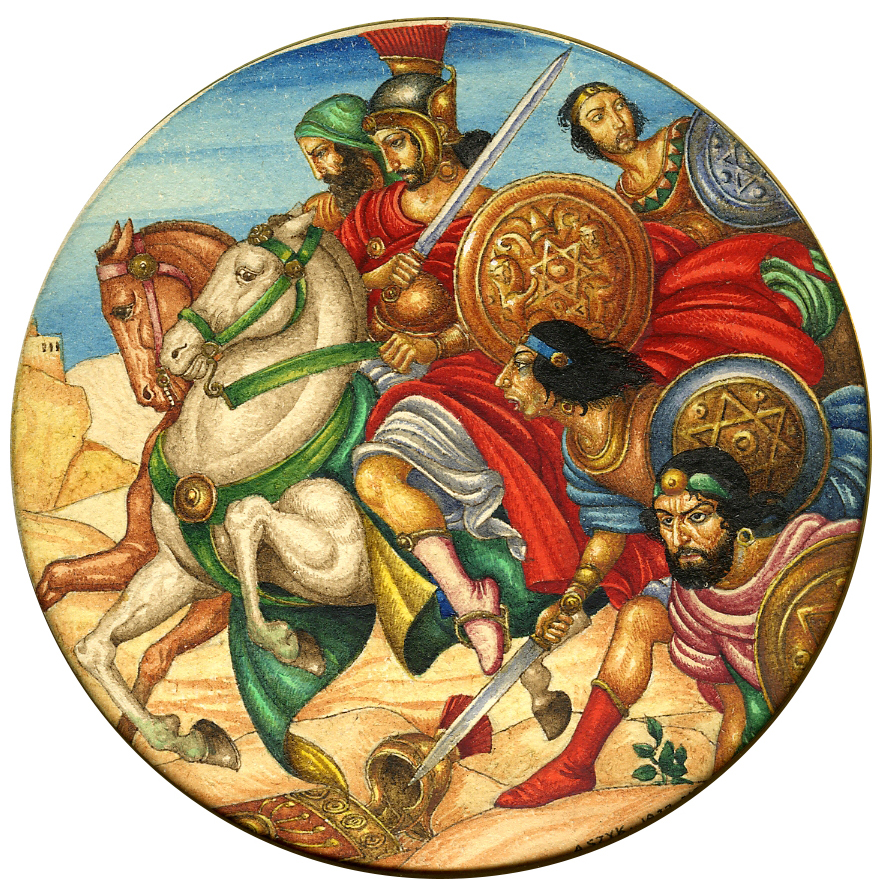
Bar Kochba (1927), Paris.
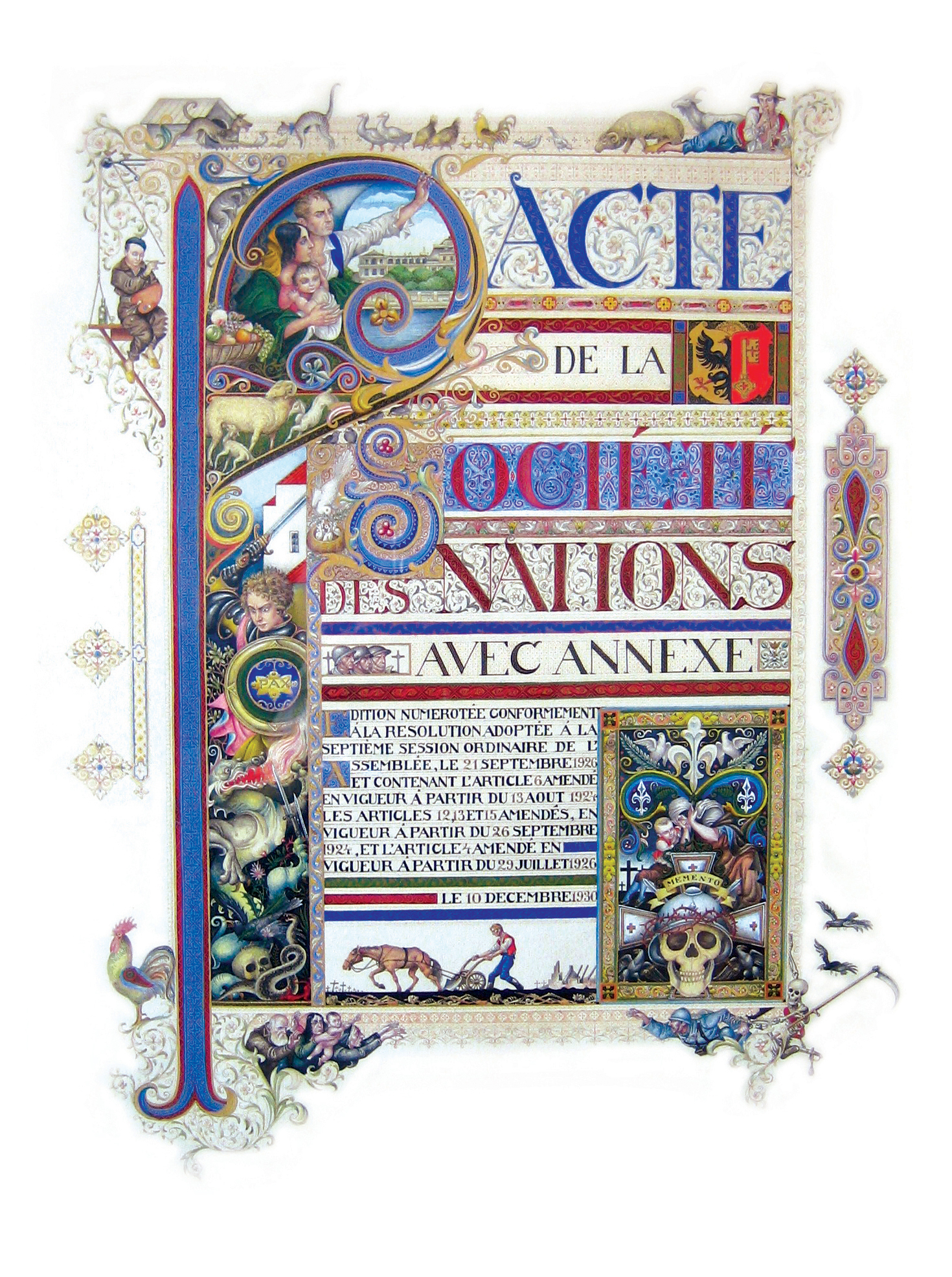
Pacte de la Société des Nations (Pacto da Liga das Nações) (1931), Paris.

### Statute of KaliszeWashington and his Times
Durante sua estadia na França, Szyk manteve seus laços com a Polônia. Ele visitava frequentemente seu país natal, ilustrava livros e expunha suas obras lá. Durante a segunda metade da década de 1920, ele ilustrou principalmente o Estatuto de Kalisz, uma carta de liberdades que foram concedidas aos judeus por Bolesław, o Piedoso, o Duque de Kalisz, em 1264.  Nos anos de 1926 a 1928, ele criou um rico cenário gráfico do Estatuto de 45 páginas, mostrando a contribuição dos judeus à sociedade polonesa; por exemplo, sua participação na luta pró-independência da Polônia, durante a Revolta de Janeiro de 1863, e nas Legiões Polonesas na Primeira Guerra Mundial comandadas por Józef Piłsudski, a quem Szyk também dedicou seu trabalho. O Estatuto de Kalisz foi publicado em livro em Munique em 1932, mas ganhou popularidade ainda antes. Cartões postais com reproduções das ilustrações de Szyk foram publicados em Cracóvia por volta de 1927. A arte original foi exibida em exposições em Varsóvia, Łódź e Kalisz em 1929, e uma "Exposição Itinerante das Obras de Artur Szyk" foi realizada em 1932-1933, exibindo o Estatuto em exposições em 14 cidades polonesas. Em reconhecimento ao seu trabalho, Arthur Szyk foi condecorado com a Cruz de Ouro do Mérito pelo governo polonês.  

Outra grande série histórica criada por Szyk foi Washington and his Times, que ele começou em Paris em 1930. A série, que incluía 38 aquarelas, retratava os eventos da Guerra Revolucionária Americana e era uma homenagem ao primeiro presidente dos Estados Unidos e à nação americana em geral. A série foi apresentada em uma exposição na Biblioteca do Congresso em Washington, DC, em 1934. Trouxe outra condecoração a Szyk – desta vez a Medalha do Bicentenário George Washington do governo americano.  

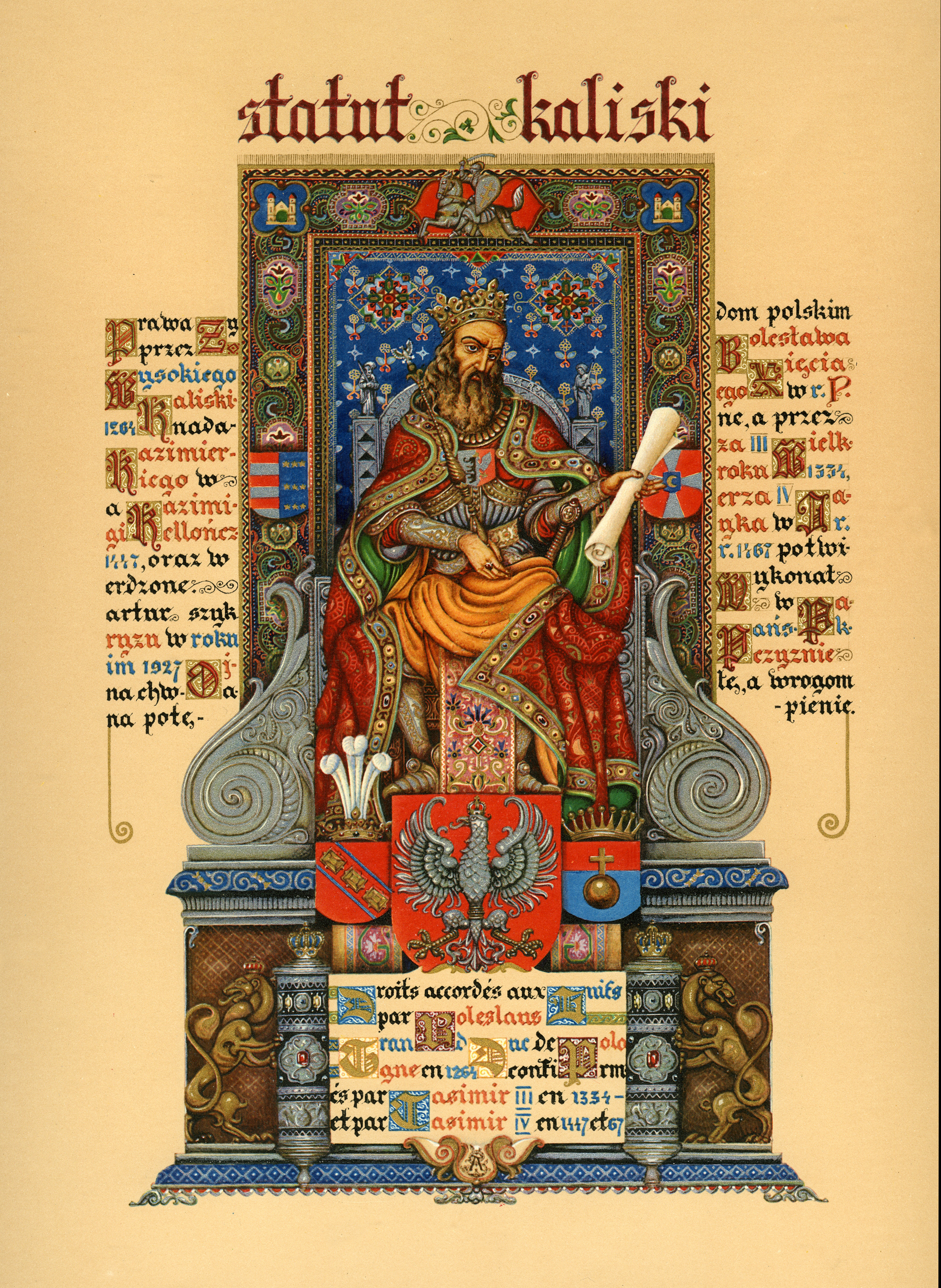
Statute of Kalisz, frontispício (Casimiro, o Grande) (1927), Paris.
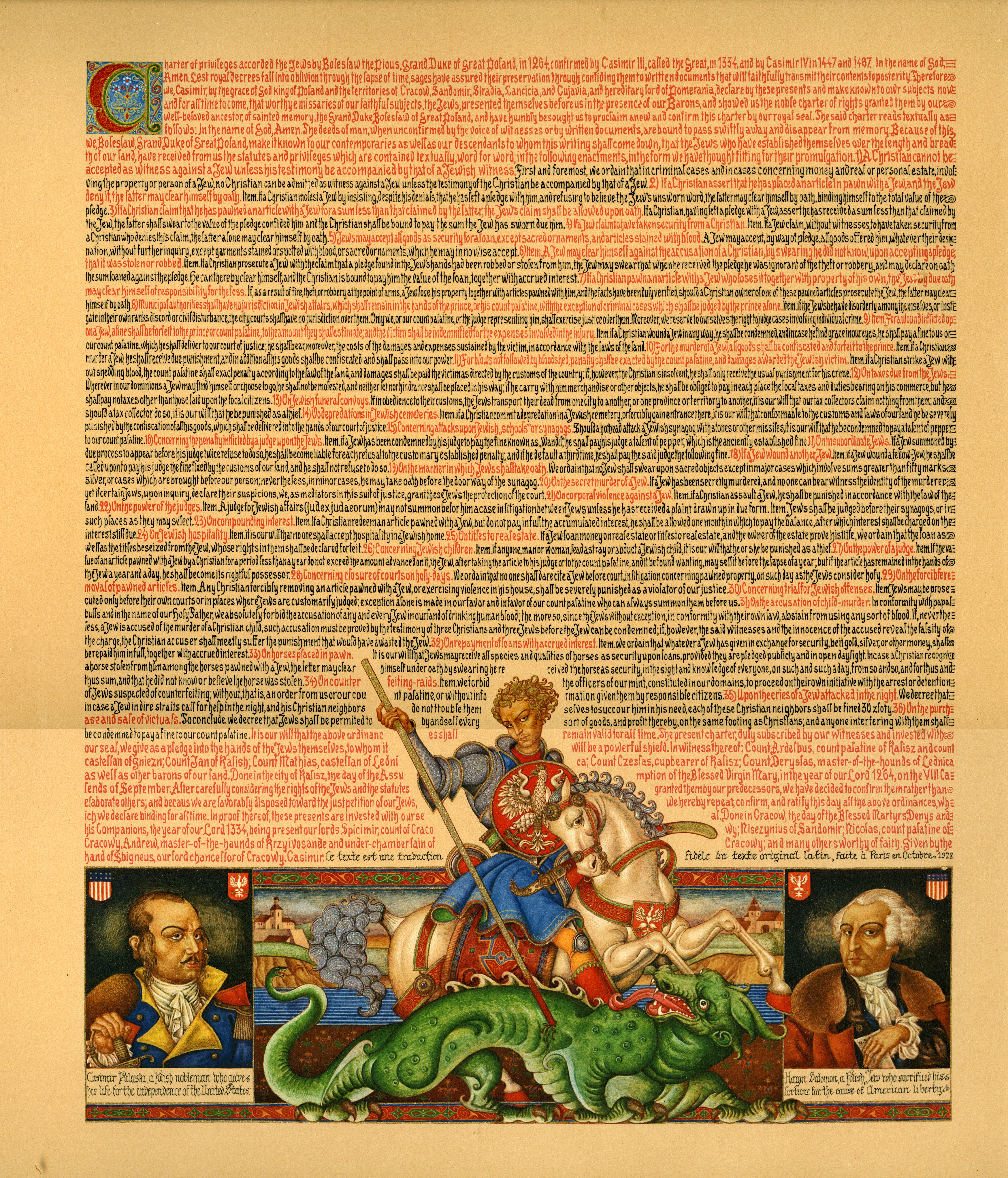
Statute of Kalisz, Página em inglês (1927), Paris.
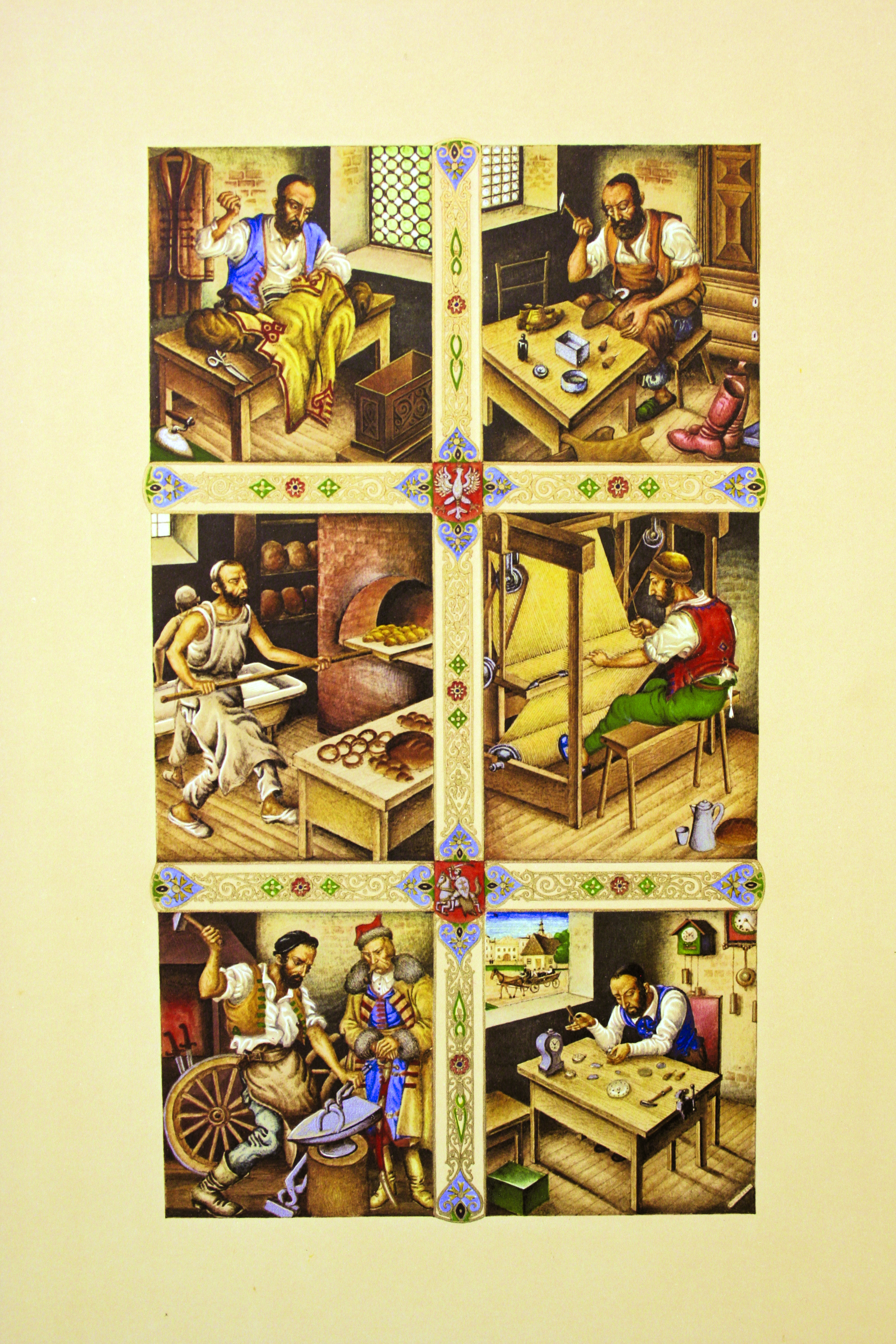
Statute of Kalisz, Jewish Craftsmen and Tradesmen (1927), Paris.
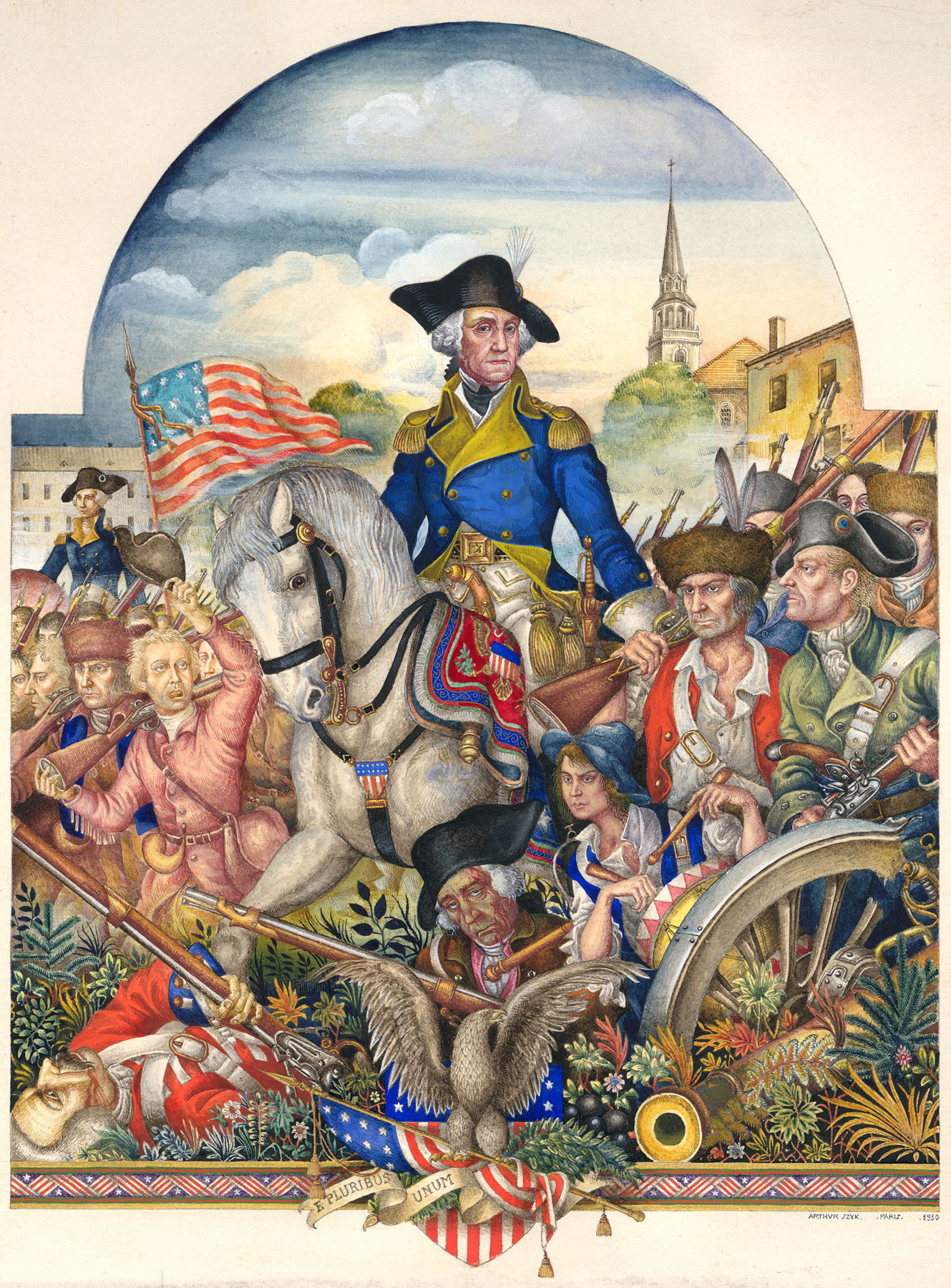
Washington and His Times, Washington the Soldier (1930), Paris.
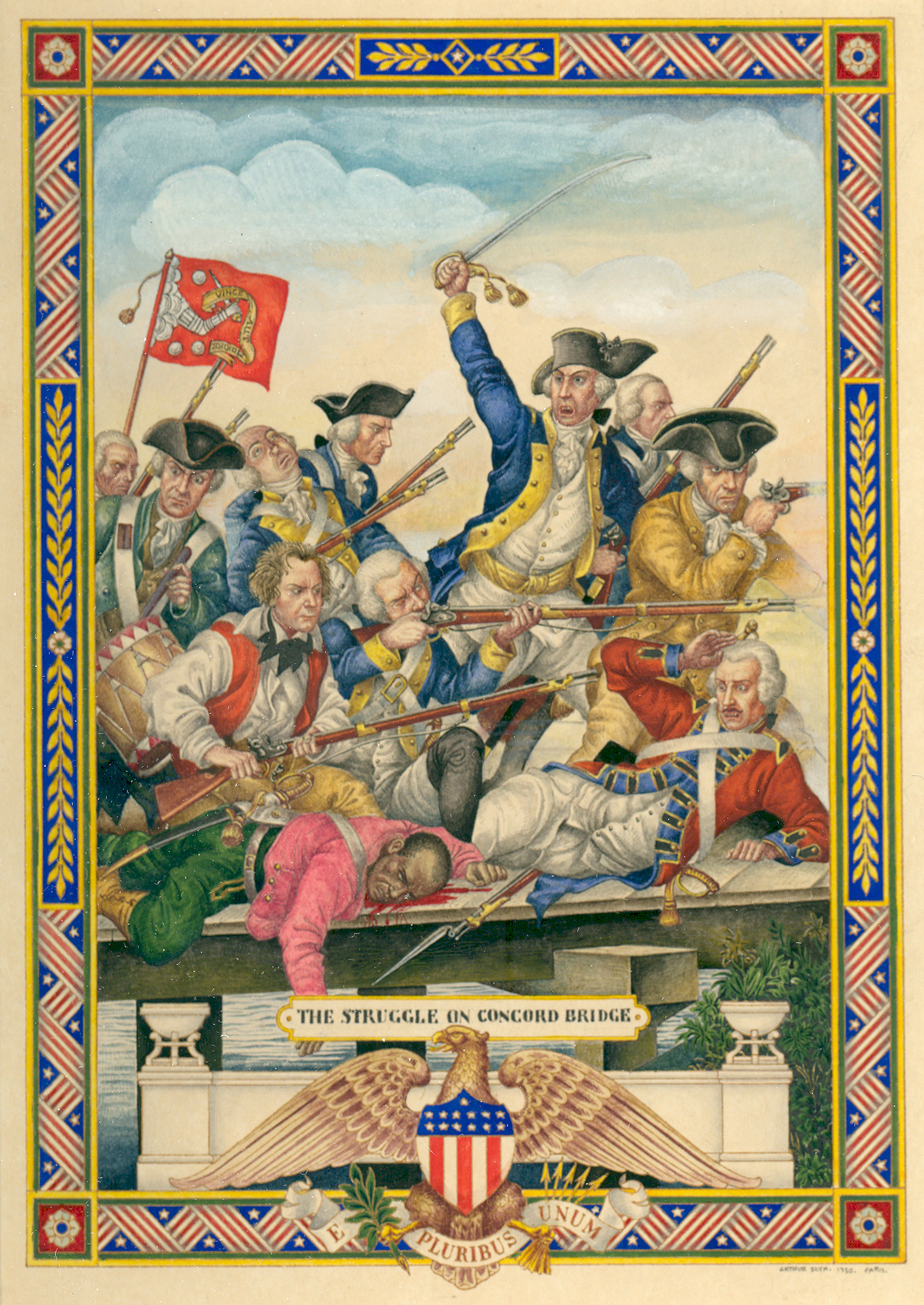
Washington and His Times, The Struggle on Concord Bridge (1930), Paris.

### The Haggadahe a mudança para Londres

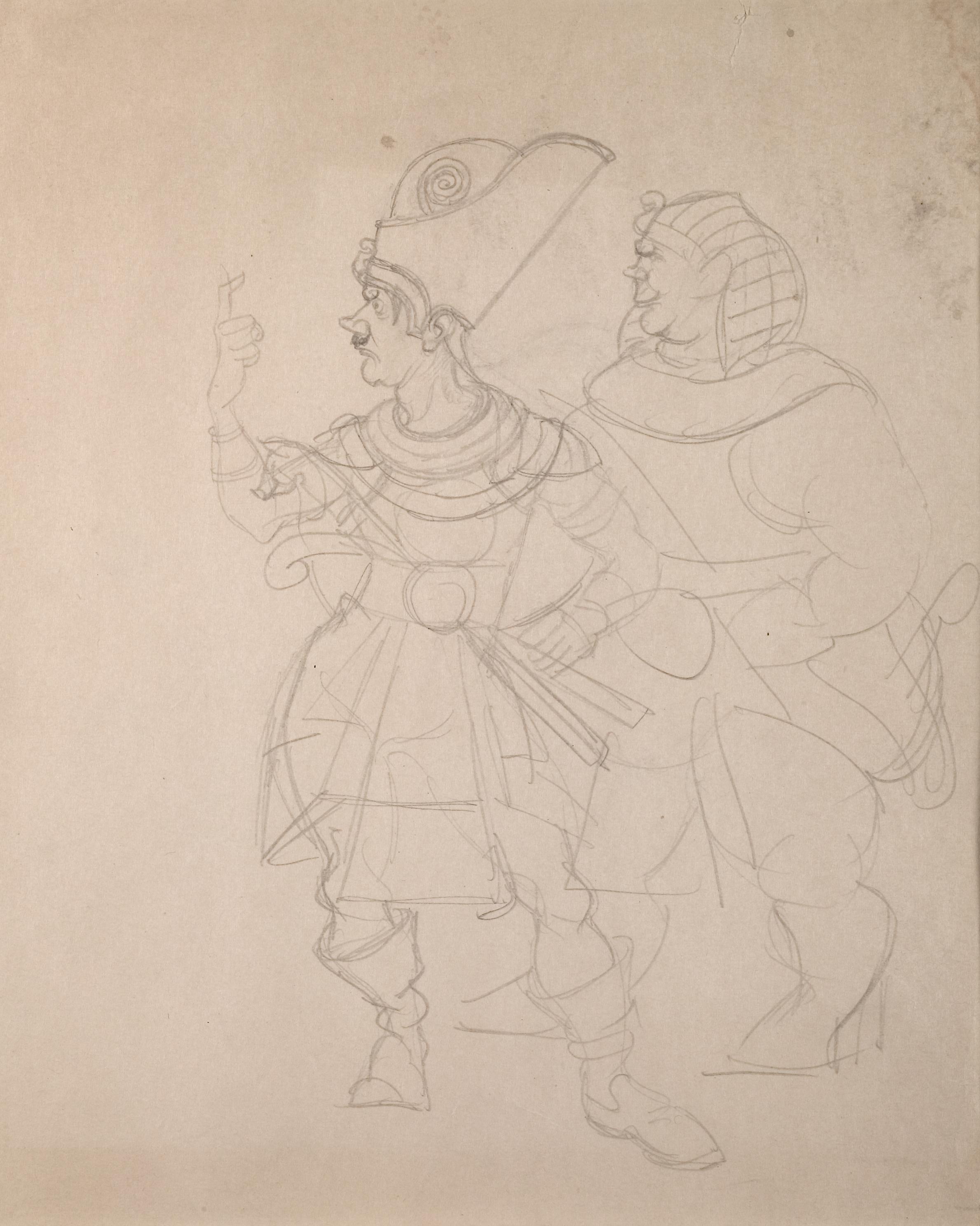
Arthur Szyk (1894–1951). Hitler como Faraó, c. 1933. Este esboço retrata o recém-nomeado chanceler da Alemanha, Adolf Hitler, vestido como um antigo faraó egípcio, uma clara referência ao antagonista na história bíblica do Êxodo dos escravos hebreus do Egito.

A arte de Szyk se tornou ainda mais politicamente engajada quando Adolf Hitler assumiu o poder na Alemanha em 1933. Szyk começou a desenhar caricaturas do Führer da Alemanha já em 1933; provavelmente a primeira foi um desenho a lápis de Hitler vestido como um antigo faraó egípcio.  Esses desenhos anteciparam outra grande série de desenhos de Szyk – a Hagadá, que é considerada sua obra-prima. A Hagadá é uma história muito importante e popular na cultura e religião judaica sobre o Êxodo ou partida dos israelitas do antigo Egito, que é lida todos os anos durante o Sêder de Pessach.  Szyk ilustrou a Hagadá em 48 pinturas em miniatura nos anos de 1934 a 1936. A política antissemita na Alemanha levou Szyk a introduzir alguns elementos contemporâneos nela. Por exemplo, ele pintou a parábola judaica dos Quatro Filhos, na qual o "filho mau" era retratado como um homem vestindo roupas alemãs, com um bigode estilo Hitler e um chapéu alpino verde. A intenção política da série era ainda mais forte em sua versão original: ele pintou sobre as cobras vermelhas a suástica, símbolo do Terceiro Reich.

Em 1937, Arthur Szyk foi a Londres para supervisionar a publicação da Hagadá. Entretanto, nos três anos que antecederam sua publicação, o artista teve que concordar com muitas concessões, incluindo pintar sobre as suásticas. Não está claro se ele fez isso sob pressão de seu editor ou de políticos britânicos que seguiam uma política de apaziguamento com a Alemanha. Hagadá foi finalmente publicado em 1940, dedicada ao Rei Jorge VI e com uma tradução (do hebraico) e comentários do historiador judeu britânico Cecil Roth. A obra foi amplamente aclamada pela crítica; de acordo com o The Times of London Literary Supplement, era "digna de ser colocada entre os mais belos livros que a mão do homem já produziu".   Era o livro novo mais caro do mundo na época, com cada uma das 250 cópias de edição limitada de pergaminho sendo vendida por 100 guinéus ou US$ 520. 

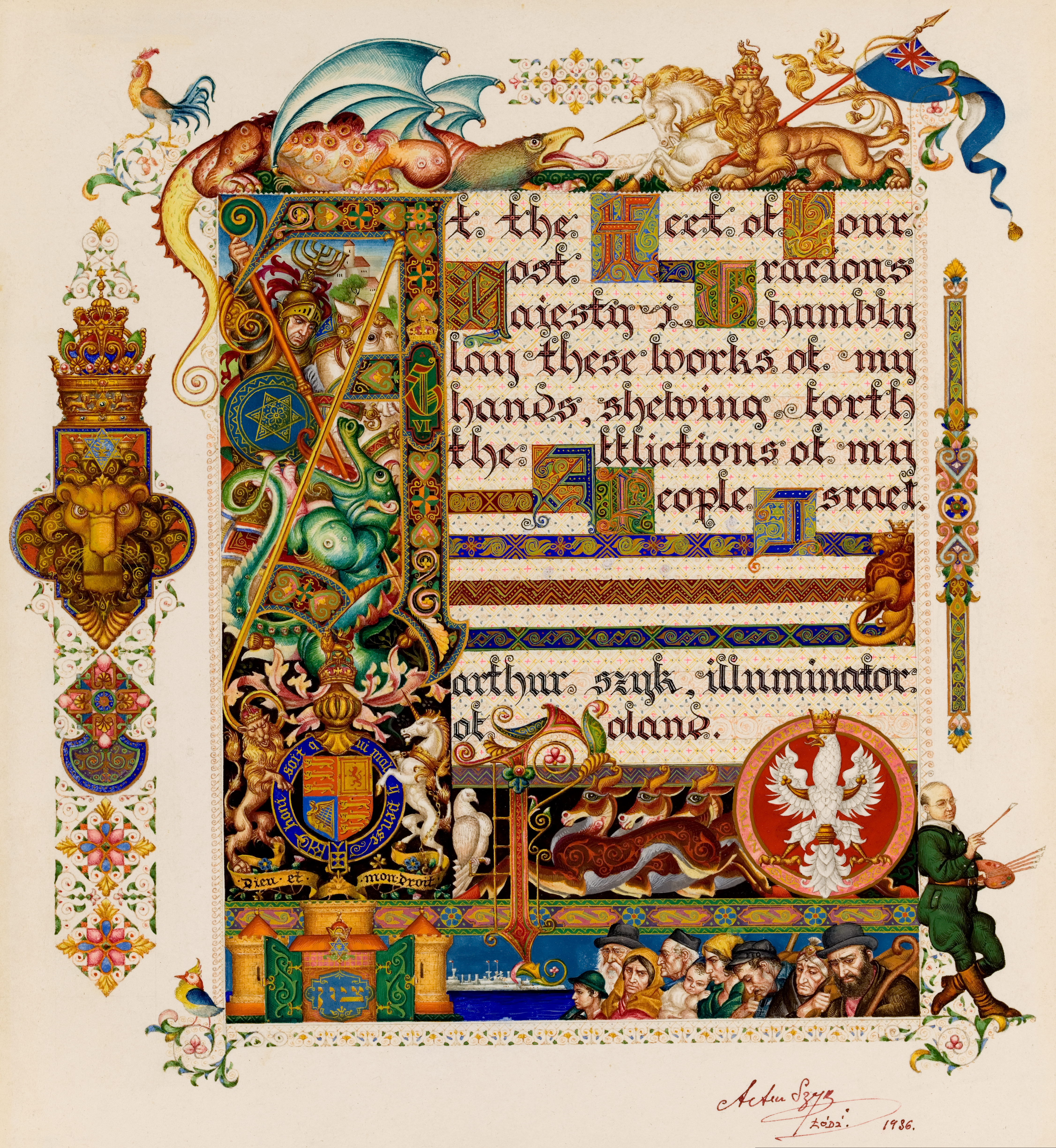
The Haggadah, Dedication to King George VI (1936), Łódź, Polônia.
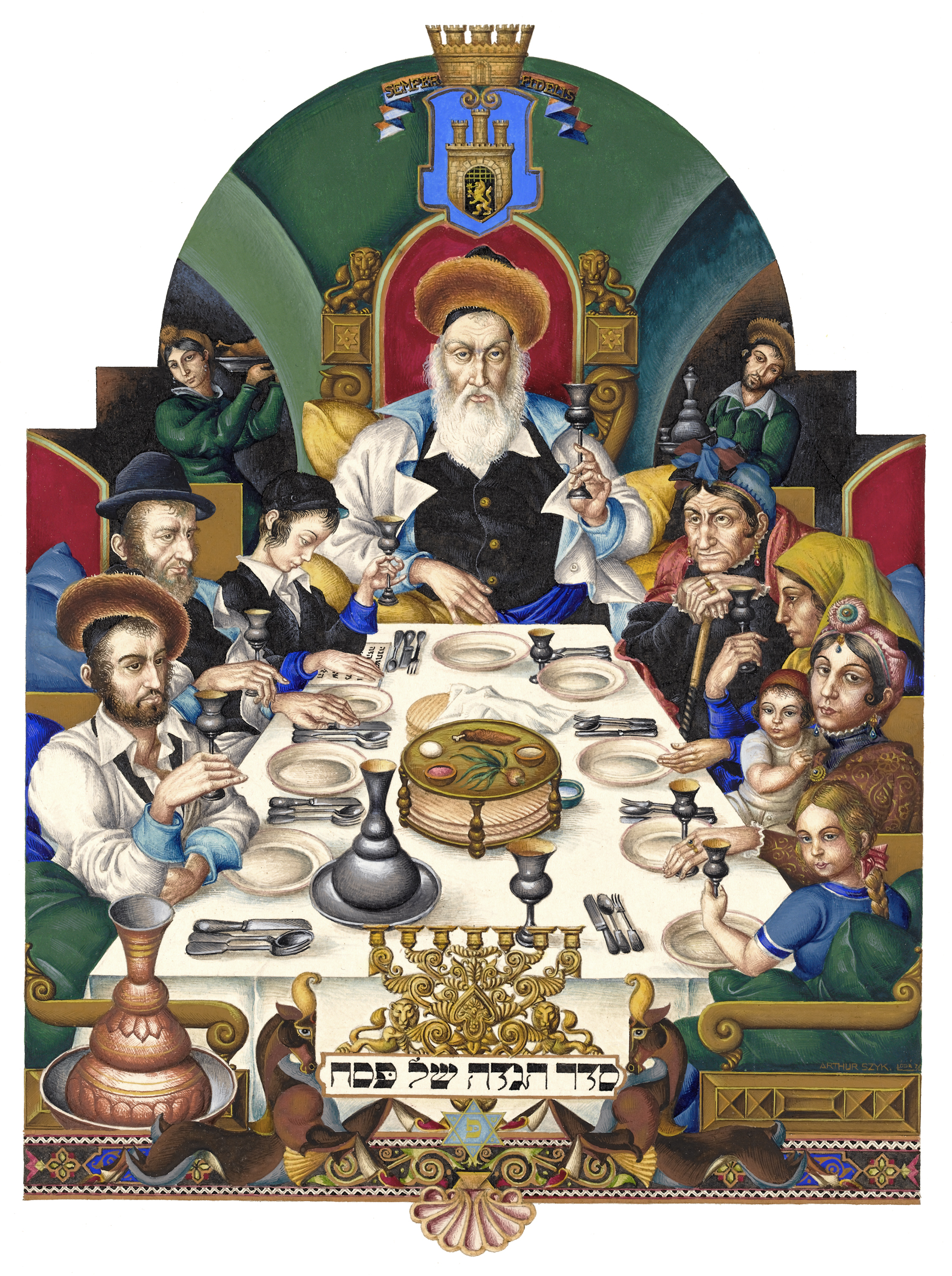
The Haggadah, The Family at the Seder (1935), Łódź, Polônia.
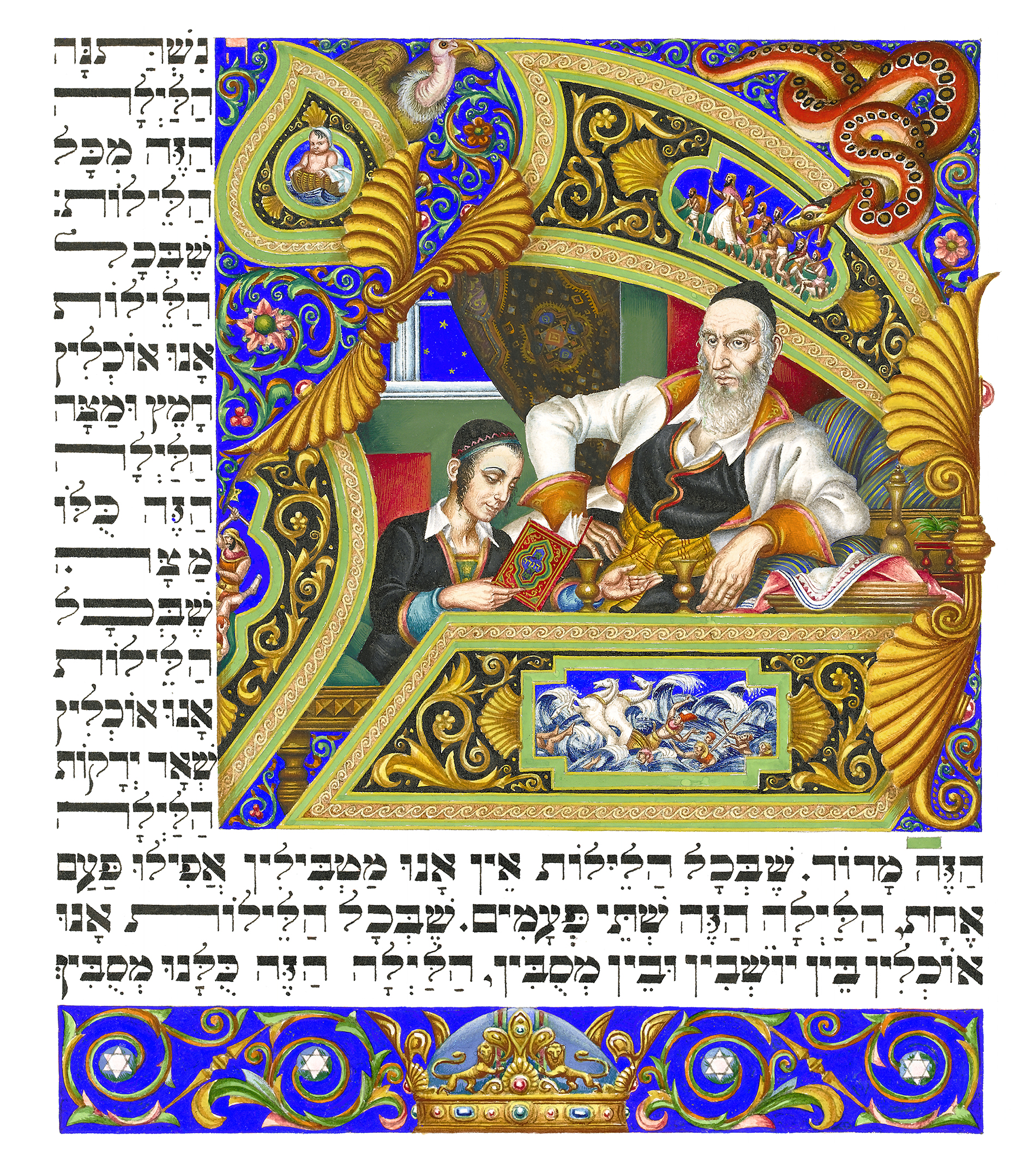
The Haggadah, The Four Questions (1935), Łódź, Polônia.
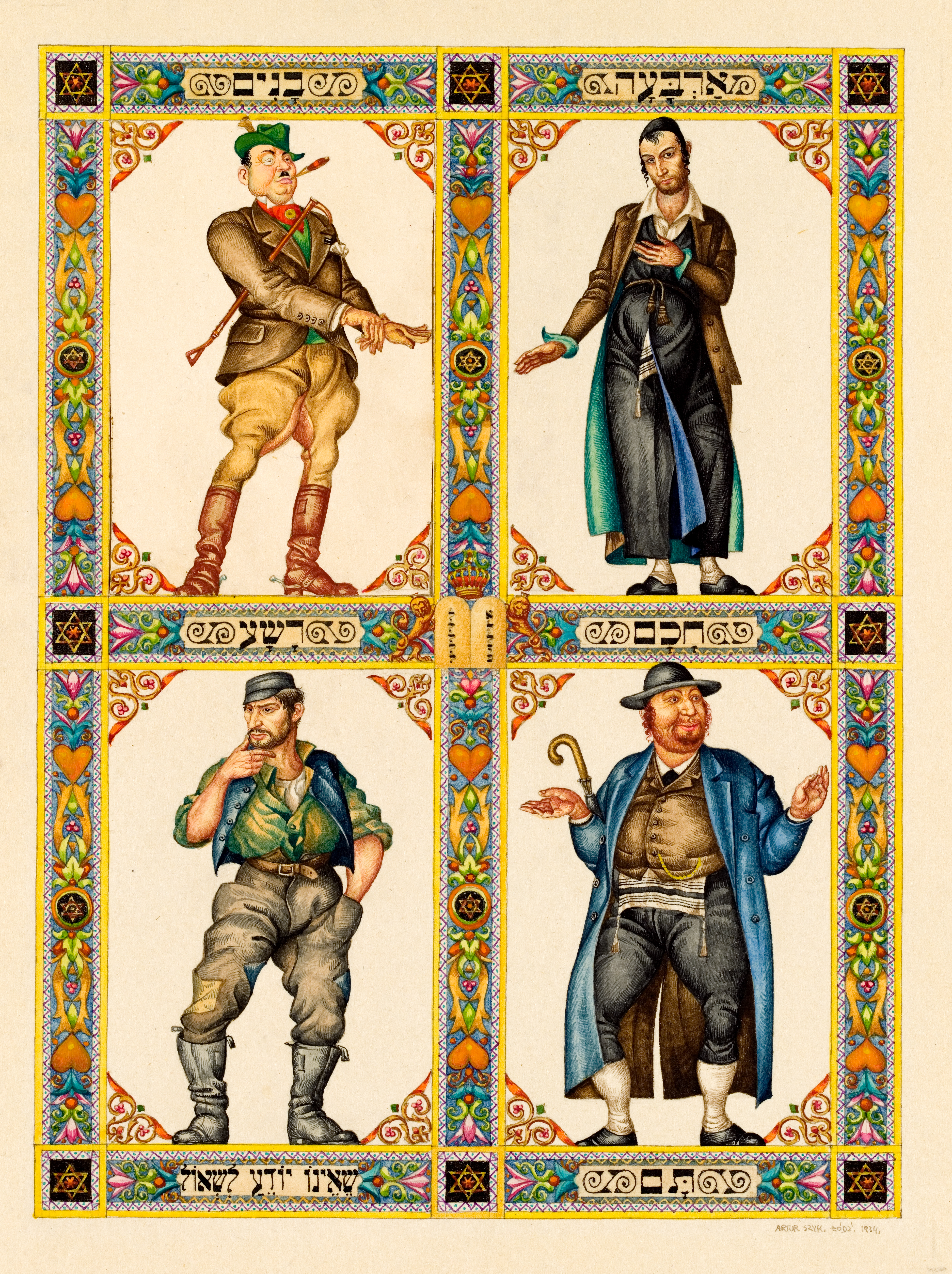
The Haggadah. The Four Sons (1934), Łódź, Polônia.
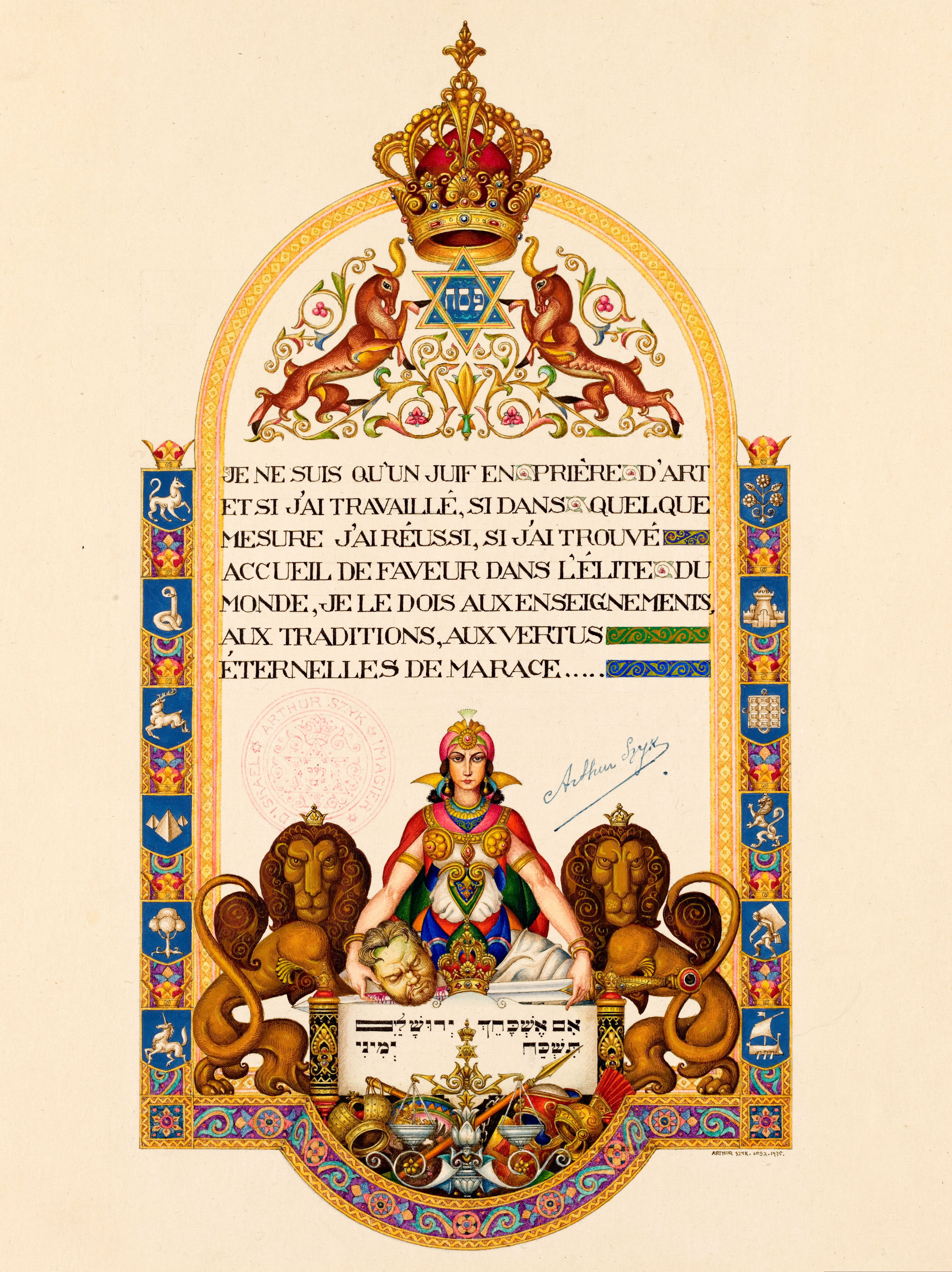
The Haggadah. French Dedication Page (1935), Łódź, Polônia.
The Haggadah, Pharaoh's Army Perishing in the Red Sea. . The Haggadah, Pharaoh's Army Perishing in the Red Sea. .

### Feira Mundial de Nova York, 1939
A última grande exposição das obras de Szyk antes da eclosão da Segunda Guerra Mundial foi a apresentação de suas pinturas na Feira Mundial de Nova York de 1939, inaugurada em abril de 1939 em Nova York.  O Pavilhão Polonês destacou-se com as vinte e três pinturas de Szyk retratando a contribuição dos poloneses para a história dos Estados Unidos; muitas obras destacaram especificamente as conexões políticas históricas entre os dois países, como se quisessem lembrar ao espectador que a Polônia continuava sendo uma aliada adequada em um momento turbulento. (Vinte das imagens foram reproduzidas como cartões postais em Cracóvia em 1938 e estavam disponíveis para venda). Nesta série, Szyk descreveu a contribuição dos poloneses para a história dos Estados Unidos e destacou as conexões históricas entre os dois países. 

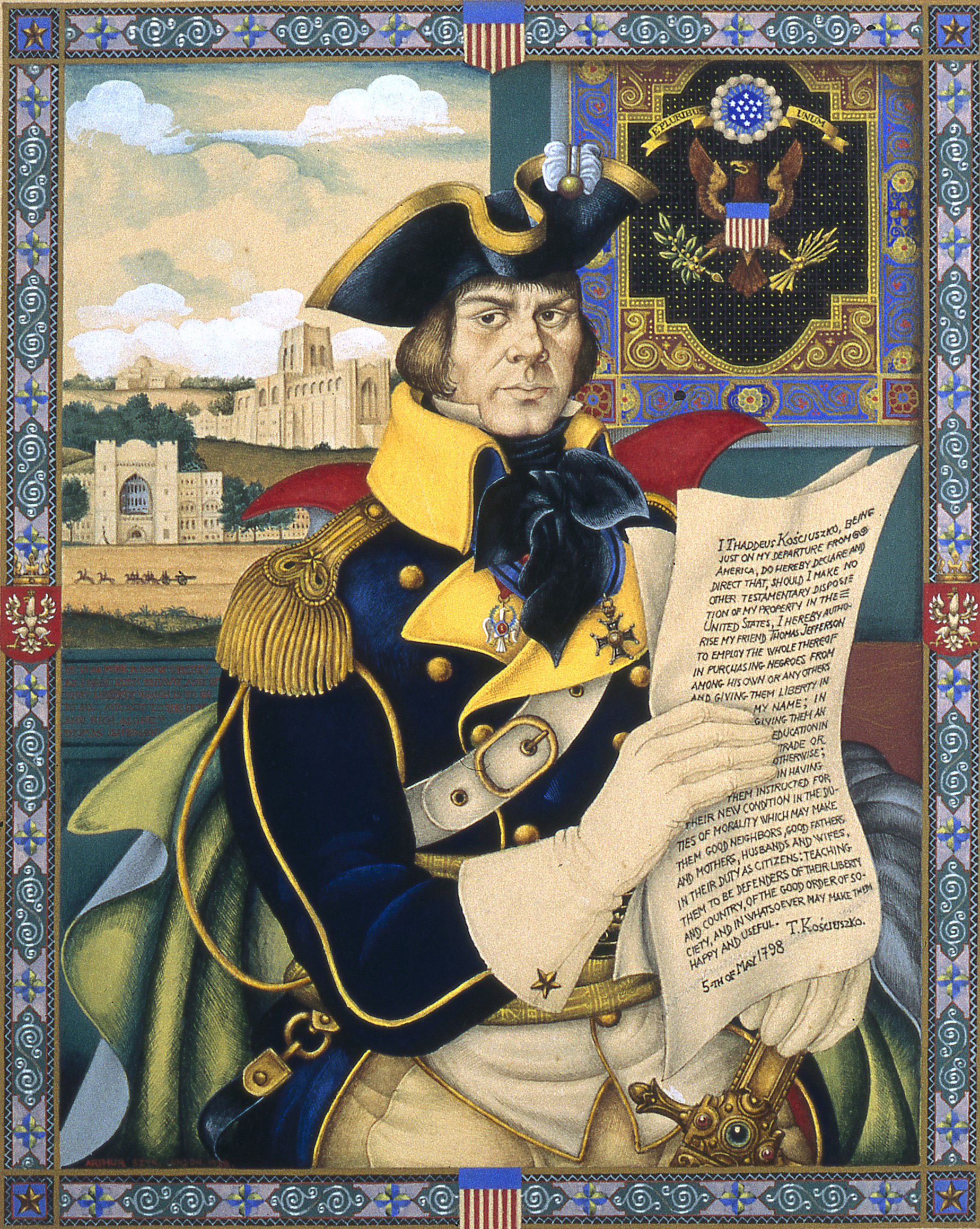
Polish-American Fraternity series, Tadeusz Kościuszko (1938), Londres.
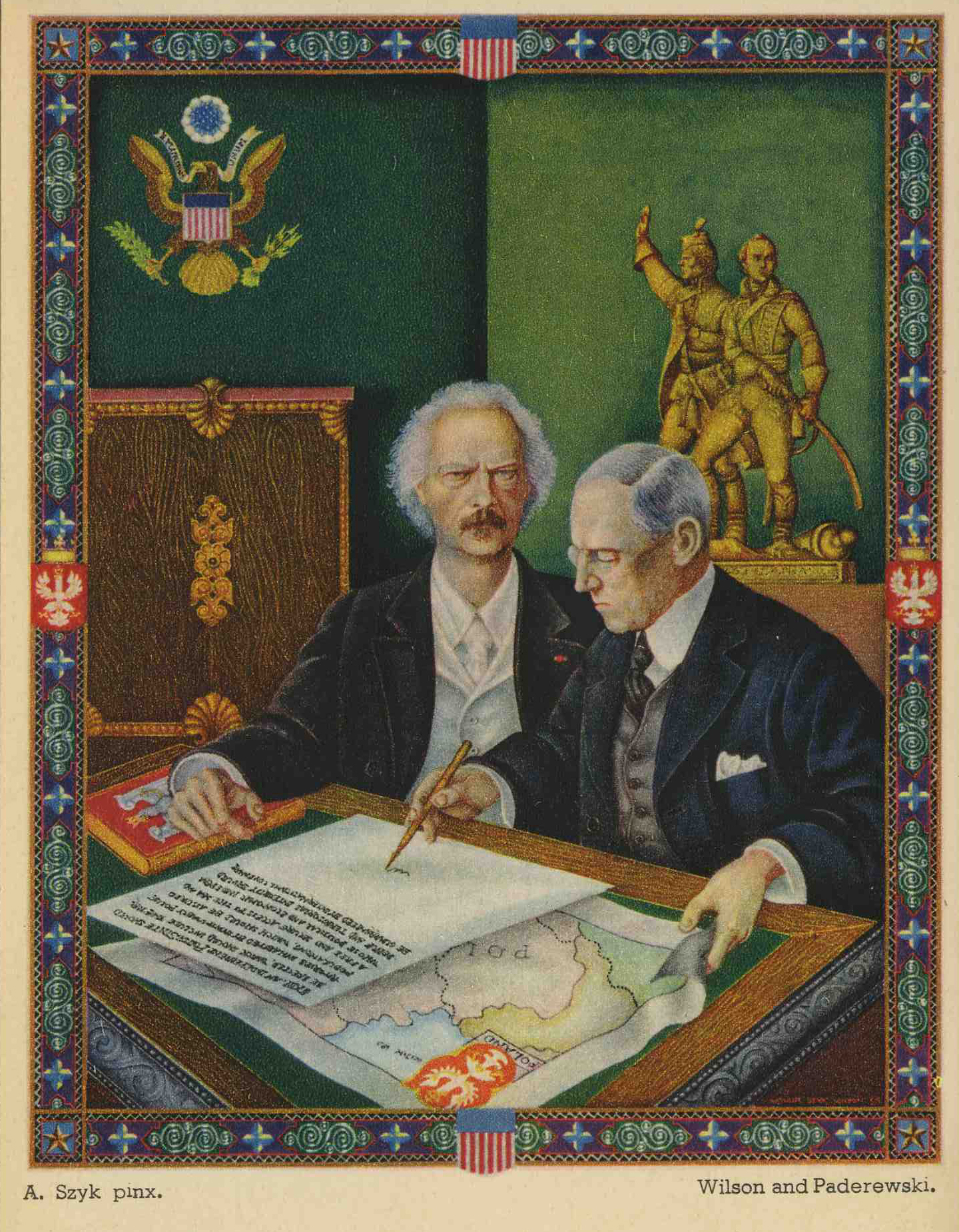
Polish-American Fraternity series, Wilson and Paderewski (1939), Cracóvia.

## Segunda Guerra Mundial

### Reação à eclosão da guerra

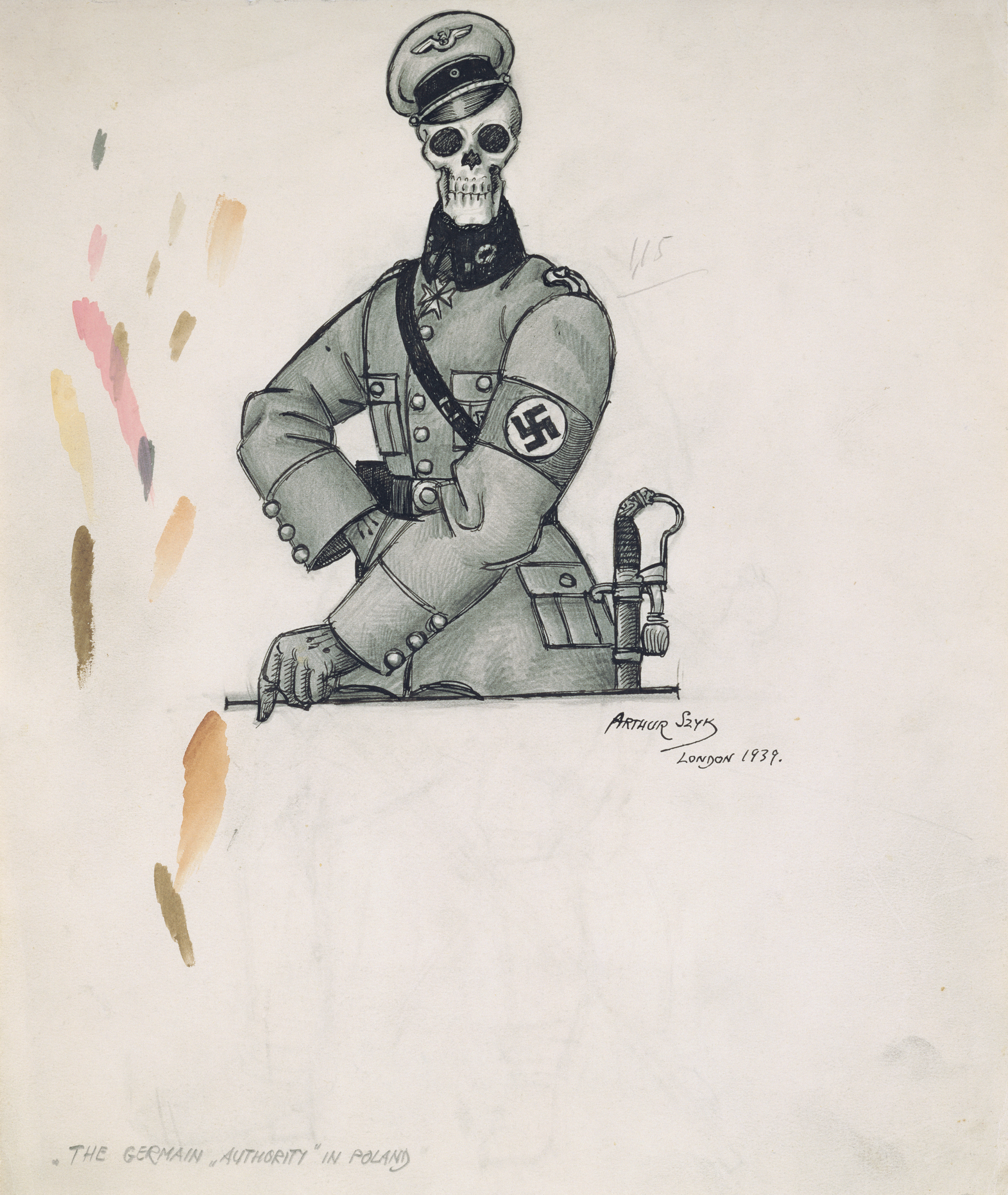
The Germain 'Authority' in Poland (1939), Londres

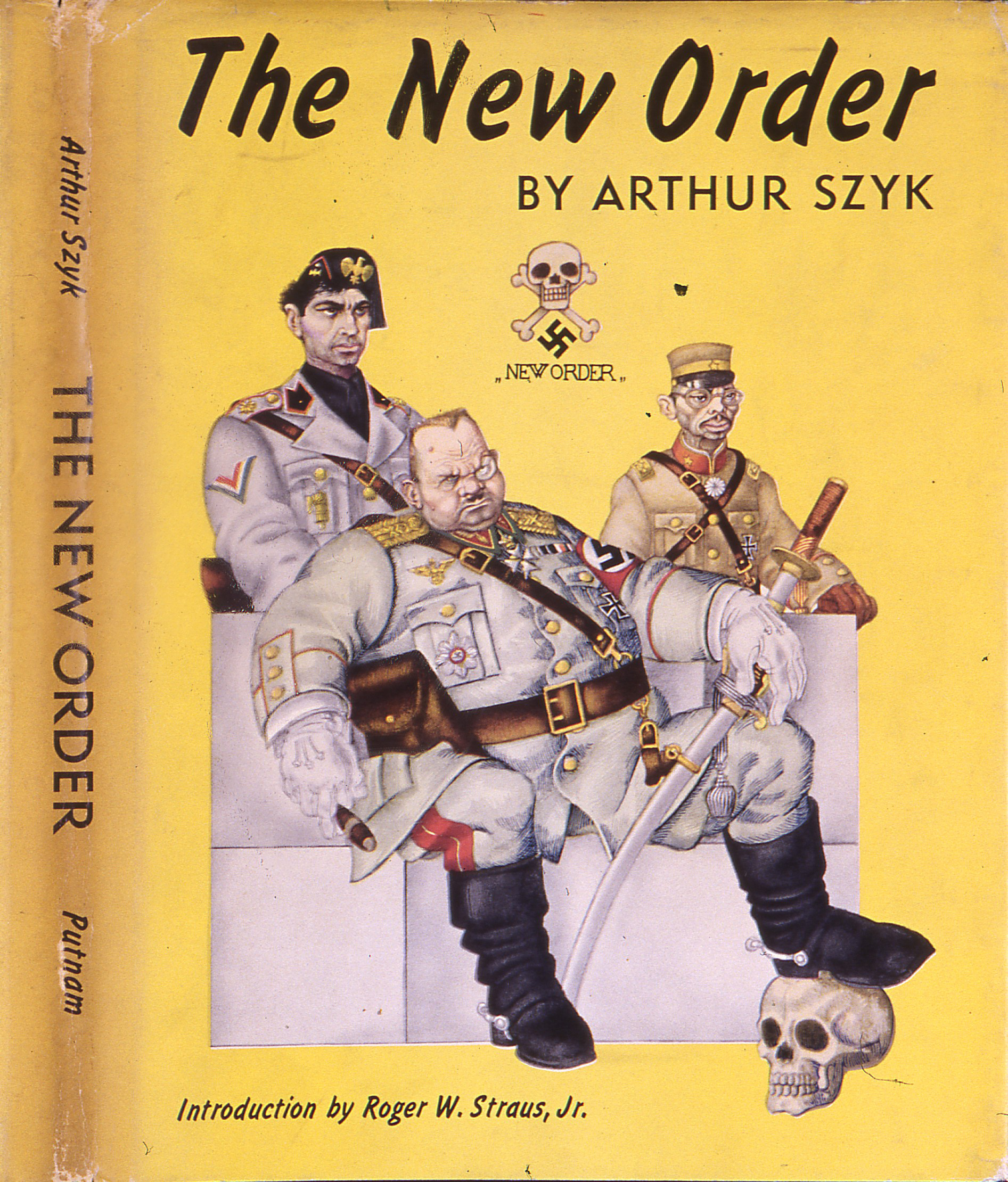
The New Order (sobrecapa). Nova York: G.P. Putnam's Sons, 1941

A invasão alemã da Polônia encontrou Szyk na Grã-Bretanha, onde supervisionou a publicação da Hagadá e continuou a exibir suas obras. O artista reagiu imediatamente à eclosão da Segunda Guerra Mundial produzindo obras com temas de guerra. Uma característica que distinguia Szyk de outros caricaturistas que atuaram durante a Segunda Guerra Mundial era que ele se concentrava na apresentação do inimigo em suas obras e raramente retratava os líderes ou soldados dos Aliados. Esta foi uma característica do trabalho de Szyk até o fim da guerra.  Em janeiro de 1940, a exposição de suas 72 caricaturas intitulada Guerra e "Kultur" na Polônia foi inaugurada na Fine Art Society em Londres e foi bem recebida pela crítica. Como escreveu o crítico do The Times:
Existem três motivos principais na exposição: a brutalidade dos alemães – e a selvageria mais primitiva dos russos, o heroísmo dos polacos e o sofrimento dos judeus. O efeito cumulativo da exposição é imensamente poderoso porque nada nela parece ser um julgamento precipitado, mas parte da busca incessante de um mal tão firmemente compreendido que pode ser abordado com satisfação artística.
Szyk desenhou cada vez mais caricaturas direcionadas às potências do Eixo e seus líderes, e sua popularidade cresceu constantemente. Em 1940, a editora americana G. P. Putnam's Sons se ofereceu para publicar uma coleção de seus desenhos. Szyk concordou, e o resultado foi o livro The New Order, de 1941, disponível meses antes de os Estados Unidos entrarem na guerra. Thomas Craven declarou na sobrecapa de The New Order que Szyk:
...faz não apenas desenhos animados, mas também imagens lindamente compostas que sugerem, em sua curiosa qualidade decorativa, as iluminuras inspiradas dos primeiros manuscritos religiosos. Seus designs são compactos como uma bomba, extraordinariamente lúcidos em declarações, firmes e incisivos em linhas e mortais em suas caracterizações. (...) São documentos notáveis.
Alguns anos depois, em 1946, o crítico de arte Carl Van Doren disse sobre Szyk:
Não há ninguém com maior certeza de estar vivo daqui a duzentos anos. Assim como recorremos a Hogarth e Goya em busca das imagens vivas de sua época, nossos descendentes recorrerão a Arthur Szyk para a história mais gráfica de Hitler, Hirohito e Mussolini. Aqui está a essência contundente do que aconteceu; aqui está o resumo penetrante do que os homens pensaram e sentiram. 

### Mudança para os Estados Unidos e caricaturas de guerra

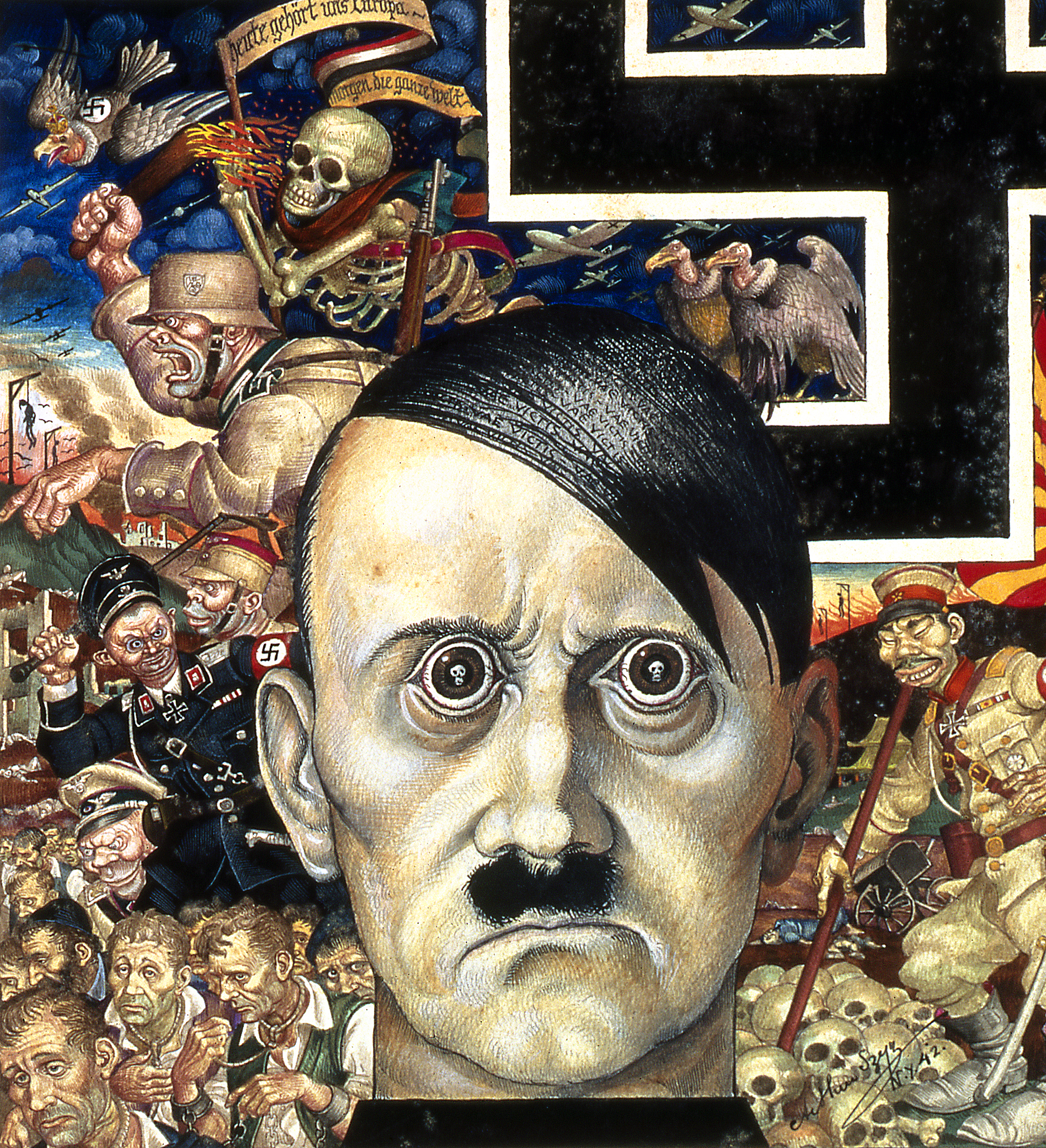
Arthur Szyk, 1942, Anti-Christ, aquarela e guache sobre papel. A representação de Adolf Hitler feita por Szyk como a personificação do mal: seus olhos refletem crânios humanos, seu cabelo preto as palavras latinas "Vae Victis" [ai dos vencidos].

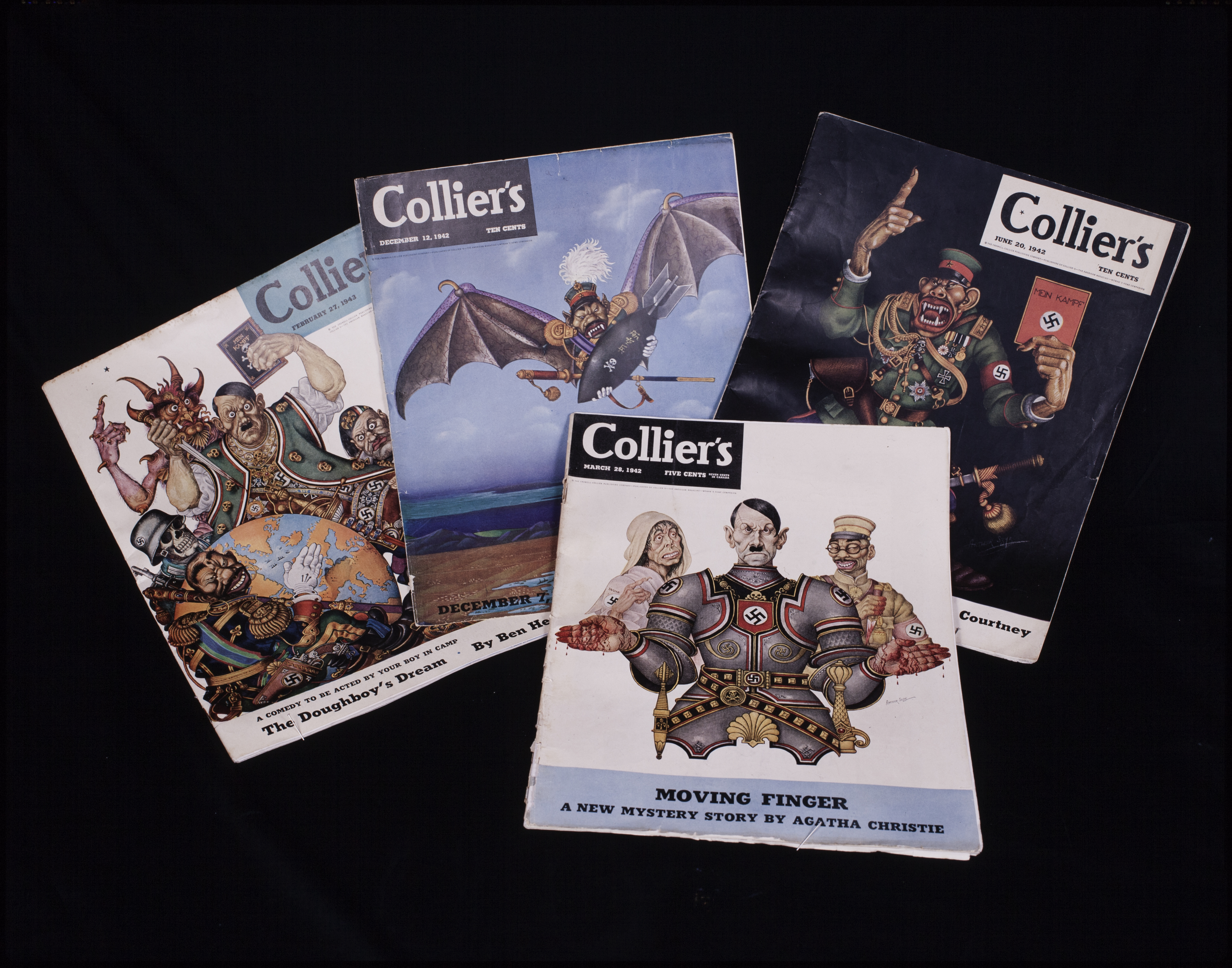
Arthur Szyk ilustrou inúmeras capas para a revista Collier's durante a Segunda Guerra Mundial.

No início de julho de 1940, com o apoio do governo britânico e do governo polonês no exílio, Arthur Szyk deixou a Grã-Bretanha e foi para a América do Norte, com a missão de popularizar no Novo Mundo a luta das nações britânica e polonesa contra o nazismo. O seu primeiro destino no continente foi o Canadá, onde foi recebido com entusiasmo pelos meios de comunicação social: escreveram sobre o seu envolvimento na luta contra a Alemanha Nazista, e o Morning Herald, sediado em Halifax, chegou mesmo a relatar a alegada recompensa que Hitler tinha oferecido a Szyk.  Em dezembro de 1940, Szyk, sua esposa e filha foram para Nova York, onde viveu até 1945. Seu filho, George, alistou-se nas Forças Francesas Livres comandadas pelo General Charles de Gaulle. 

Logo após sua chegada aos EUA, Szyk foi inspirado pelo discurso do Estado da União de Roosevelt de 1941, "Quatro Liberdades", para ilustrar as Quatro Liberdades, precedendo as Quatro Liberdades de Norman Rockwell por dois anos;  estes foram usados como selos de pôster durante a guerra e apareceram no Prêmio Quatro Liberdades que foi entregue a Harry Truman, George Marshall e Herbert H. Lehman . Szyk se tornou um artista imensamente popular em seu novo país durante a guerra, especialmente após o ataque japonês a Pearl Harbor e a entrada dos Estados Unidos na guerra. Suas caricaturas dos líderes das potências do Eixo (Hitler, Mussolini, Hirohito) e outros desenhos apareceram praticamente em todos os lugares: em jornais, revistas (incluindo Time (caricatura de capa do Almirante Isoroku Yamamoto em dezembro de 1941), Esquire e Collier's), em cartazes, cartões postais e selos, em publicações seculares, religiosas e militares, em edifícios públicos e militares. Ele também produziu anúncios para a Coca-Cola e a United States Steel, e expôs nas galerias da M. Knodler & Co., Andre Seligmann, Inc., Messrs. Wildenstein & Co., Philadelphia Art Alliance, Brooklyn Museum, Palace of the Legion of Honor em São Francisco e na Casa Branca. Mais de 25 exposições foram realizadas nos Estados Unidos durante os anos de guerra. No final da guerra, em 1945, seu desenho Two Down and One to Go foi usado em um filme de propaganda convocando os soldados americanos para o ataque final ao Japão. Segundo a revista Esquire, os cartazes com os desenhos de Szyk gozavam de uma popularidade ainda maior entre os soldados americanos do que as garotas pin-up colocadas nas paredes das bases militares americanas.  No total, mais de um milhão de soldados americanos viram a reprodução de Szyk em cerca de 500 locais administrados pela United Services Organization. 

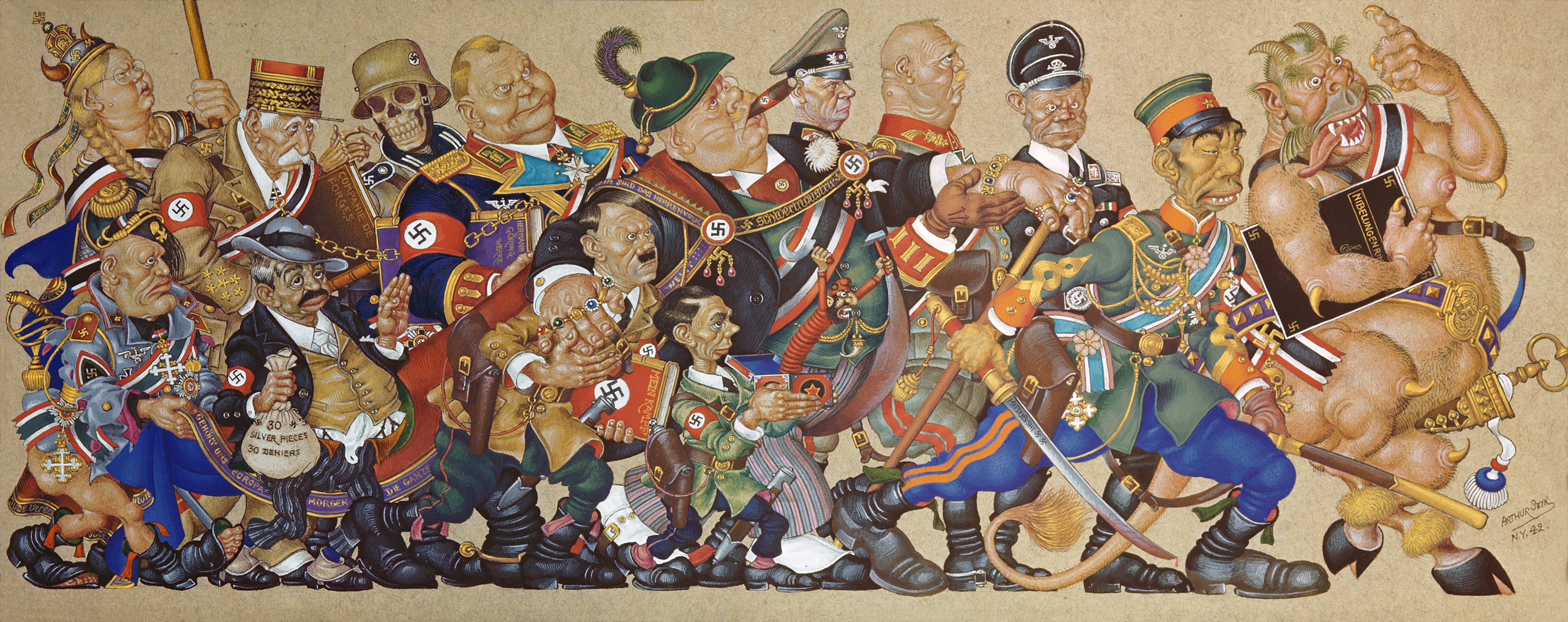
Satan Leads the Ball (1942), Nova York.
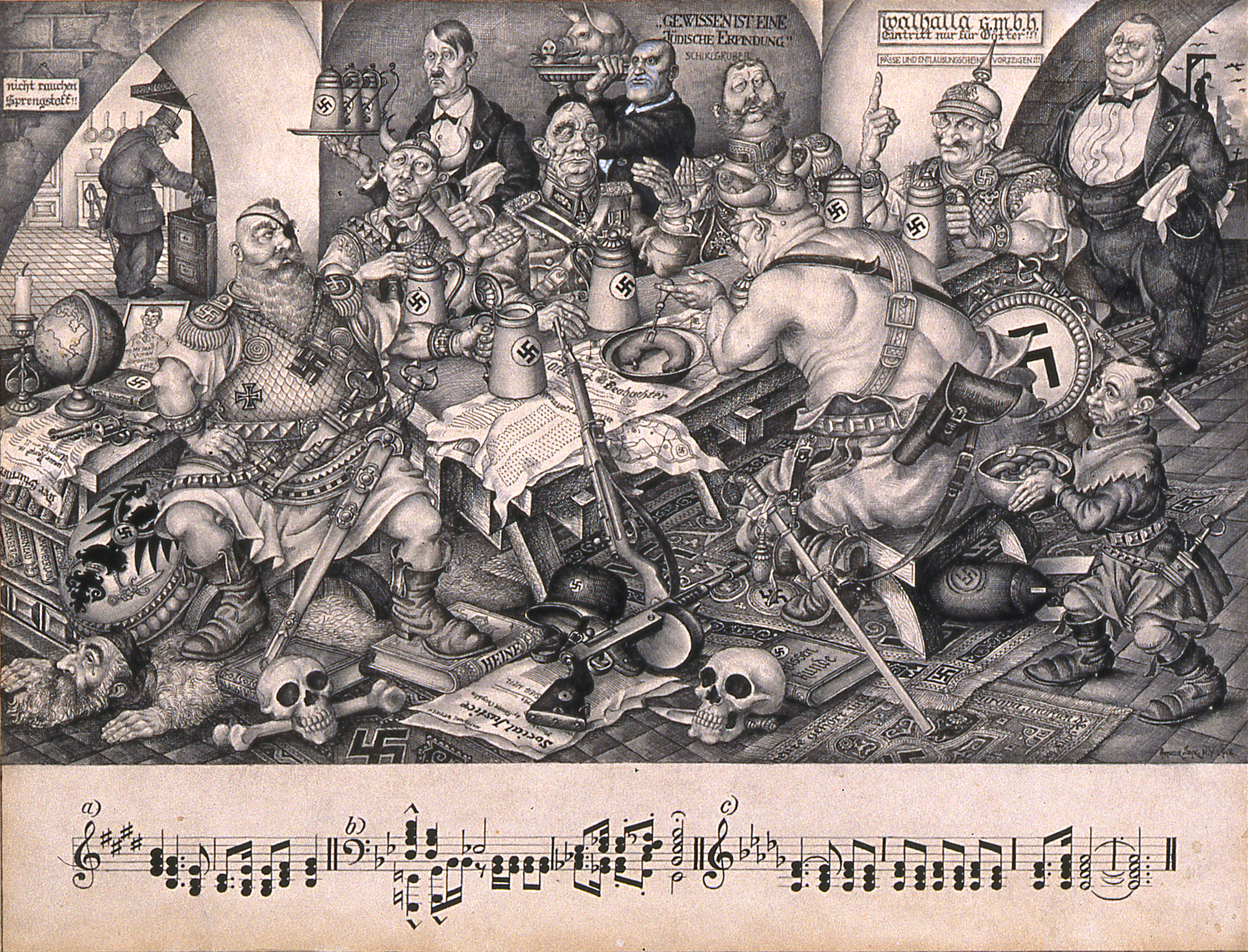
The Nibelungen series, Valhalla (1942), Nova York.
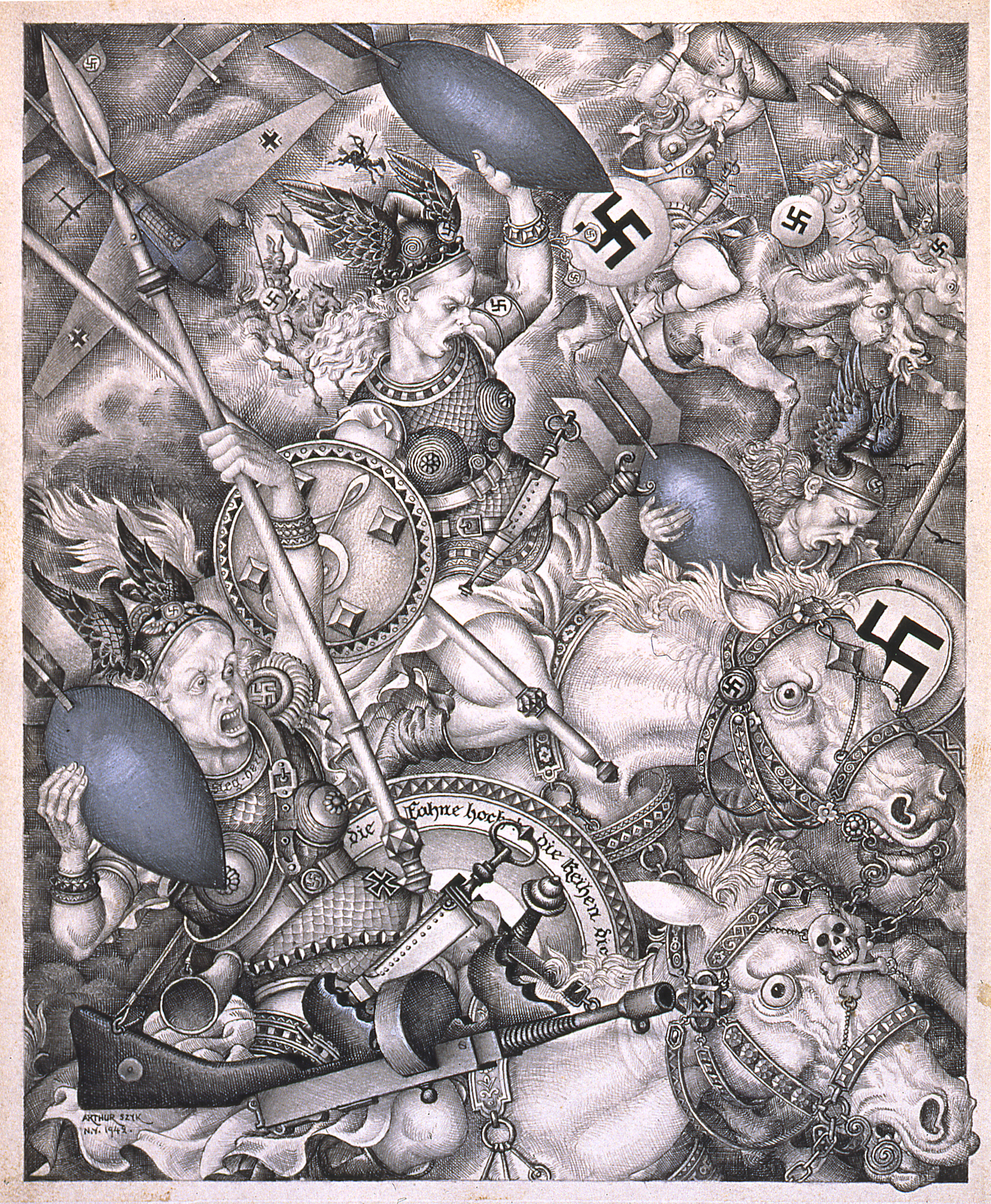
The Nibelungen series, Ride of the Valkyries (1942), Nova York.
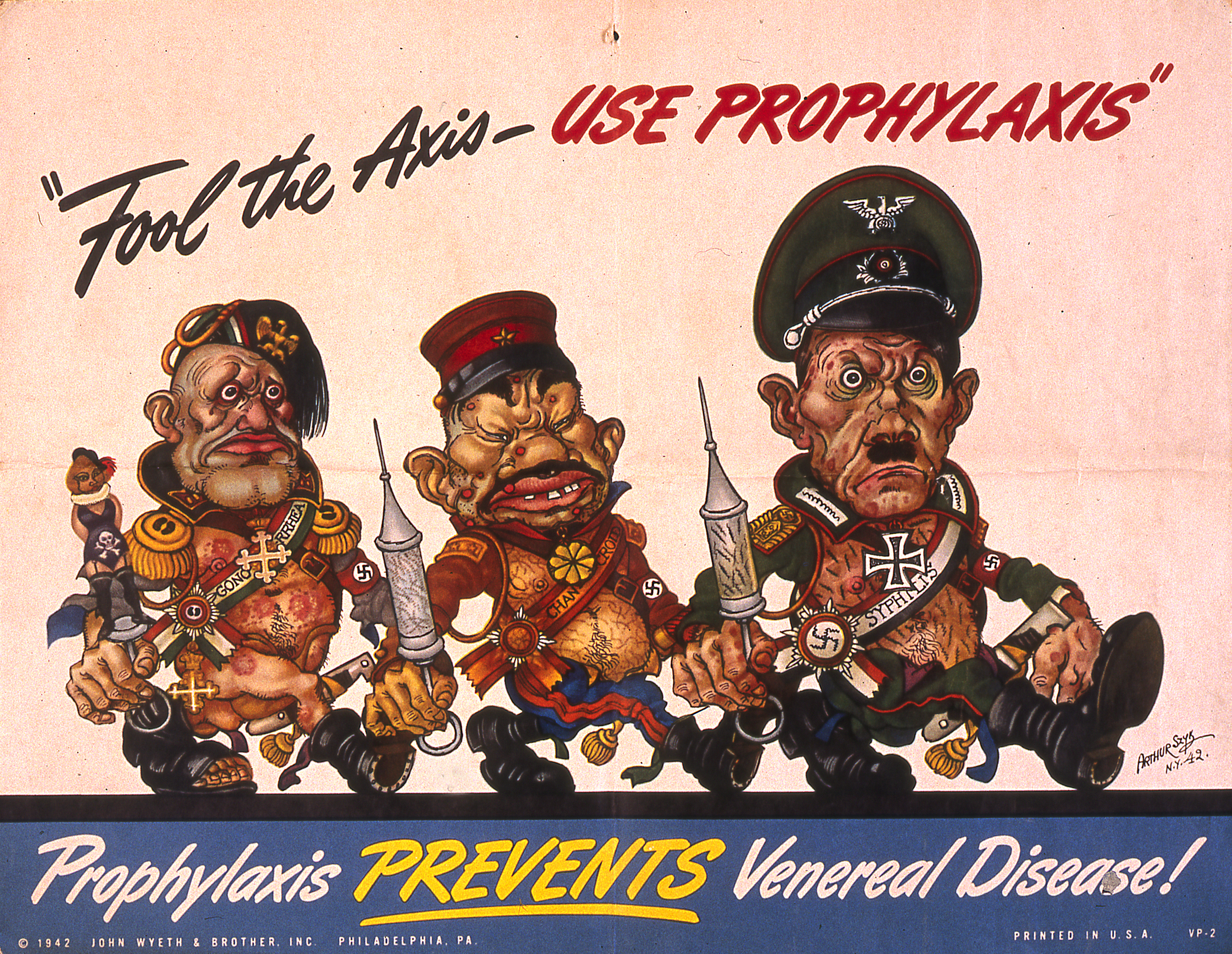
Fool the Axis Use Prophylaxis poster (1942), Filadélfia.
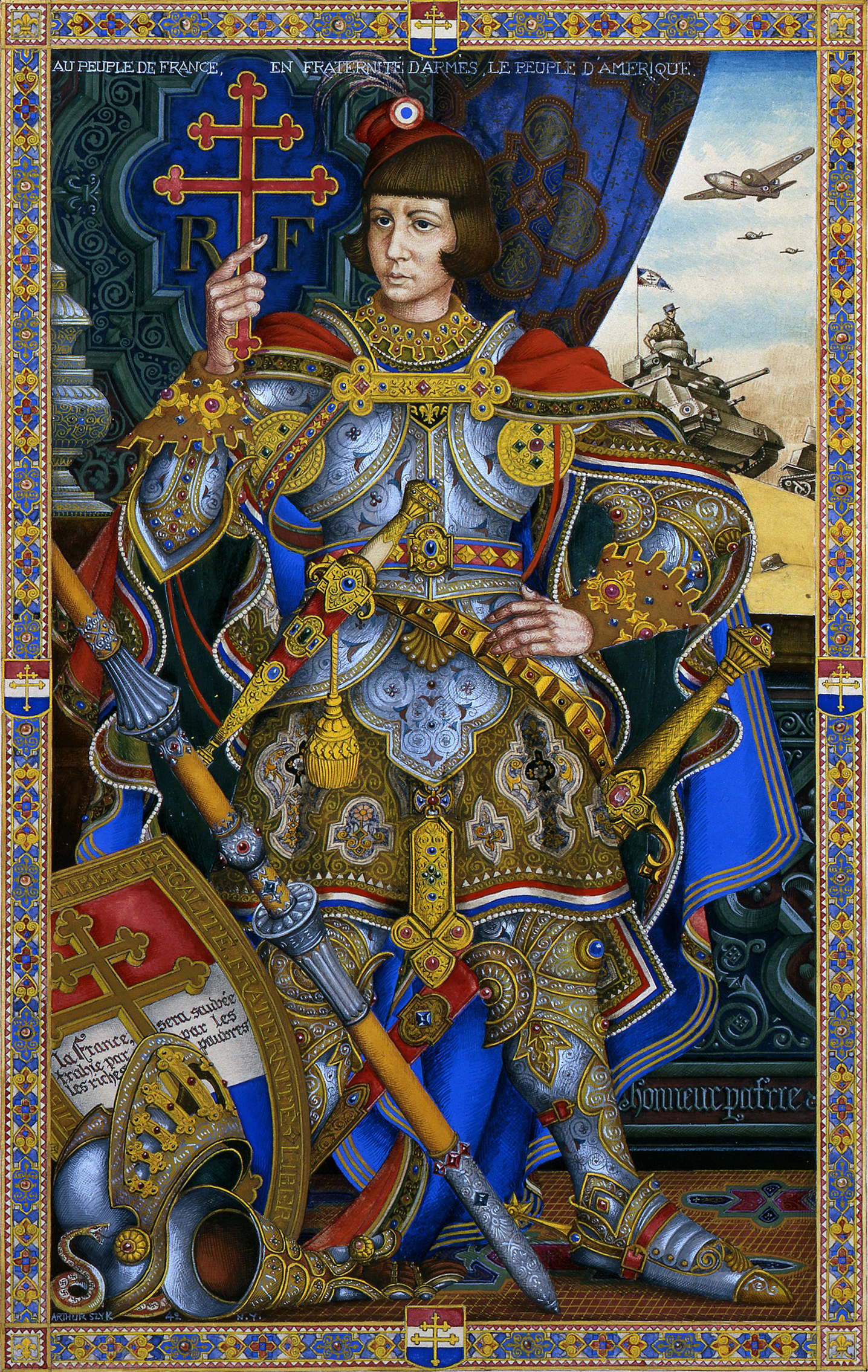
In Comradeship of Arms series, Joan of Arc (1942), Nova York
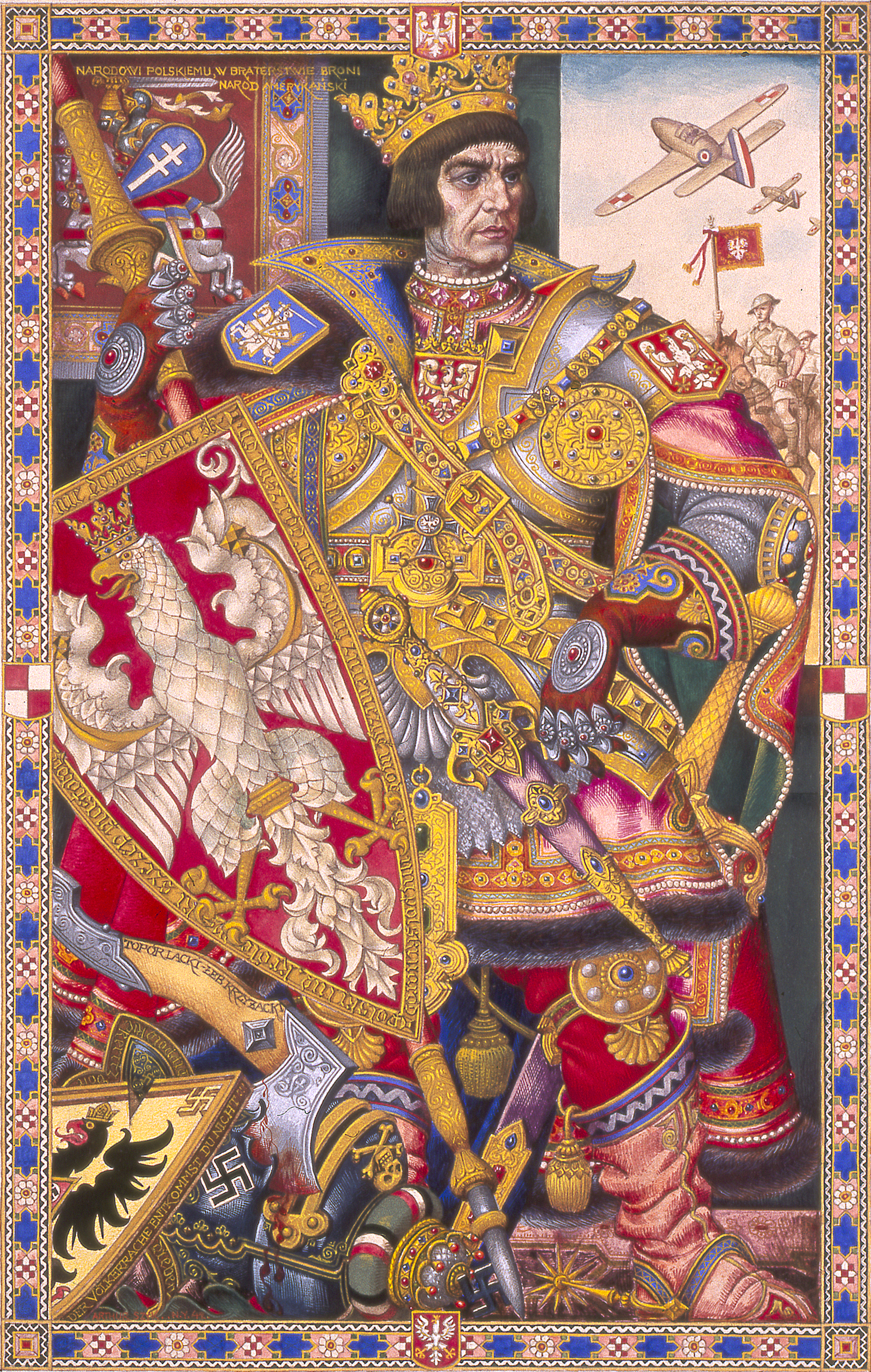
In Comradeship of Arms series, Rei Jagelão da Polônia (1942), Nova York.
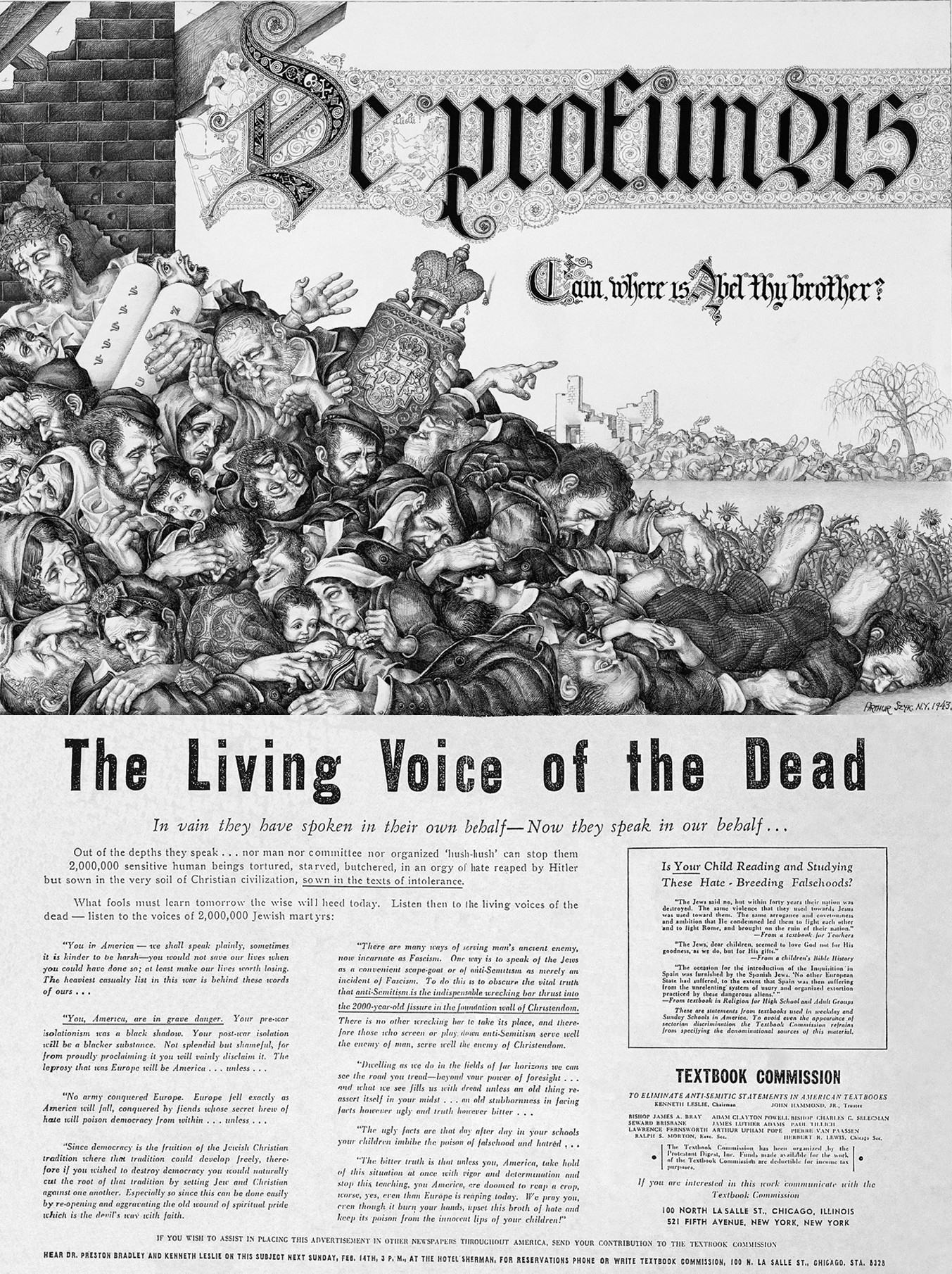
De Profundis - Cain, Where is Abel Thy Brother? conforme publicado no Chicago Sun, 1943.
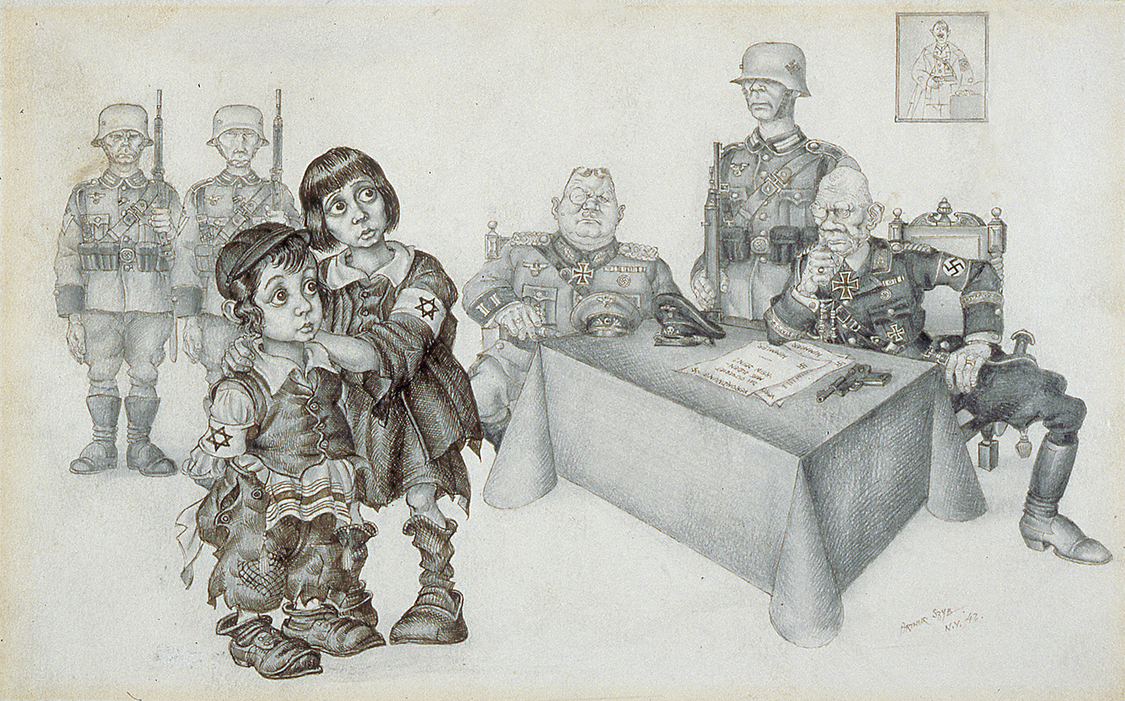
To Be Shot as Dangerous Enemies of the Third Reich (1943), Nova York.
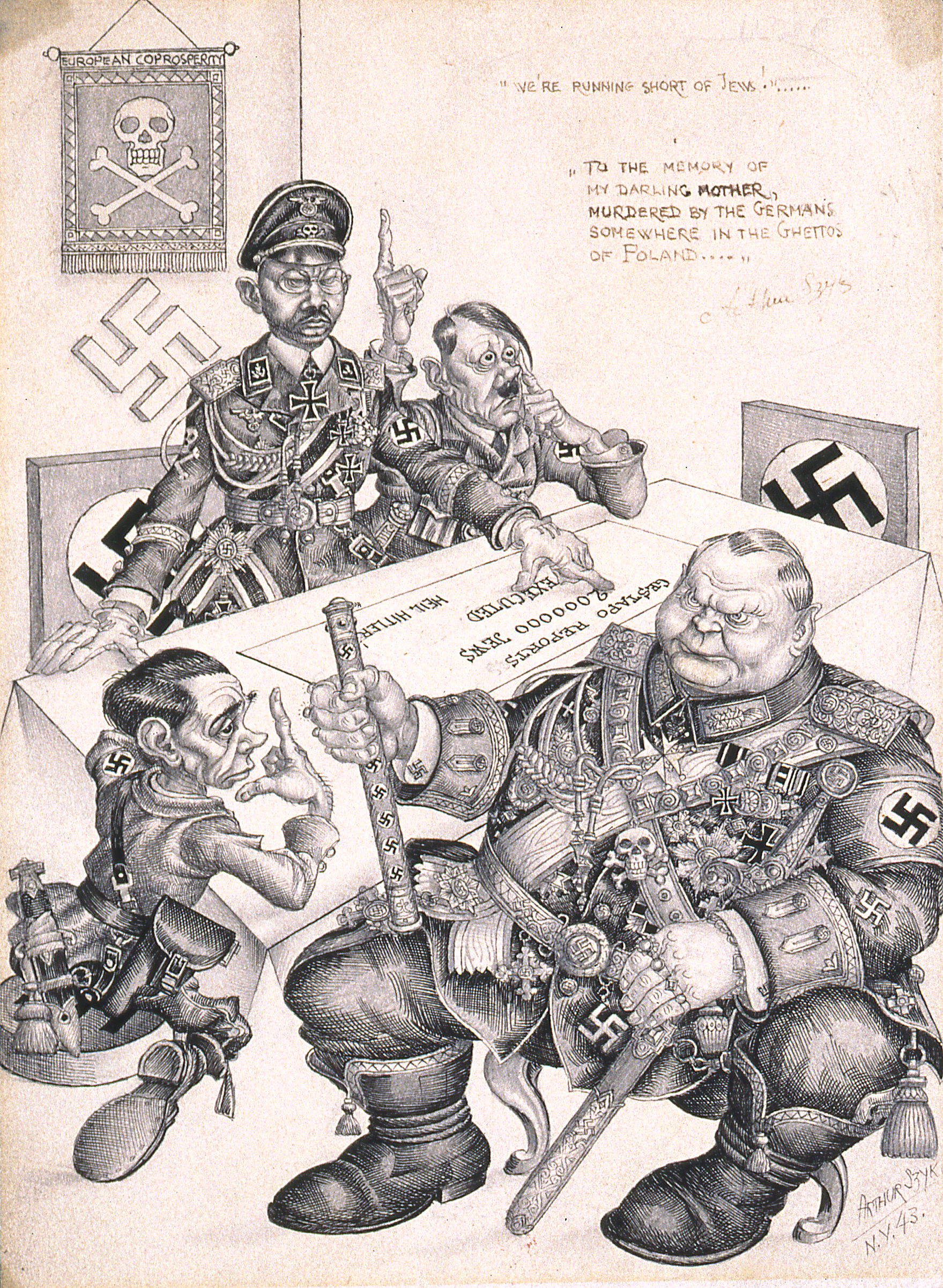
We're Running Short of Jews (1943), Nova York. [Dedicado à mãe de Szyk que foi assassinada na Shoá]
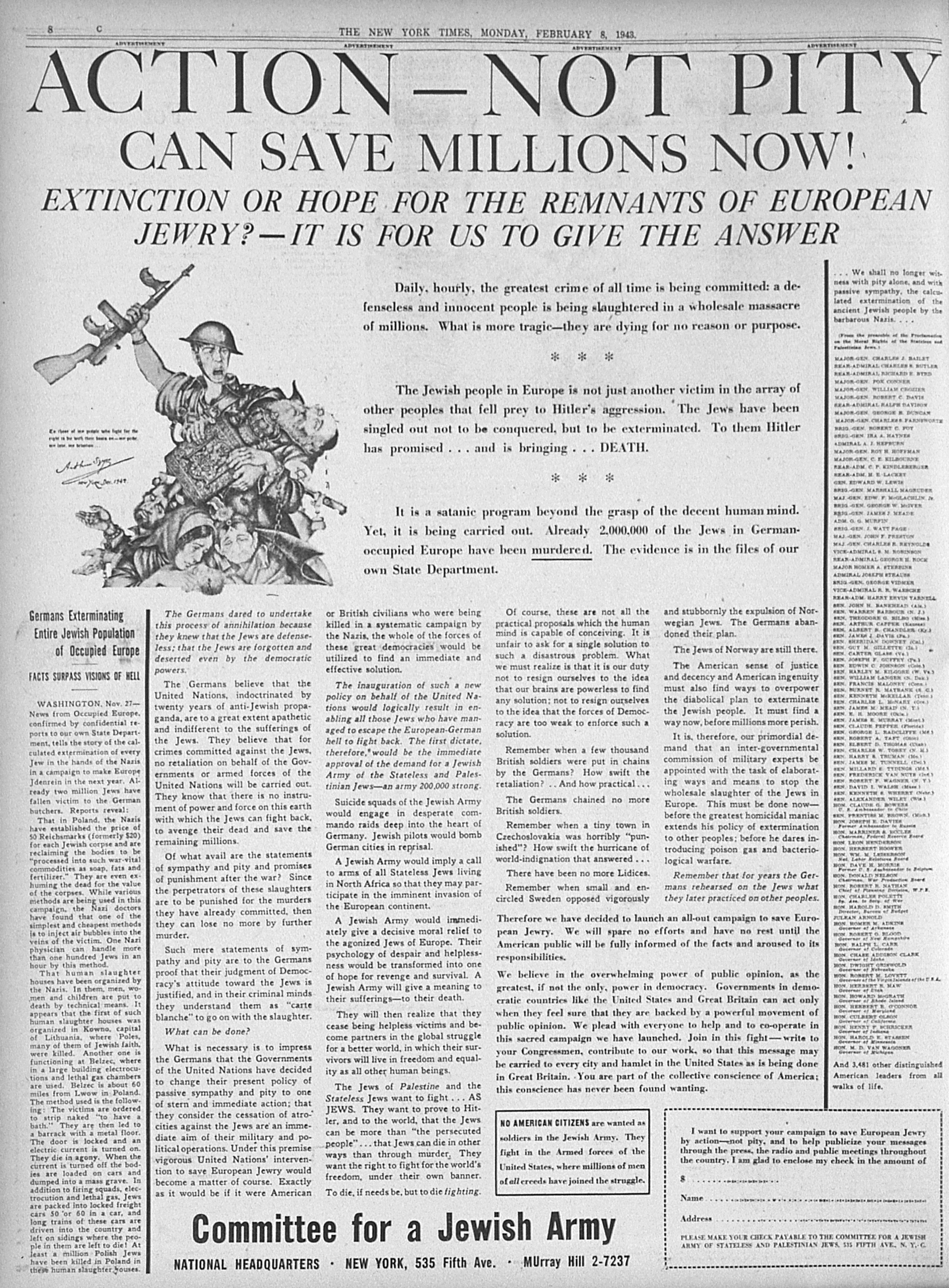
Tears of Rage - "Action, Not Pity" conforme publicado no The New York Times, 1943.
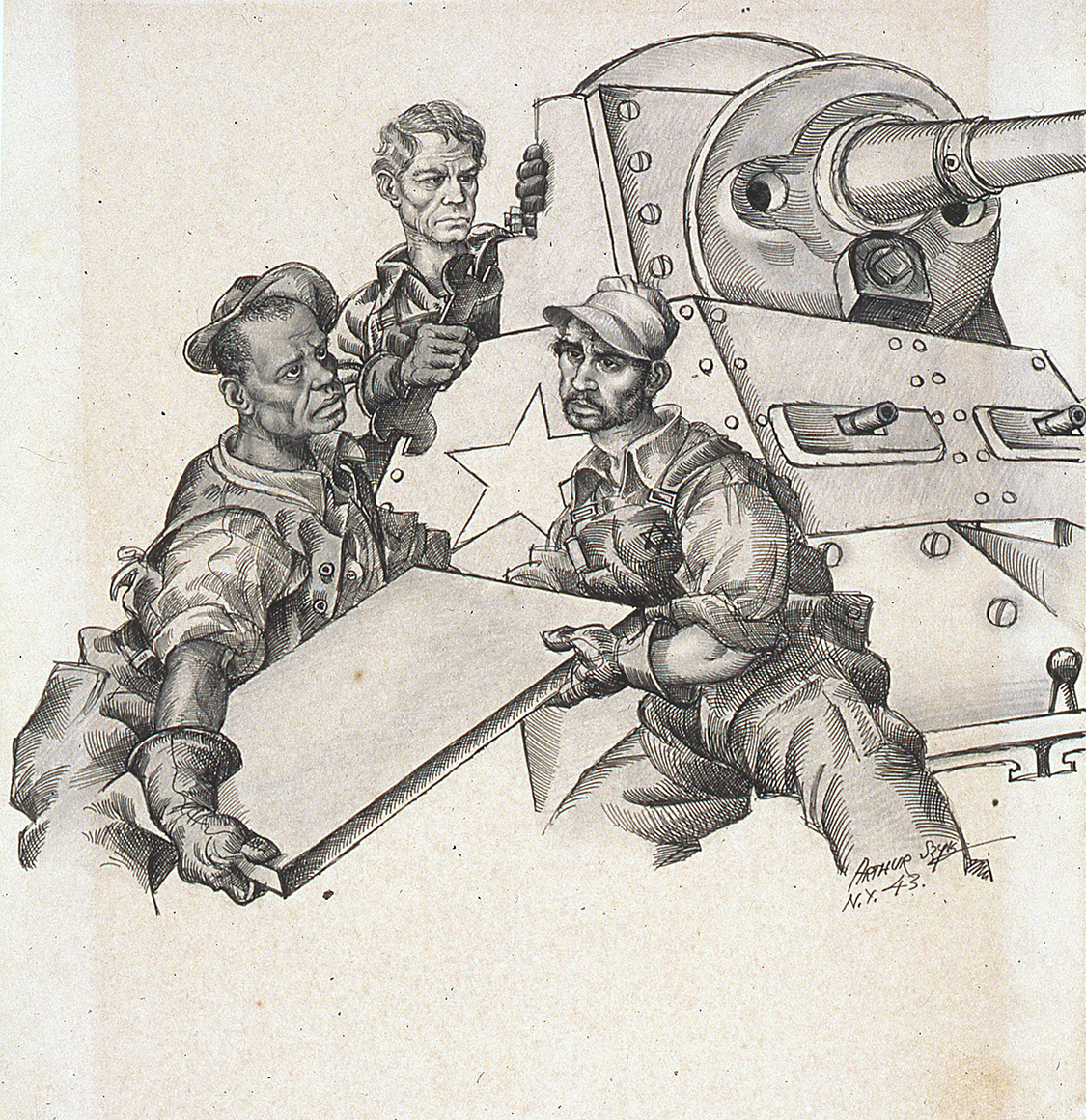
Black, White and Jew in Common Cause (1943), Nova York.
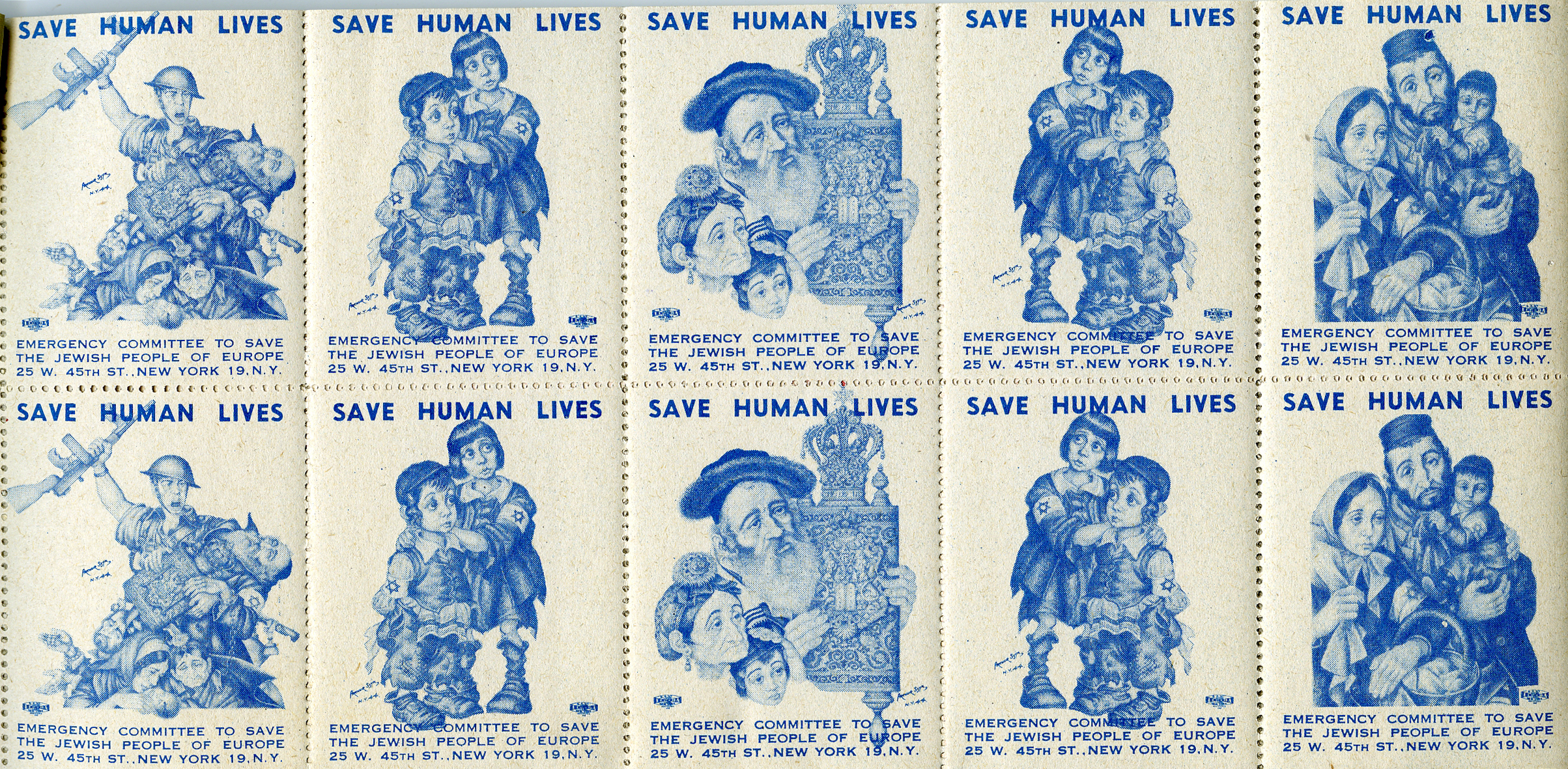
Save Human Lives poster stamps (1944), Nova York.
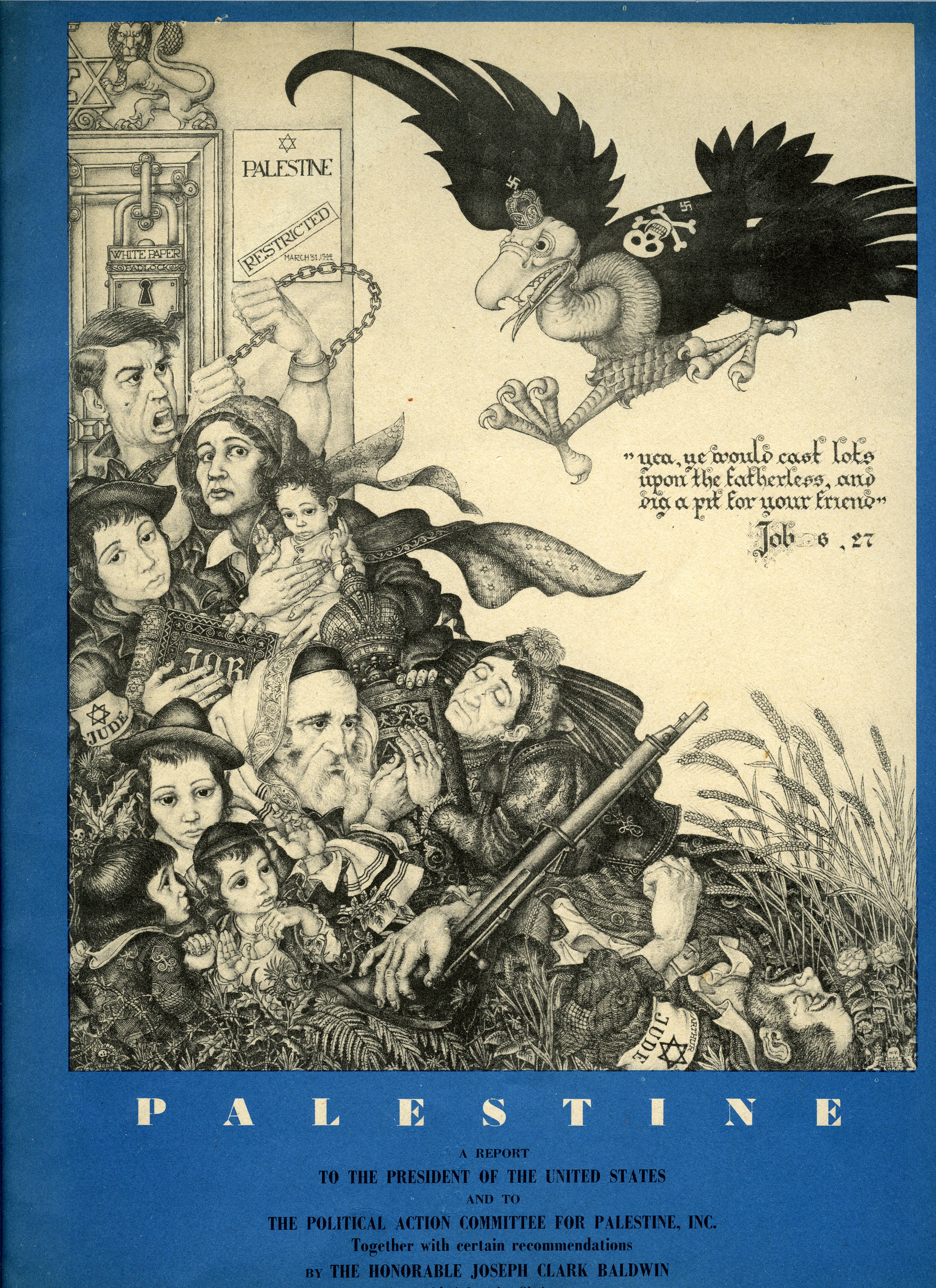
Palestine Restricted (1944) conforme reproduzido em um relatório de 1946.
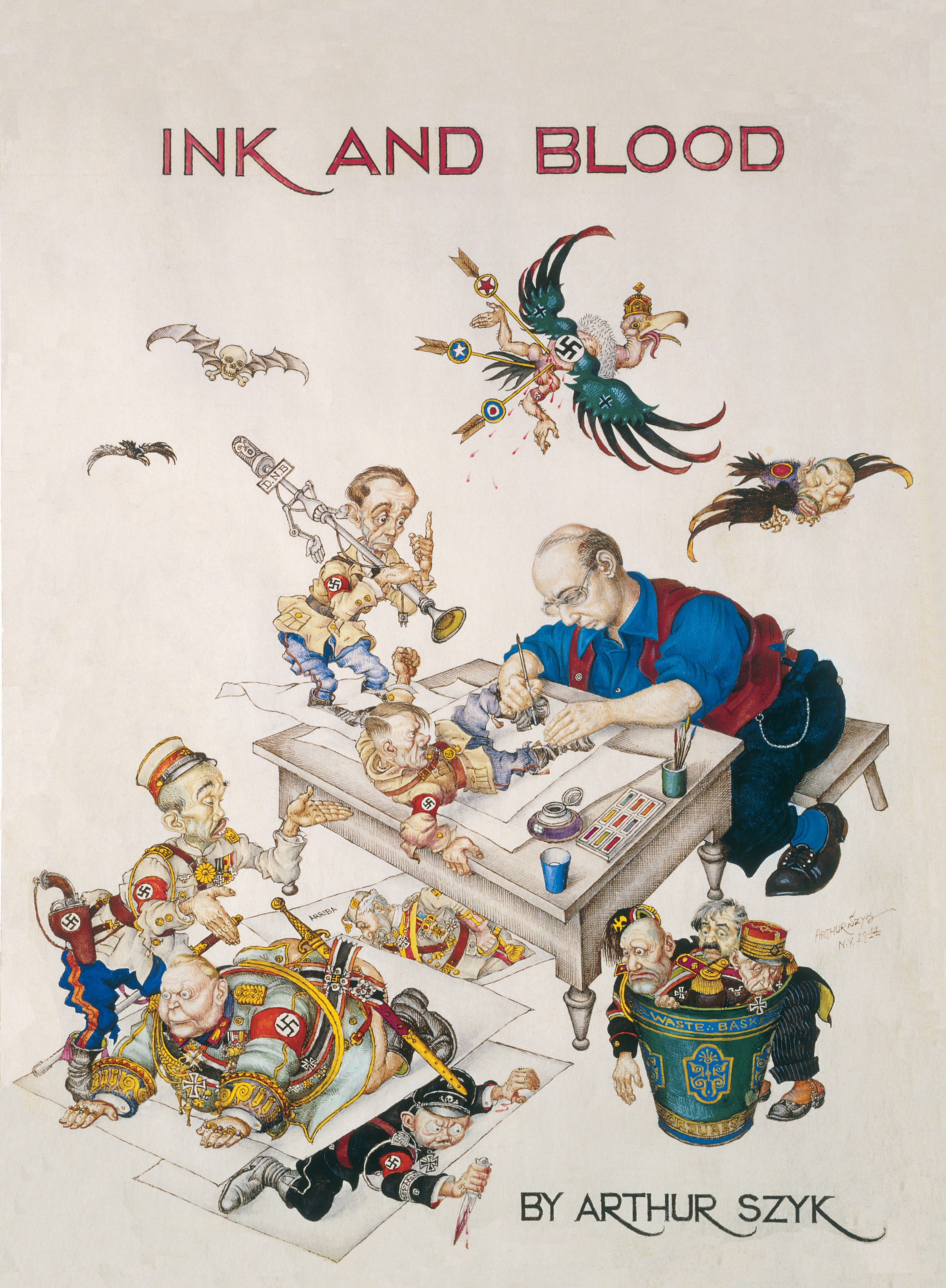
Ink & Blood, Frontispiece (1944), Nova York.
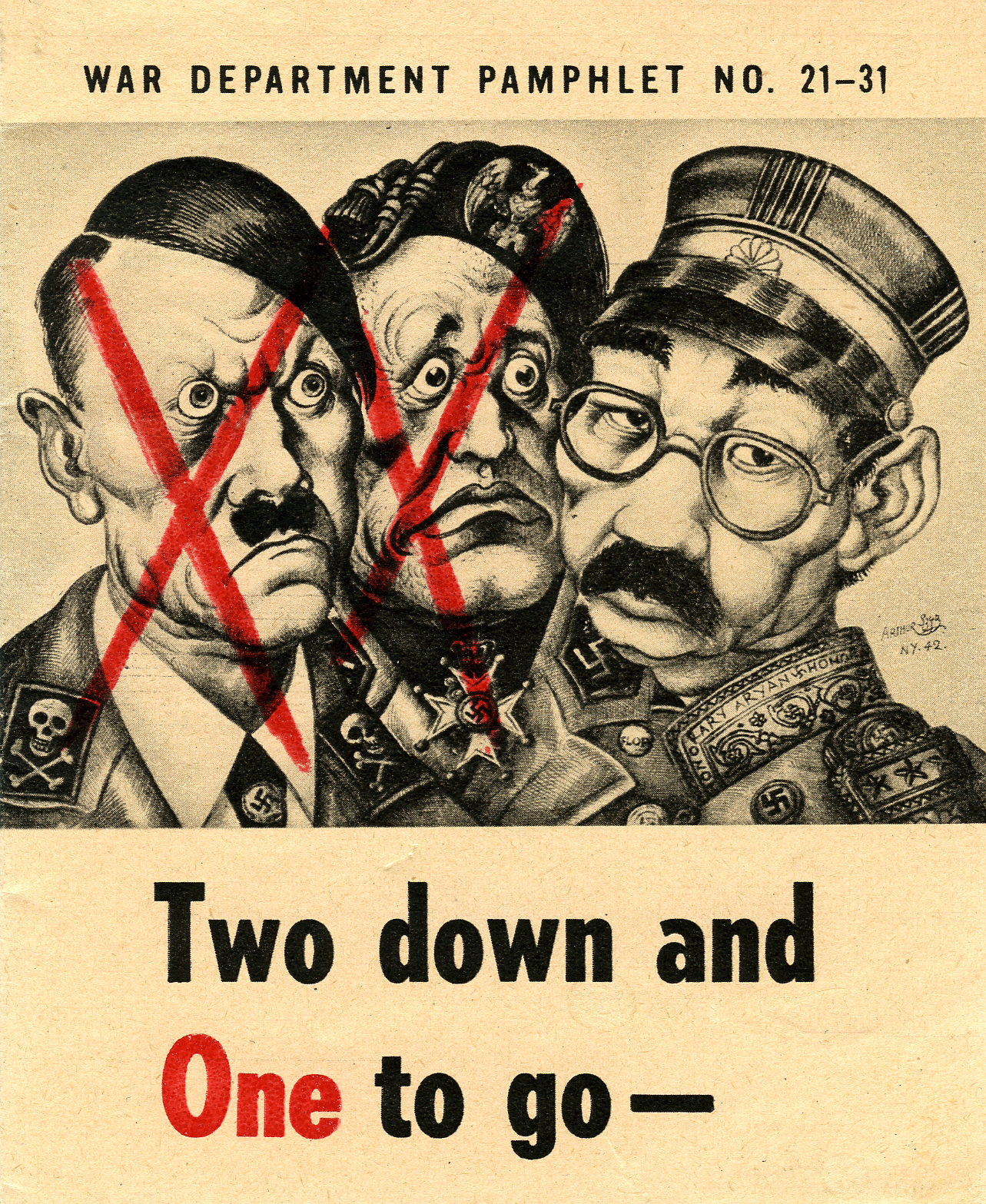
Two Down and One to Go pamphlet (1945), Washington D.C.

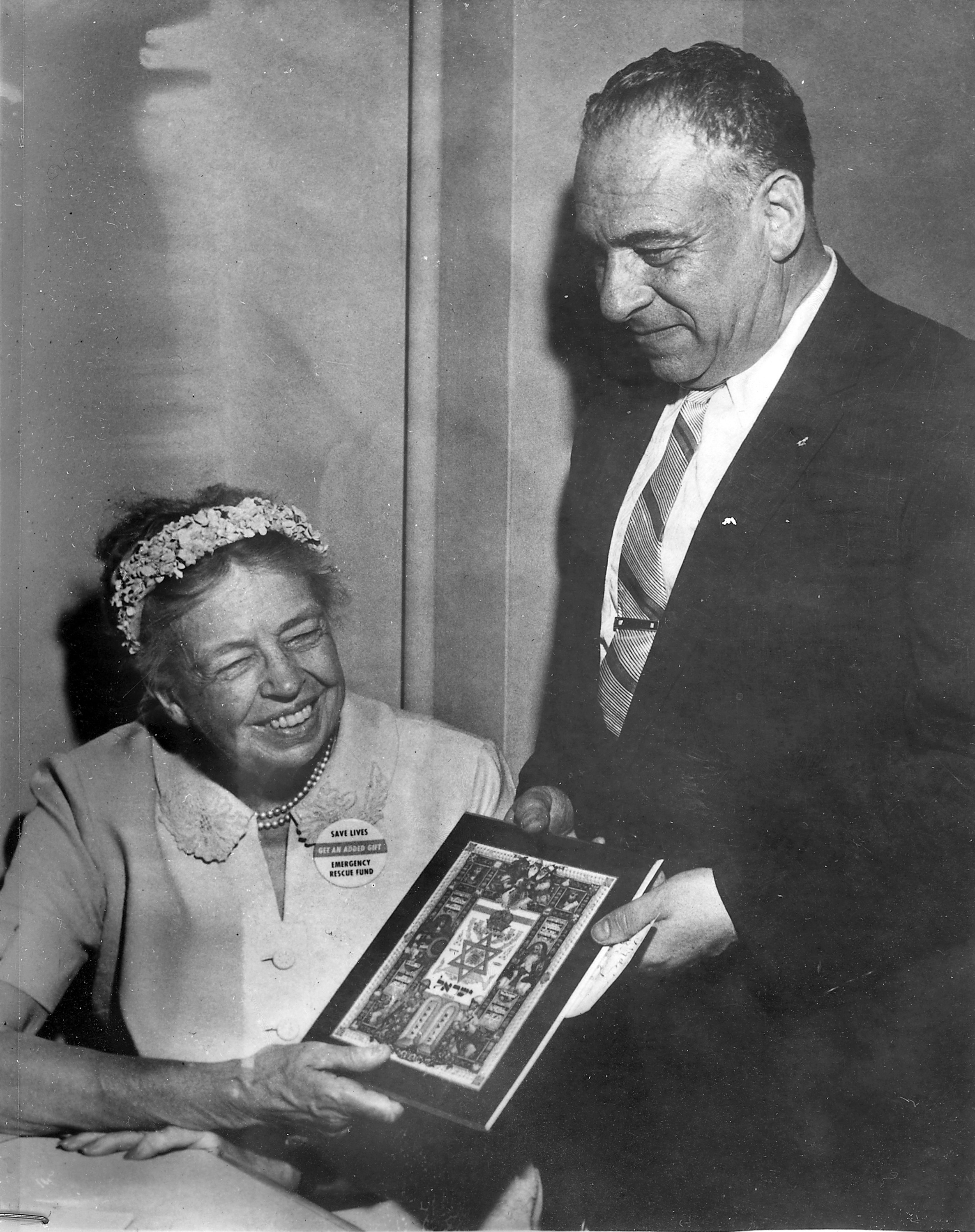
Eleanor Roosevelt apresentou uma obra de Arthur Szyk em 1956. O próprio Szyk morreu 5 anos antes.

Em reconhecimento aos seus serviços na luta contra o nazismo, o fascismo e a agressão japonesa, Eleanor Roosevelt, primeira-dama e esposa do presidente F. D. Roosevelt, escreveu sobre Szyk várias vezes em sua coluna de jornal, My Day.  Em 8 de janeiro de 1943, ela escreveu:
...Tive alguns minutos para parar e ver uma exposição de sátiras de guerra e miniaturas de Arthur Szyk nas Galerias Seligman na East 57th Street. Esta exposição é patrocinada pelo Writers' War Board. Não conheço nenhum outro miniaturista que tenha feito esse tipo de trabalho. À sua maneira, ele luta a guerra contra o hitlerismo tão verdadeiramente quanto qualquer um de nós que não pode realmente estar hoje nas frentes de combate.

### Justiça social na frente interna
Embora Szyk fosse um feroz oponente da Alemanha Nazista e do resto das Potências do Eixo, ele não evitou tópicos ou temas que apresentassem os Aliados sob uma luz menos favorável. Szyk criticou o Reino Unido pelas suas políticas no Médio Oriente, especialmente pela sua prática de impor limites à emigração judaica para a Palestina.   Szyk também criticou a aparente passividade das organizações judaico-americanas em relação à tragédia dos seus congéneres europeus.  Ele apoiou o trabalho de Hillel Kook, também conhecido como Peter Bergson, membro da organização sionista Irgun, que montou uma campanha publicitária na sociedade americana cujo objetivo era chamar a atenção do público americano para o destino dos judeus europeus. Szyk ilustrou, por exemplo, anúncios de página inteira (às vezes com texto do roteirista Ben Hecht) que foram publicados no The New York Times. O artista também se manifestou contra as tensões raciais nos Estados Unidos e criticou o fato de a população negra não ter os mesmos direitos que os brancos. Em um de seus desenhos, há dois soldados americanos – um negro e um branco – escoltando prisioneiros de guerra alemães. Quando o branco pergunta ao negro: "E o que você faria com Hitler?", o negro responde: "Eu o teria transformado em negro e o teria jogado em algum lugar nos EUA". 
A atitude de Szyk em relação à sua pátria, a Polônia, era muito interessante e cheia de contradições. Embora se considerasse judeu e polonês e mostrasse em seus desenhos o sofrimento dos poloneses (não apenas os de ascendência judaica) nos territórios poloneses ocupados pela Rússia, embora se beneficiasse do apoio financeiro do governo polonês no exílio (pelo menos no início da guerra), Szyk às vezes apresentava esse governo de forma negativa, especialmente no final da Segunda Guerra Mundial. Em um desenho controverso datado de 1944, um grupo de políticos poloneses em debate são mostrados como oponentes de Roosevelt, Josef Stalin, o "agente bolchevique" Winston Churchill e, ao mesmo tempo, adeptos do padre Charles Coughlin, conhecido por suas visões antissemitas, bem como "democracia (nacional)"  e "socialismo (nacional)". Por volta de 1943, Szyk, um ex-participante da Guerra Polaco-Soviética, também mudou completamente suas opiniões sobre a União Soviética. O seu desenho de 1944 já retrata um soldado do Exército Popular Polonês, apoiado por Moscovo, ao lado de um soldado do Exército Vermelho, ambos a libertar a Polónia. 

Quaisquer que fossem suas opiniões políticas, em julho de 1942, Szyk reservou um tempo para cuidar da família do diplomata e poeta polonês General Bolesław Wieniawa-Długoszowski quando o general cometeu suicídio. Ele convidou sua esposa Bronisława Wieniawa-Długoszowska e sua filha Zuzanna para ficarem com sua família por seis semanas no país. 

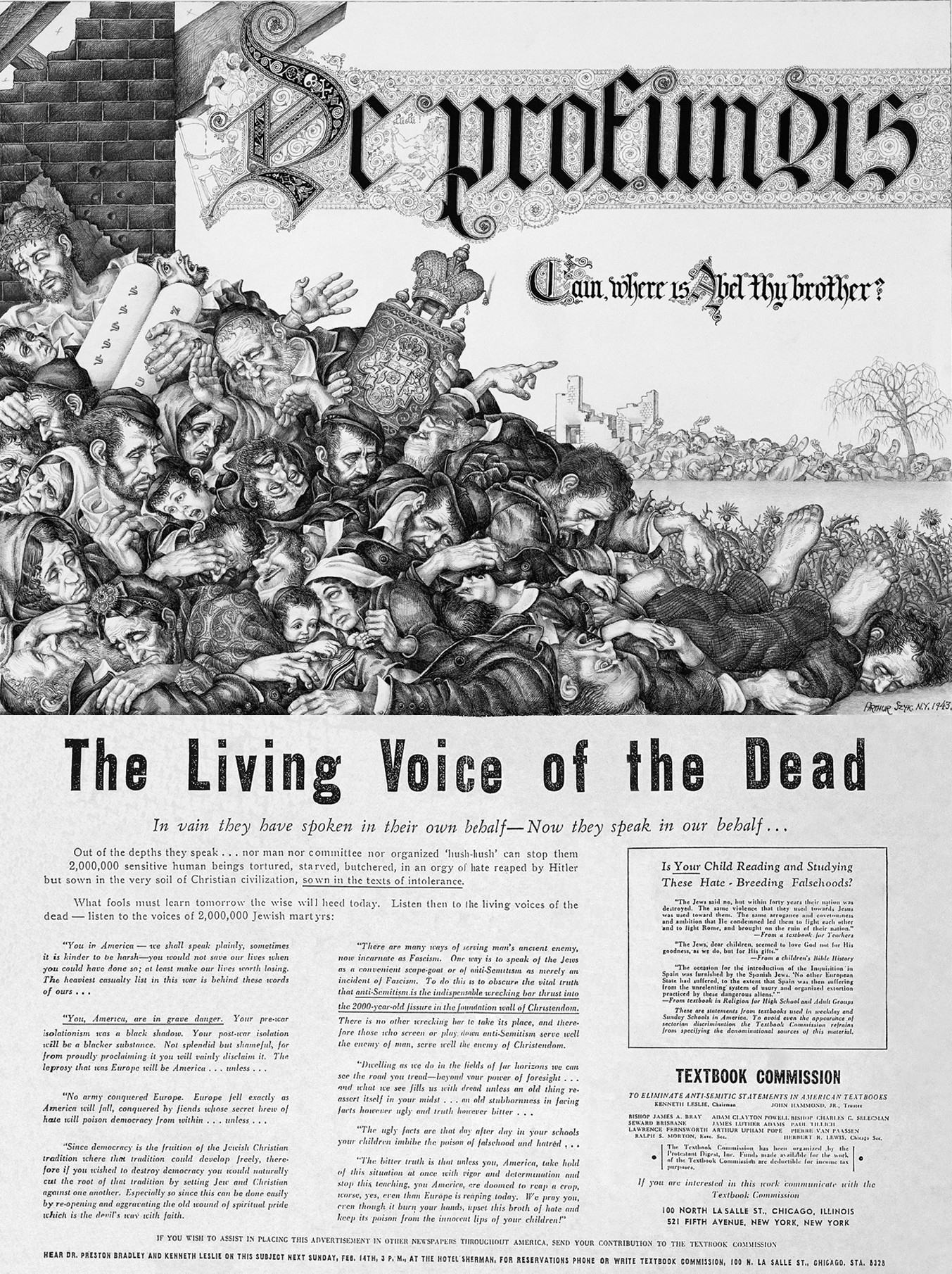
De Profundis (Chicago Sun, 1943)
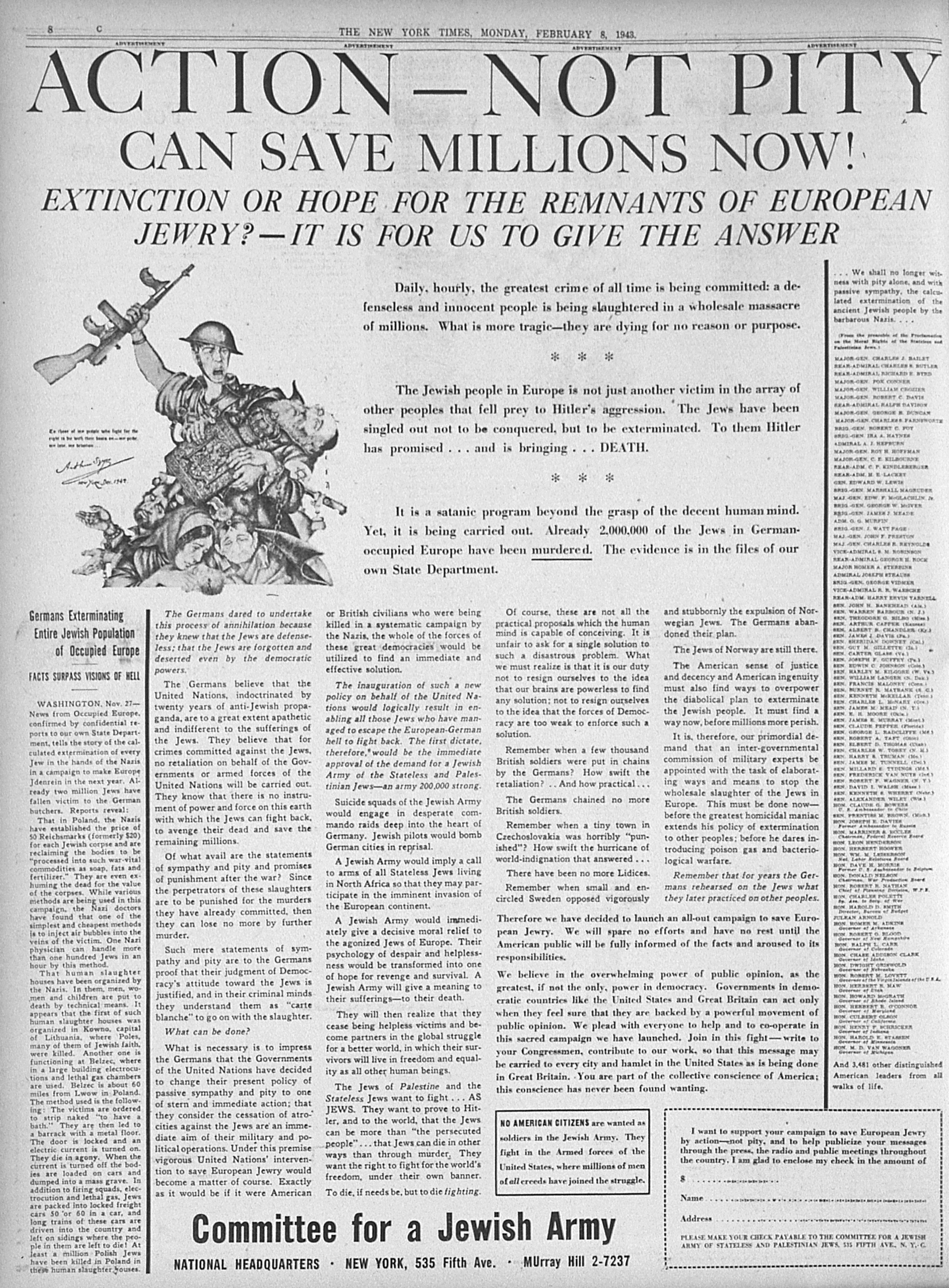
Tears of Rage - Action - Not Pity (The New York Times, 1943)
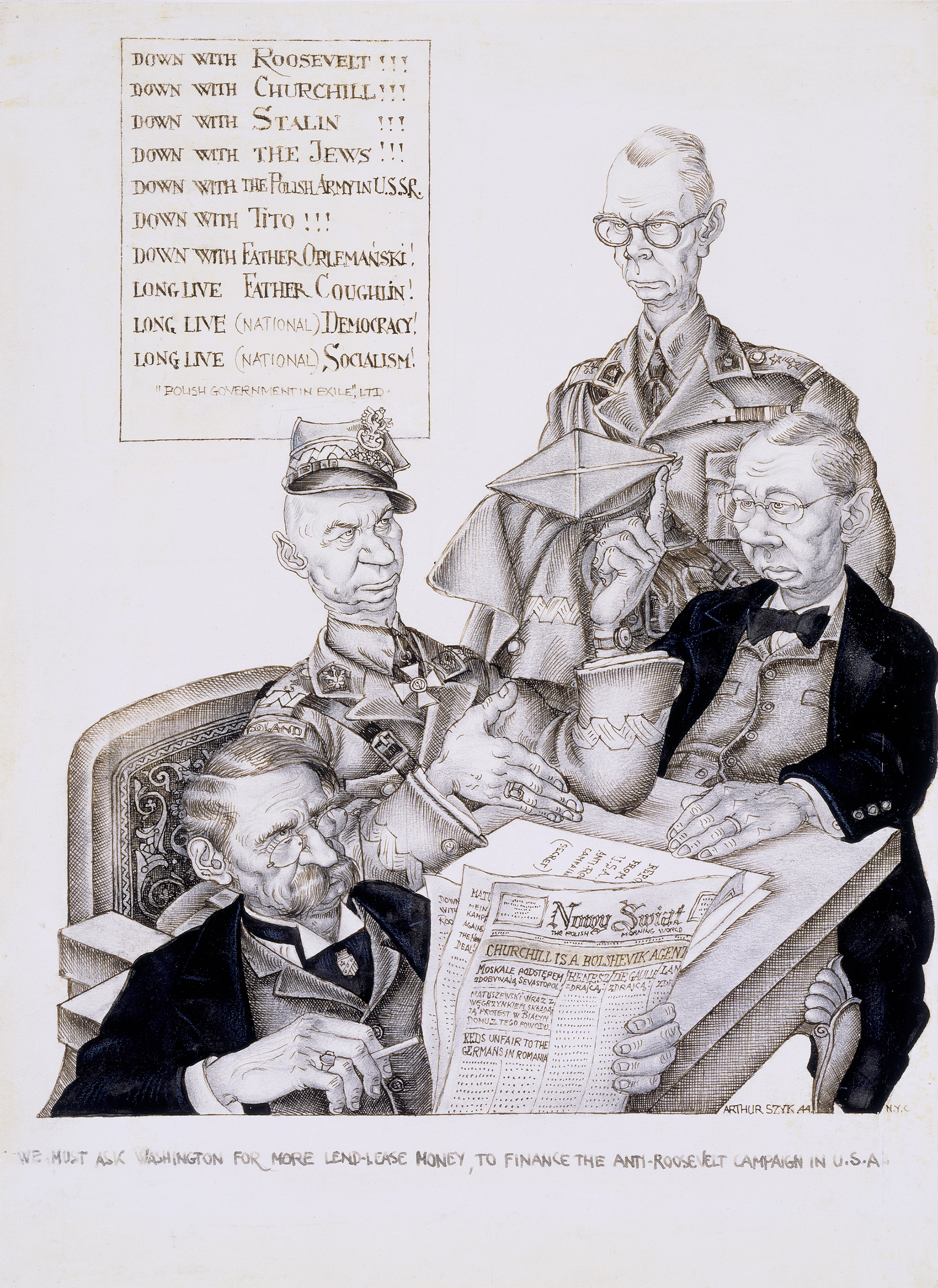
We Must Ask Washington. New York, 1944.

### Ilustrações de livros
Embora as caricaturas dominassem a produção artística de Szyk durante a guerra, ele ainda estava envolvido em outras áreas da arte. Em 1940, o editor americano George Macy, que viu suas ilustrações para a Hagadá em uma exposição em Londres, pediu-lhe para ilustrar o Rubaiyat, uma coleção de poemas do poeta iraniano Omar Khayyám.  Em 1943, o artista começou a trabalhar em ilustrações para o Livro de Jó, publicado em 1946; ele também ilustrou coleções de contos de fadas de Hans Christian Andersen (Andersen's Fairy Tales, 1945) e Charles Perrault (Mother Goose, que não foi publicado). 

Rubáiyát of Omar Khayyám (1940), Nova York.Rubáiyát of Omar Khayyám (1940), Nova York.
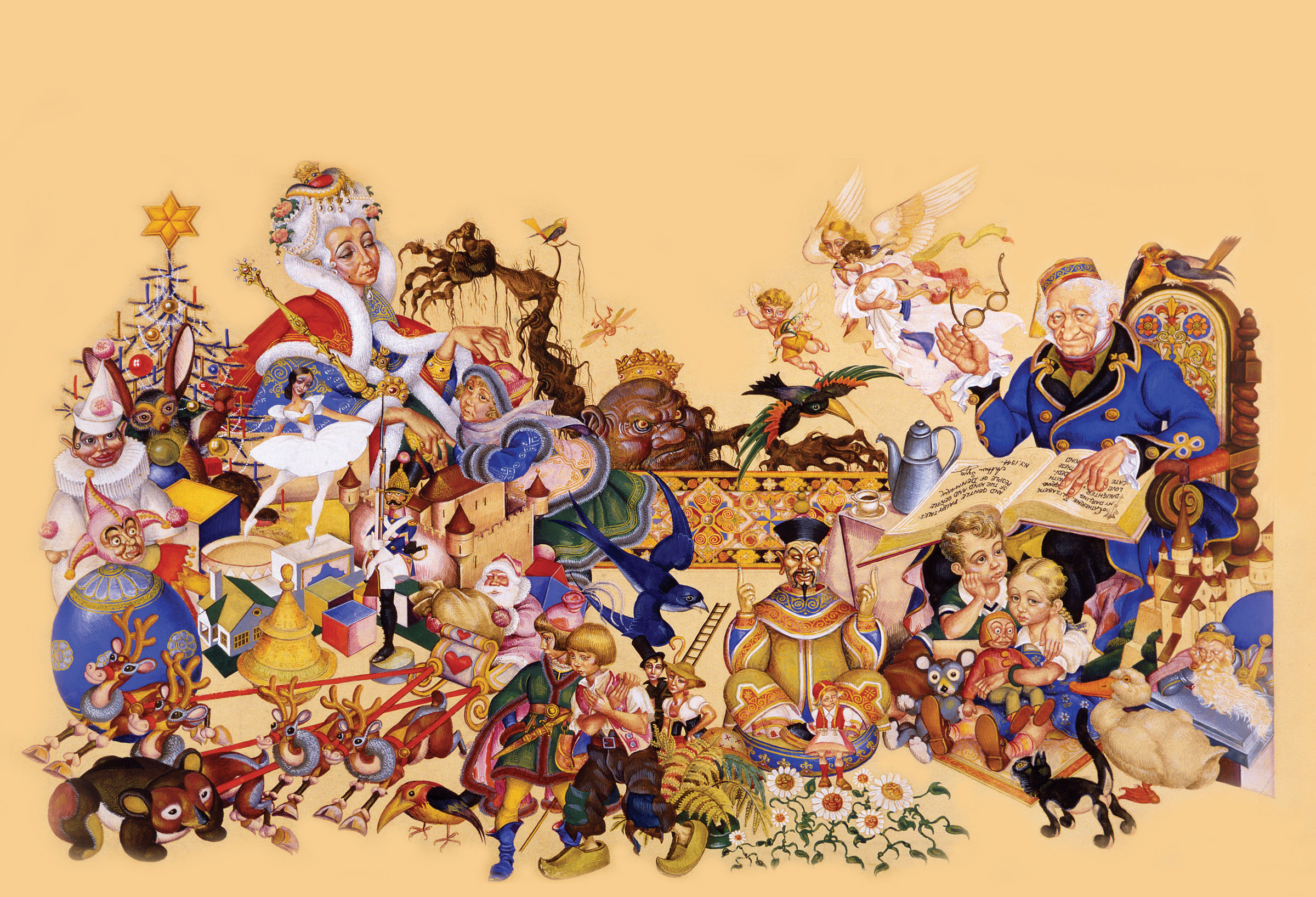
Andersen's Fairy Tales, inside cover illustration (1944), Nova York.
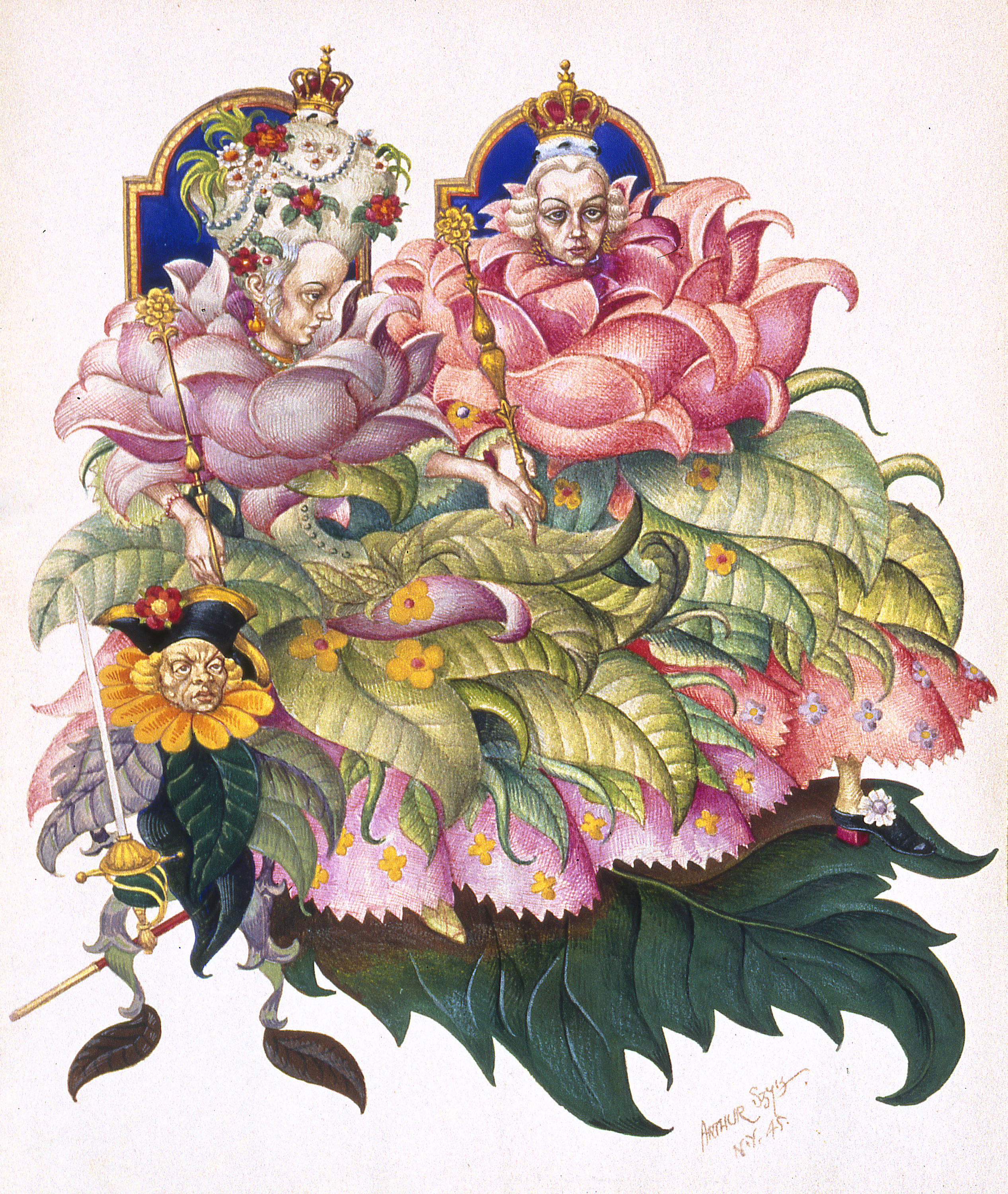
Andersen's Fairy Tales, The King and Queen of Roses (1945), Nova York.

## Pós-guerra: anos finais
Em 1945, Arthur Szyk e sua família se mudaram de Nova York para New Canaan, Connecticut, onde ele viveu até o fim de sua vida. O fim da guerra o liberou do dever de lutar contra o nazismo por meio de suas caricaturas; uma grande coleção de desenhos do período da guerra foi publicada pela Heritage Press em 1946 em formato de livro como Ink and Blood: A Book of Drawings. O artista retornou às ilustrações de livros, trabalhando, por exemplo, em The Canterbury Tales, de Geoffrey Chaucer, e, mais notavelmente, em livros que contam histórias da Bíblia, como Pathways through the Bible, de Mortimer J. Cohen (1946), The Book of Job (1946), The Book of Ruth (1947), The Ten Commandments (1947), The Story of Joseph and his Brothers (1949). Alguns dos livros ilustrados por Szyk também foram publicados postumamente, incluindo The Arabian Nights Entertainments (1954) e The Book of Esther (1974). Ele também foi contratado pelo empresário canadense e conhecedor de selos, Kasimir Bileski, para criar ilustrações para a série de selos História Visual das Nações (ou Nações Unidas); embora o projeto nunca tenha se concretizado, Szyk projetou frontispícios de álbuns de selos para mais de uma dúzia de países, incluindo os Estados Unidos, a Polônia, o Reino Unido e Israel. 

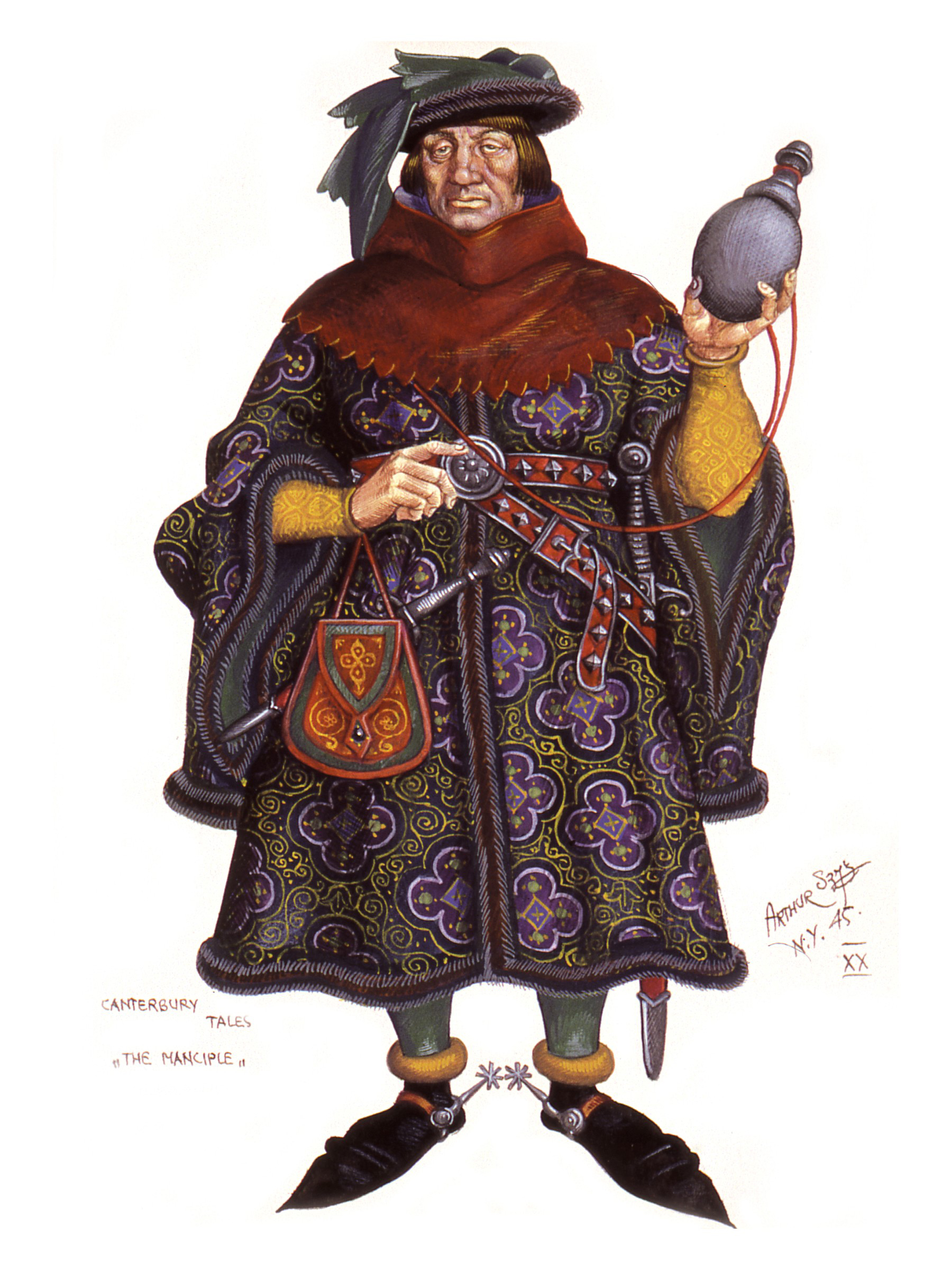
The Canterbury Tales, The Manciple (1945), Nova York.
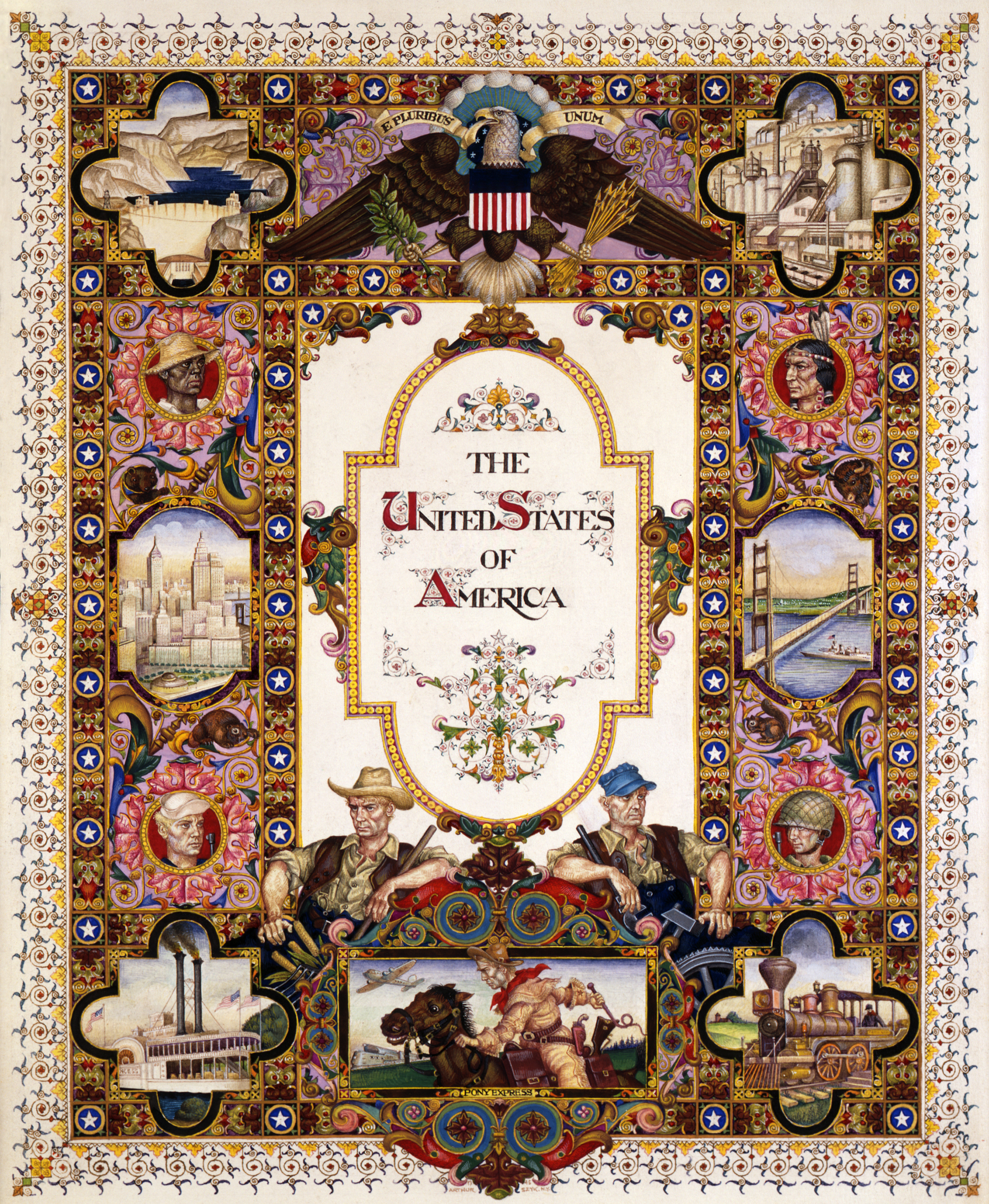
Visual History of Nations, The United States of America (1945), New Canaan, Connecticut.
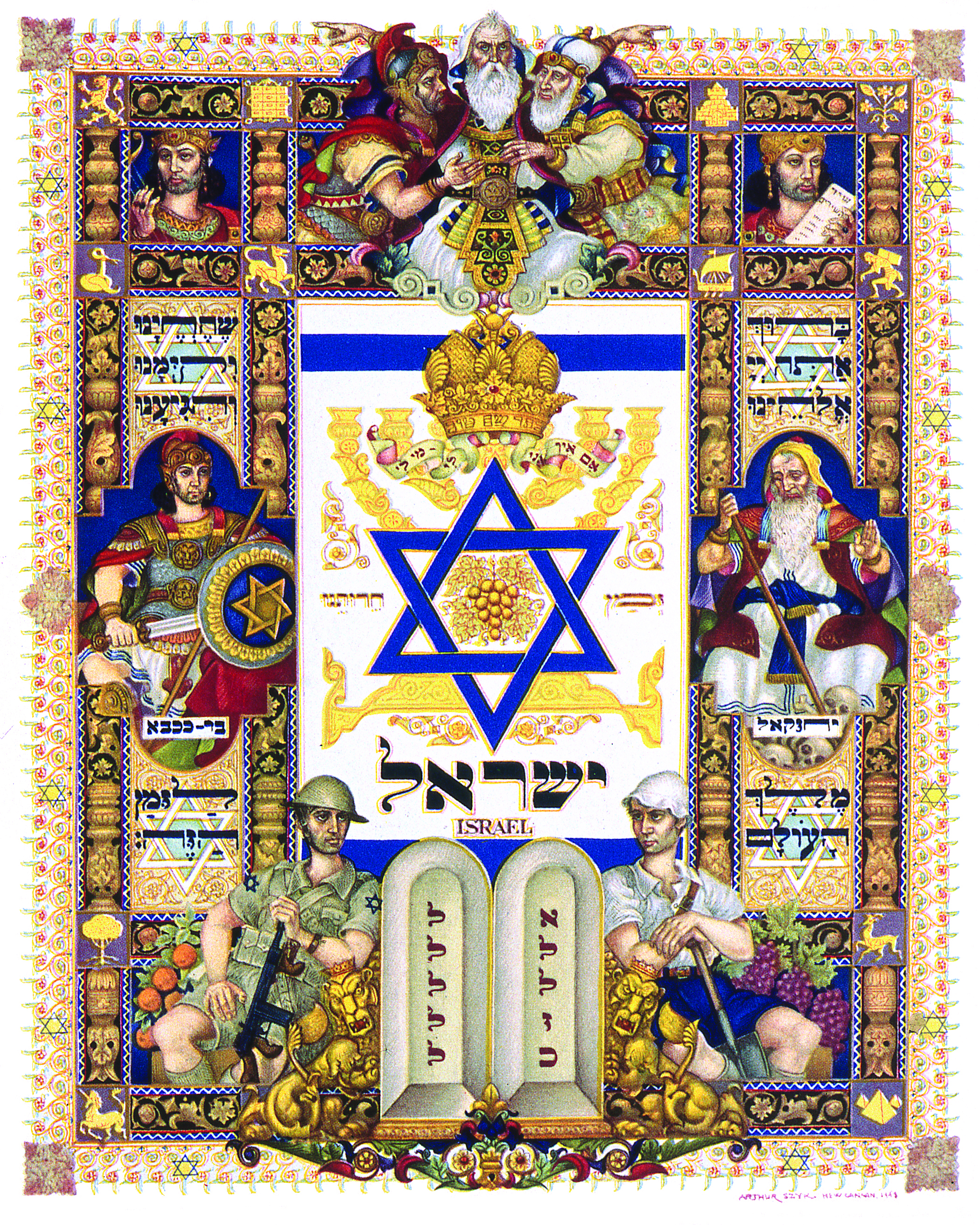
Visual History of Nations, Israel (1948), New Canaan, Connecticut.
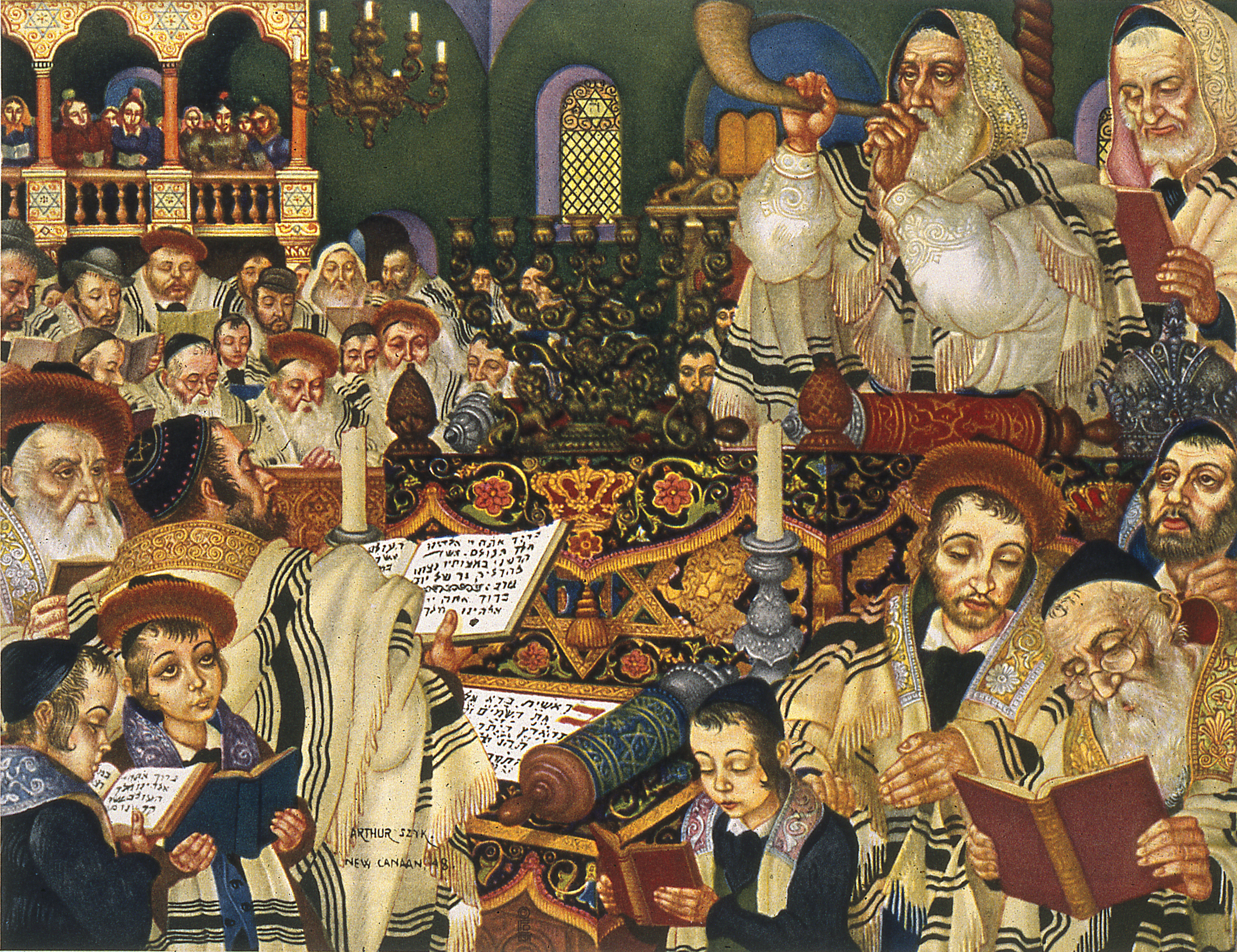
The Holiday Series, Rosh Hashanah (1948), New Canaan, Connecticut.
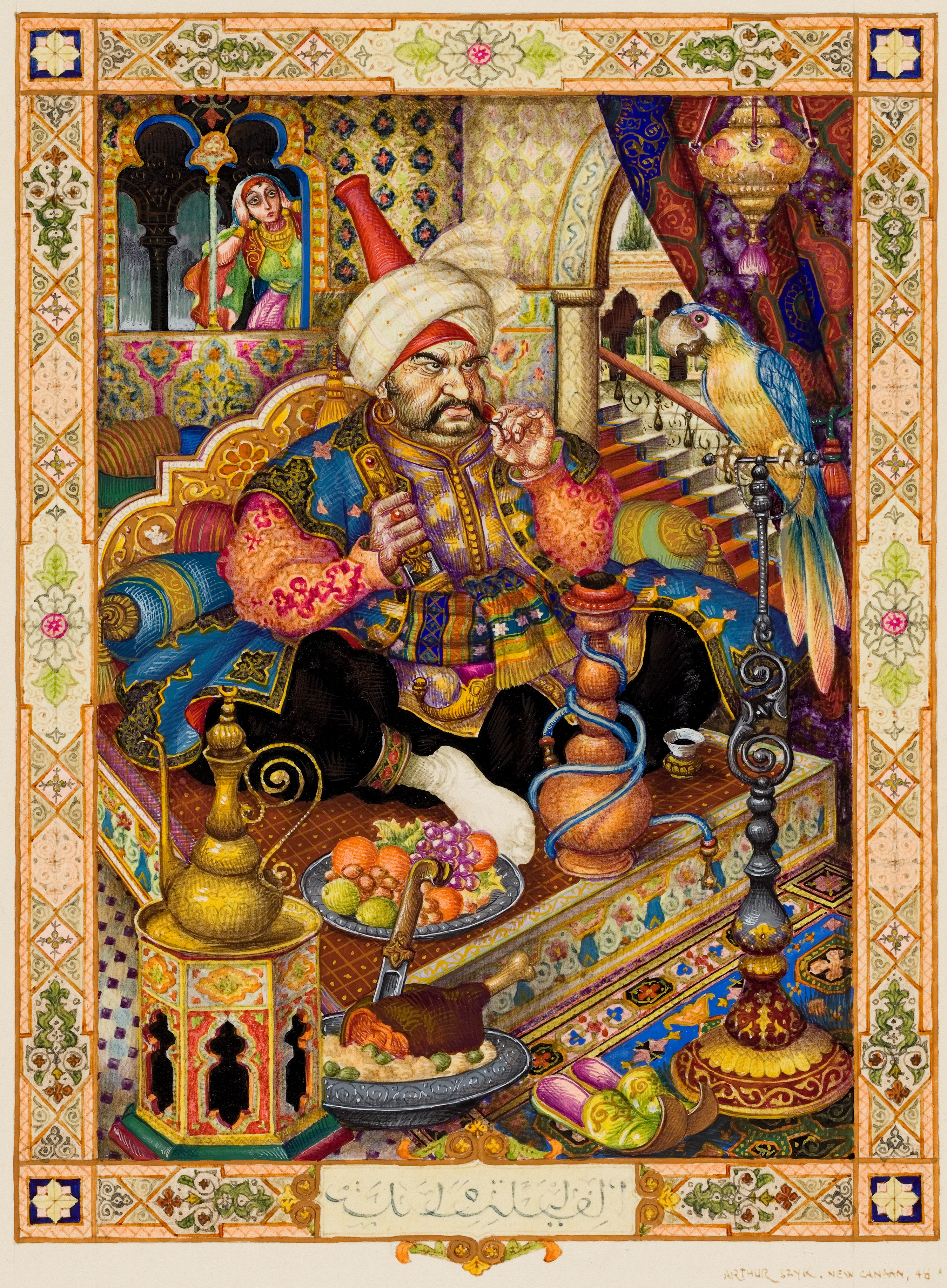
Arabian Nights Entertainments, The Husband and the Parrot (1948), New Canaan, Connecticut.

Arthur Szyk recebeu a cidadania americana em 22 de maio de 1948, mas, segundo consta, viveu o dia mais feliz da sua vida oito dias antes: em 14 de maio, dia do anúncio da Declaração de Independência de Israel.  Arthur Szyk comemorou o evento criando a iluminação ricamente decorada do texto hebraico da declaração. Dois anos depois, em 4 de julho de 1950, ele também expôs o texto ricamente iluminado da Declaração de Independência dos Estados Unidos. O artista continuou engajado politicamente em seu país, criticando a política do macartismo (o clima onipresente de desconfiança e busca por simpatizantes do comunismo nos círculos artísticos e acadêmicos americanos) e os sinais de racismo. Um de seus desenhos mais conhecidos de 1949 mostra dois membros armados da Ku Klux Klan se aproximando de um afro-americano amarrado; a legenda do desenho diz: "Não os perdoe, ó Senhor, pois eles sabem o que fazem." Como muitos artistas francos de sua época, Szyk era suspeito pelo Comitê de Atividades Antiamericanas da Câmara, que o acusou de ser membro do Comitê Conjunto Antifascista para Refugiados e de seis outras organizações suspeitas. O próprio Szyk, contudo, repudiou estas acusações de alegada simpatia pelo comunismo; o seu filho George enviou ao juiz Simon Rifkind um memorando descrevendo a inocência do seu pai. 

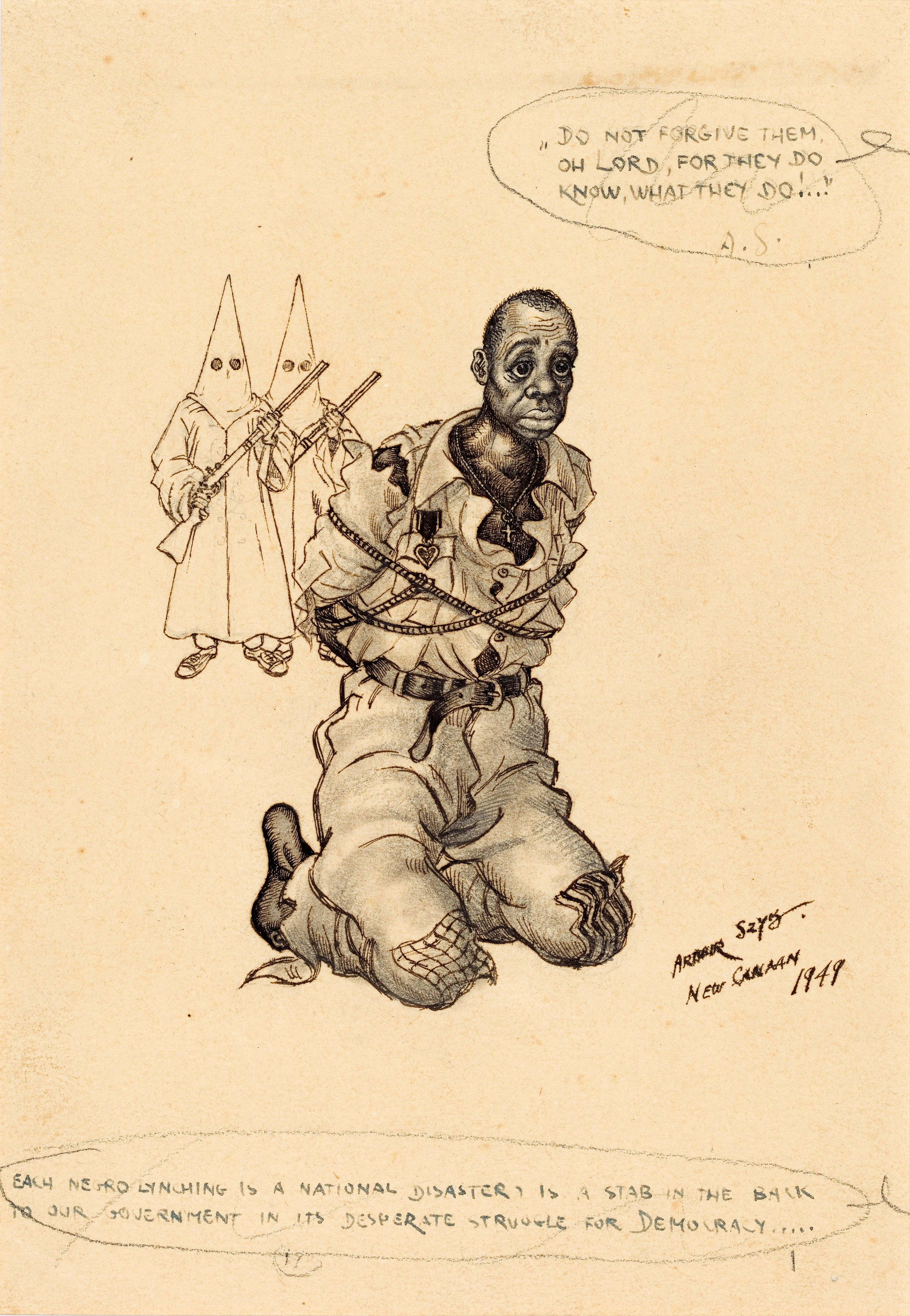
"Do Not Forgive Them, O Lord, For They Do Know What They Do!..." (1949), New Canaan, Connecticut.
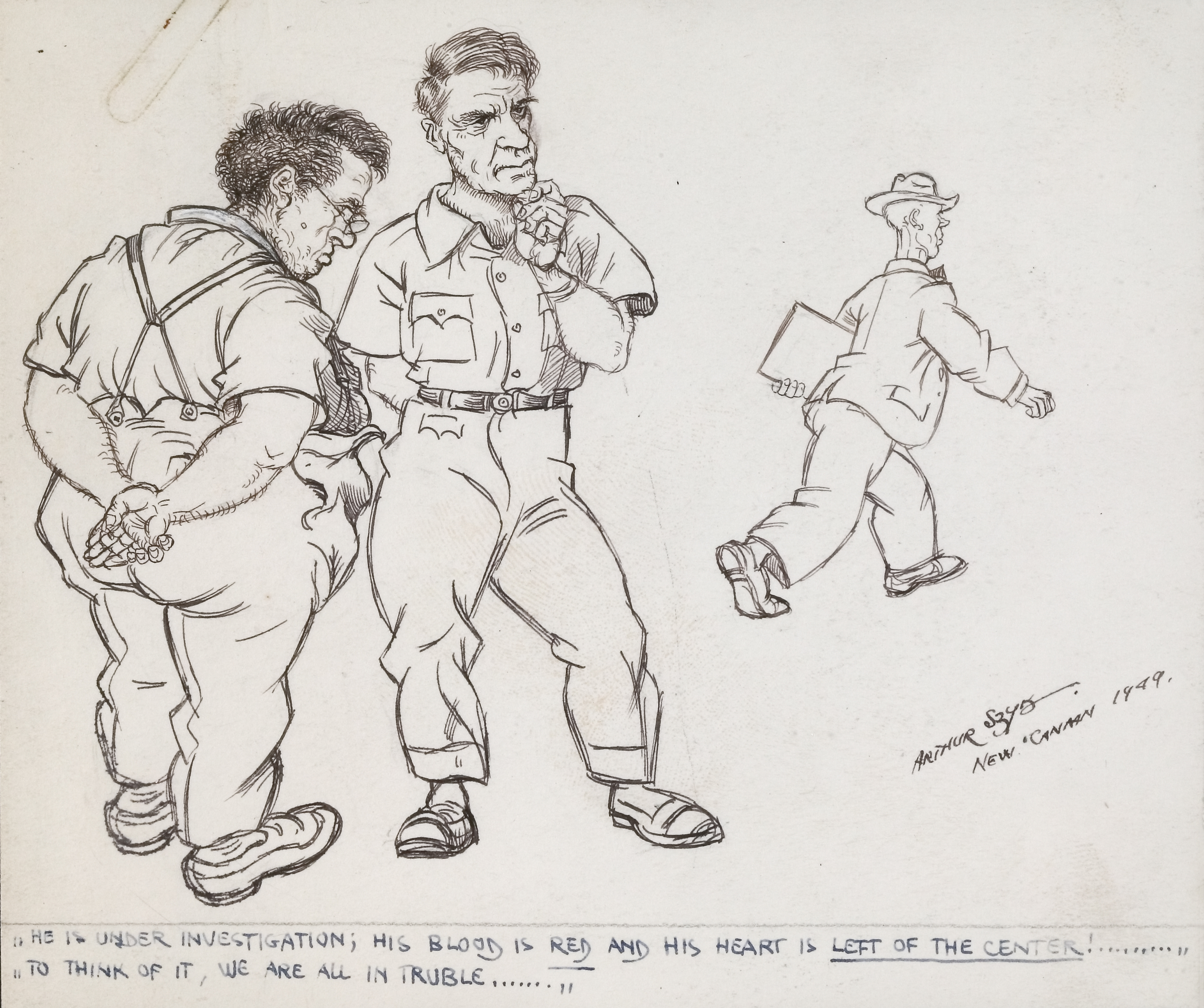
McCarthyism – "He is Under Investigation, His Blood is Red and His Heart is Left of Center!..." (1949), New Canaan, Connecticut.
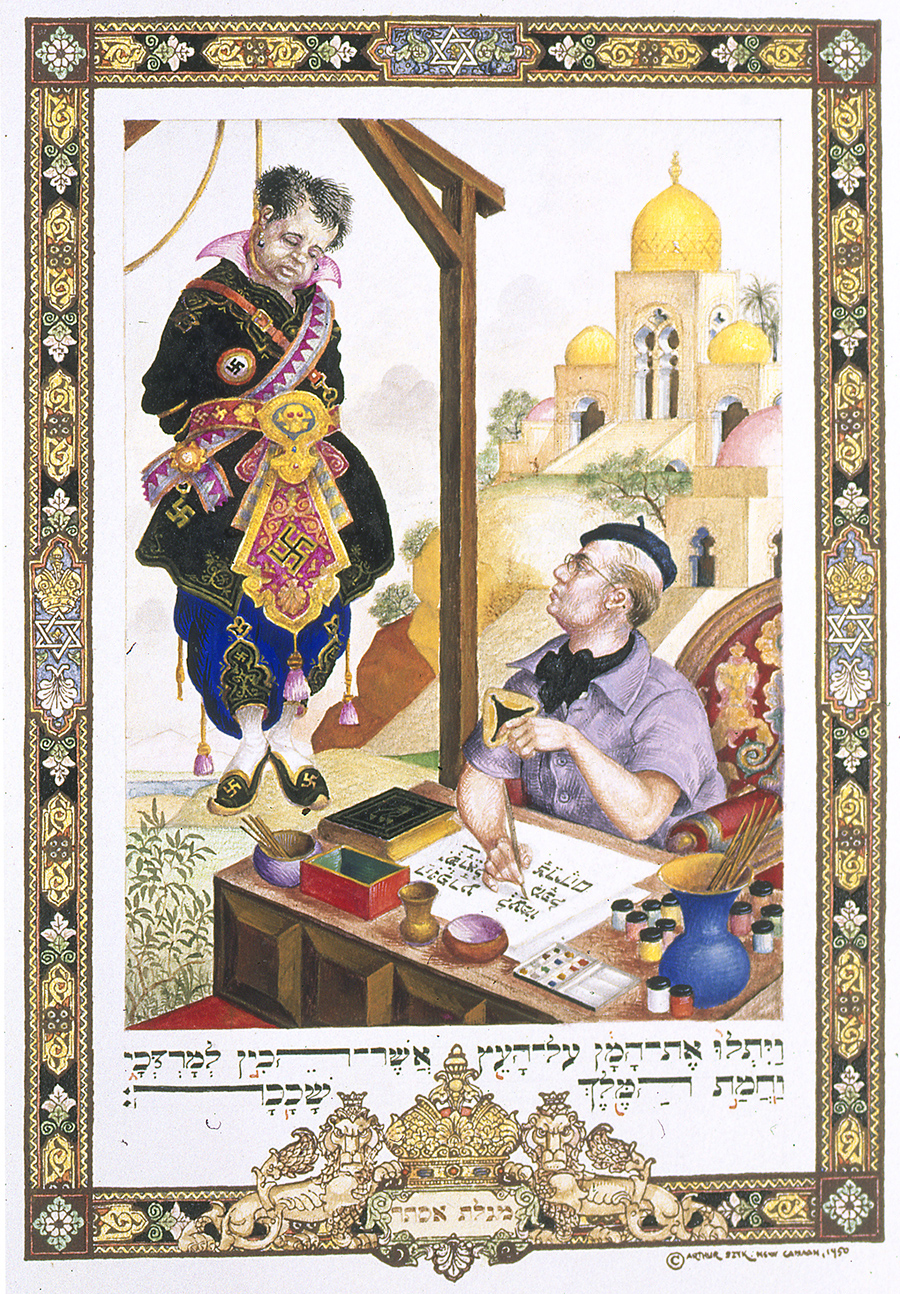
The Book of Esther, Szyk and Haman (1950). New Canaan, Connecticut.
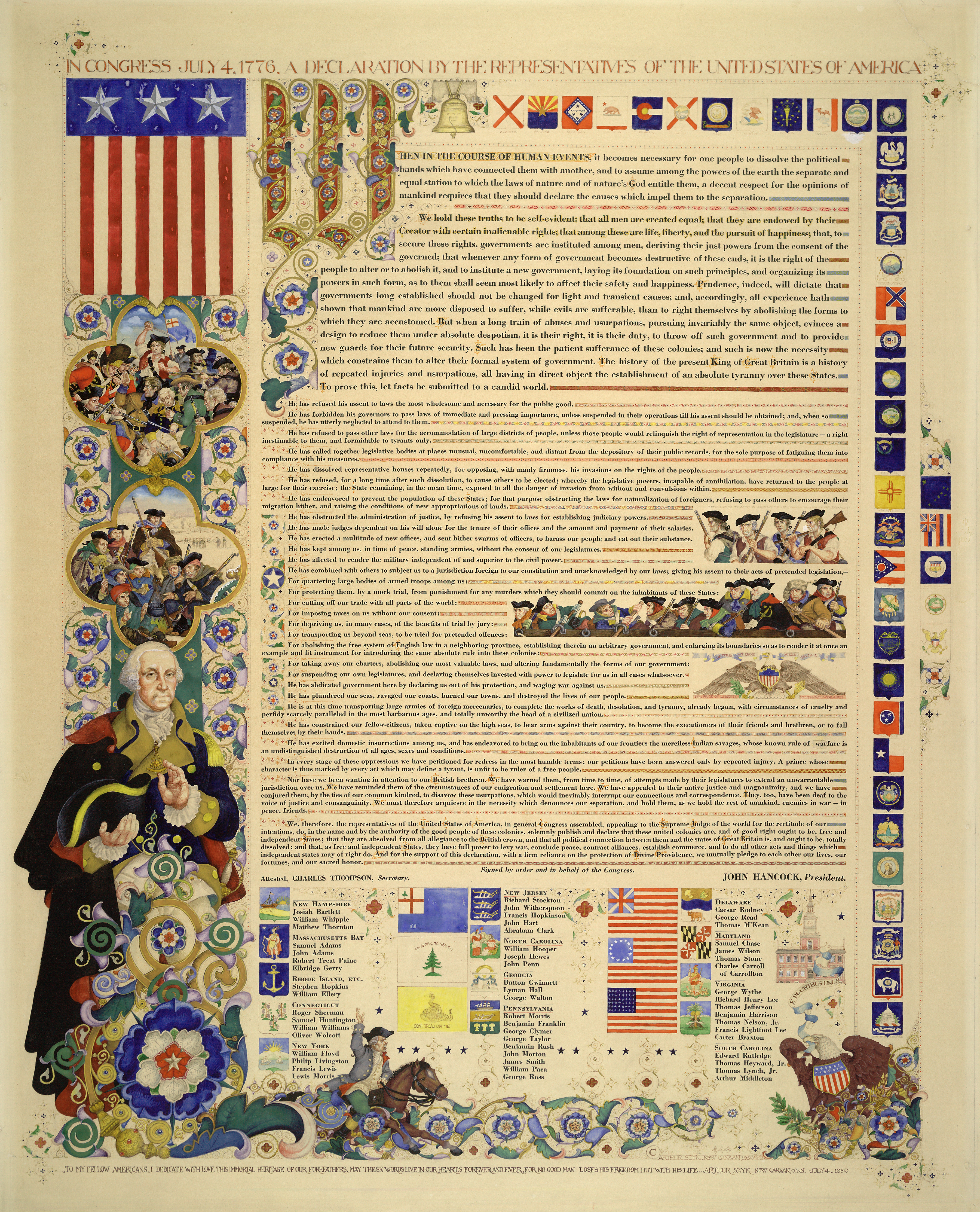
Declaration of Independence (1950), New Canaan, Connecticut
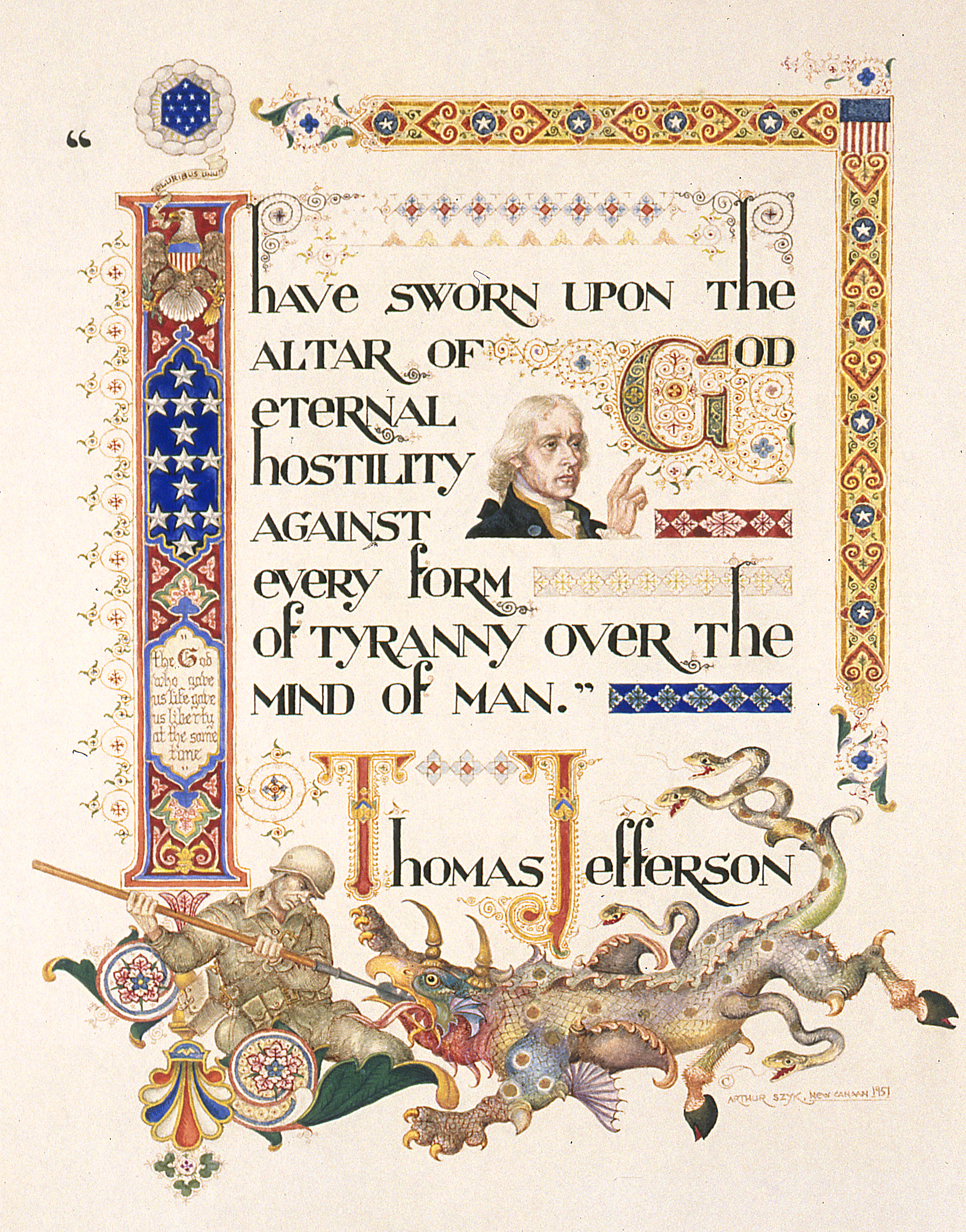
Thomas Jefferson's Oath (1951), New Canaan, Connecticut.

Arthur Szyk morreu de ataque cardíaco em New Canaan em 13 de setembro de 1951.  Ele foi elogiado pelo Rabino Ben Zion Bokser, que disse:
"Arthur Szyk foi um grande artista. Dotado por Deus de uma rara sensibilidade à beleza e de uma rara habilidade em dar-lhe representação gráfica, utilizou os seus talentos para criar uma série de obras de esplendor e magnificência que viverão para sempre na história da arte. Mas Arthur Szyk foi mais do que um grande artista. Ele foi um grande homem, um defensor da justiça, um guerreiro destemido na causa de todos os esforços humanitários. Sua arte era sua ferramenta e ele a usou de maneira brilhante. Estava em suas mãos uma arma de luta com a qual ele lutou pelas causas que lhe eram caras"; e pelo juiz Simon H. Rifkind, que disse: "O Arthur Szyk que o mundo conhece, o Arthur Szyk da cor maravilhosa, e do belo desenho, aquele Arthur Szyk que o mundo lamenta hoje – ele de fato não está morto. Como ele pode ser quando o Arthur Szyk que é conhecido pela humanidade vive e é imortal e permanecerá imortal enquanto o amor pela verdade e pela beleza prevalecer entre a humanidade?"

## Legado

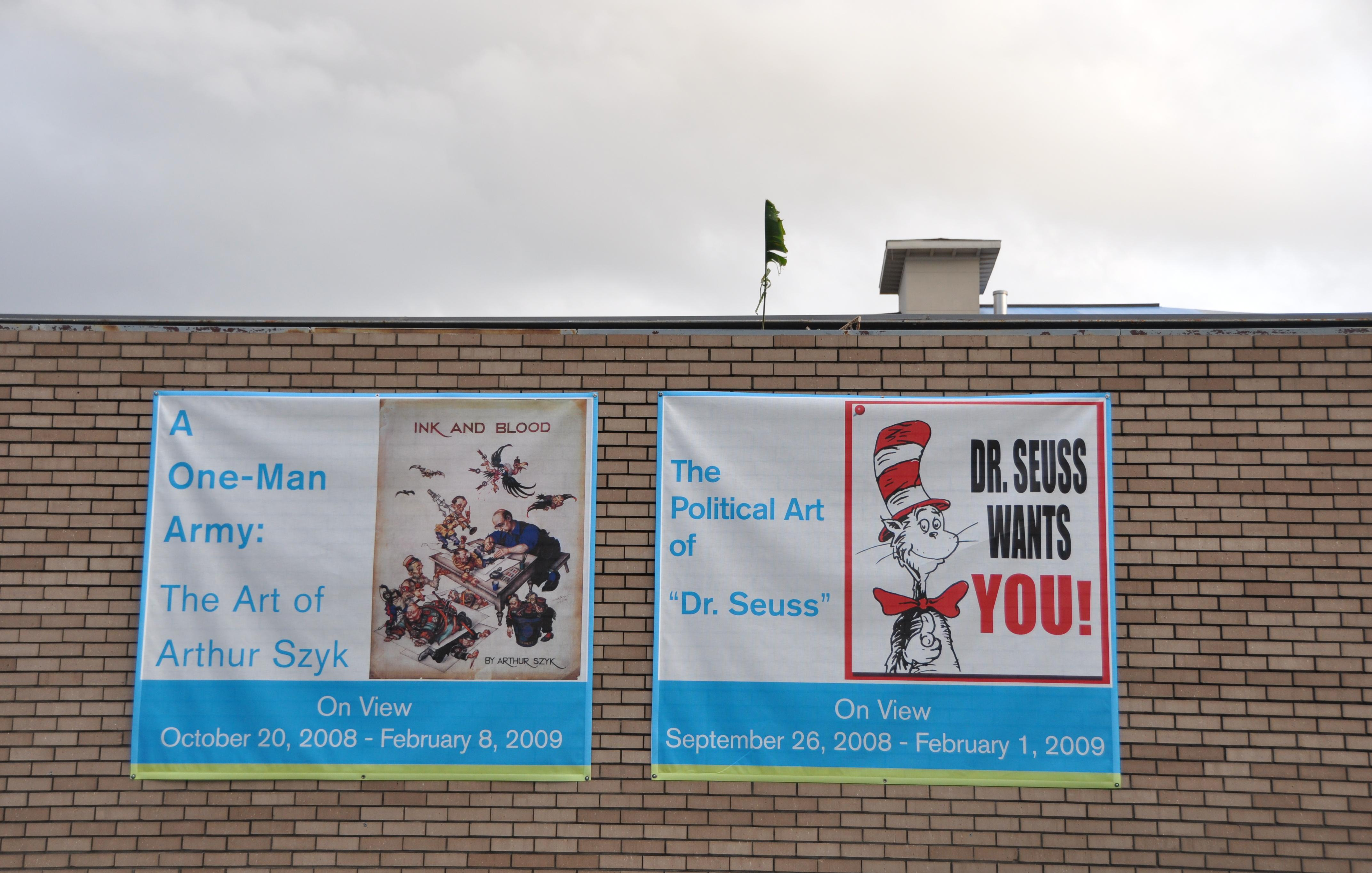
Exposição de obras de Szyk no Museu do Holocausto de Houston

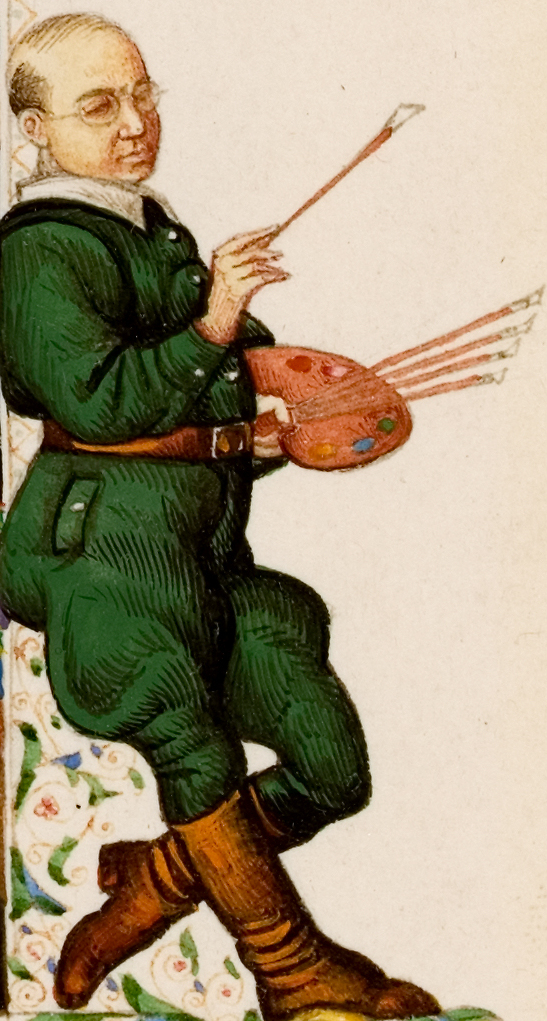
Autoilustração de Arthur Szyk de The Haggadah, 1936

A imensa popularidade que Szyk desfrutou nos Estados Unidos e na Europa durante sua vida diminuiu gradualmente após sua morte. Em 1980, o escritor e jornalista polonês-americano S.L. Shneiderman publicou a primeira biografia de Szyk. Da década de 1960 até o final da década de 1980, as obras do artista raramente foram exibidas em museus americanos. Isso mudou em 1991, quando a organização sem fins lucrativos The Arthur Szyk Society foi criada no Condado de Orange, Califórnia. O fundador da Sociedade, George Gooche, redescobriu as obras de Szyk e organizou a exposição "Arthur Szyk – Iluminador" em Los Angeles. Em 1997, a sede da Sociedade foi transferida para Burlingame, Califórnia, e um novo Conselho de Curadores foi eleito, liderado pelo rabino, curador e antiquário Irvin Ungar. O trabalho da Sociedade resultou na realização de muitas exposições das obras de Szyk em cidades americanas nas décadas de 1990 e 2000. A Sociedade também mantém um grande site educacional,  realiza palestras e produz publicações sobre o artista. Em abril de 2017, a coleção Ungar de sua obra, composta por 450 pinturas, desenhos e esboços, foi comprada por US$ 10,1 milhões pela Magnes Collection of Jewish Art and Life da Universidade da Califórnia em Berkeley, por meio de uma doação da Taube Philanthropies, a maior doação monetária única para adquirir arte na história da UC Berkeley.  
As recentes exposições individuais de Szyk incluem:
- "Arthur Szyk: Soldier in Art", New-York Historical Society, Cidade de Nova York (15 de setembro de 2017 – 21 de janeiro de 2018)[48]
- "Arthur Szyk and the Art of the Haggadah", Contemporary Jewish Museum, São Francisco (13 de fevereiro – 29 de junho de 2014)
- "Arthur Szyk: Miniature Paintings and Modern Illuminations", California Palace of the Legion of Honor, São Francisco (10 de dezembro de 2010 – 27 de março de 2011)
- "A One-Man Army: The Art of Arthur Szyk", Holocaust Museum Houston (20 de outubro de 2008 – 8 de fevereiro de 2009)
- "Arthur Szyk – Drawing Against National Socialism and Terror",[49] Deutsches Historisches Museum (DHM), Berlim (29 de agosto de 2008 – 4 de janeiro de 2009)
- "The Art and Politics of Arthur Szyk", United States Holocaust Memorial Museum, Washington, D.C. (10 de abril – 14 de outubro de 2002)
- "Arthur Szyk: Artist for Freedom", Library of Congress (9 de dezembro de 1999 – 6 de maio de 2000)
- "Justice Illuminated: The Art of Arthur Szyk", Spertus Institute for Jewish Learning and Leadership, Chicago (16 de agosto de 1998 – 28 de fevereiro de 1999)[50] — mais tarde viajou por toda a Polônia: Varsóvia, Jewish Historical Institute; Łódź, Museum of the City of Łódź; e Cracóvia, Center for Jewish Culture.
- "In Real Times. Arthur Szyk: Art & Human Rights (1926-1951)" The Magnes Collection of Jewish Art and Life, Universidade da Califórnia em Berkeley (28 de janeiro de 2020 – presente)[51]